# 1918
Portal Geschichte | Portal Biografien | Aktuelle Ereignisse | Jahreskalender | Tagesartikel

◄ |
19. Jahrhundert |
20. Jahrhundert
| 21. Jahrhundert

◄ |
1880er |
1890er |
1900er |
1910er
| 1920er | 1930er | 1940er | ►

◄◄ |
◄ |
1914 |
1915 |
1916 |
1917 |
1918
| 1919 | 1920 | 1921 | 1922 | ► | ►►
Staatsoberhäupter · Wahlen · Nekrolog · Kunstjahr · Literaturjahr · Musikjahr · Filmjahr  · Sportjahr
| Januar | Januar | Januar | Januar | Januar | Januar | Januar | Januar |
| Kw     | Mo     | Di     | Mi     | Do     | Fr     | Sa     | So     |
| ------ | ------ | ------ | ------ | ------ | ------ | ------ | ------ |
| 1      |        | 1      | 2      | 3      | 4      | 5      | 6      |
| 2      | 7      | 8      | 9      | 10     | 11     | 12     | 13     |
| 3      | 14     | 15     | 16     | 17     | 18     | 19     | 20     |
| 4      | 21     | 22     | 23     | 24     | 25     | 26     | 27     |
| 5      | 28     | 29     | 30     | 31     |        |        |        |

| Februar | Februar | Februar | Februar | Februar | Februar | Februar | Februar |
| Kw      | Mo      | Di      | Mi      | Do      | Fr      | Sa      | So      |
| ------- | ------- | ------- | ------- | ------- | ------- | ------- | ------- |
| 5       |         |         |         |         | 1       | 2       | 3       |
| 6       | 4       | 5       | 6       | 7       | 8       | 9       | 10      |
| 7       | 11      | 12      | 13      | 14      | 15      | 16      | 17      |
| 8       | 18      | 19      | 20      | 21      | 22      | 23      | 24      |
| 9       | 25      | 26      | 27      | 28      |         |         |         |

| März | März | März | März | März | März | März | März |
| Kw   | Mo   | Di   | Mi   | Do   | Fr   | Sa   | So   |
| ---- | ---- | ---- | ---- | ---- | ---- | ---- | ---- |
| 9    |      |      |      |      | 1    | 2    | 3    |
| 10   | 4    | 5    | 6    | 7    | 8    | 9    | 10   |
| 11   | 11   | 12   | 13   | 14   | 15   | 16   | 17   |
| 12   | 18   | 19   | 20   | 21   | 22   | 23   | 24   |
| 13   | 25   | 26   | 27   | 28   | 29   | 30   | 31   |

| April | April | April | April | April | April | April | April |
| Kw    | Mo    | Di    | Mi    | Do    | Fr    | Sa    | So    |
| ----- | ----- | ----- | ----- | ----- | ----- | ----- | ----- |
| 14    | 1     | 2     | 3     | 4     | 5     | 6     | 7     |
| 15    | 8     | 9     | 10    | 11    | 12    | 13    | 14    |
| 16    | 15    | 16    | 17    | 18    | 19    | 20    | 21    |
| 17    | 22    | 23    | 24    | 25    | 26    | 27    | 28    |
| 18    | 29    | 30    |       |       |       |       |       |

| Mai | Mai | Mai | Mai | Mai | Mai | Mai | Mai |
| Kw  | Mo  | Di  | Mi  | Do  | Fr  | Sa  | So  |
| 18  |     |     | 1   | 2   | 3   | 4   | 5   |
| 19  | 6   | 7   | 8   | 9   | 10  | 11  | 12  |
| 20  | 13  | 14  | 15  | 16  | 17  | 18  | 19  |
| 21  | 20  | 21  | 22  | 23  | 24  | 25  | 26  |
| 22  | 27  | 28  | 29  | 30  | 31  |     |     |
| --- | --- | --- | --- | --- | --- | --- | --- |

| Juni | Juni | Juni | Juni | Juni | Juni | Juni | Juni |
| Kw   | Mo   | Di   | Mi   | Do   | Fr   | Sa   | So   |
| ---- | ---- | ---- | ---- | ---- | ---- | ---- | ---- |
| 22   |      |      |      |      |      | 1    | 2    |
| 23   | 3    | 4    | 5    | 6    | 7    | 8    | 9    |
| 24   | 10   | 11   | 12   | 13   | 14   | 15   | 16   |
| 25   | 17   | 18   | 19   | 20   | 21   | 22   | 23   |
| 26   | 24   | 25   | 26   | 27   | 28   | 29   | 30   |

| Juli | Juli | Juli | Juli | Juli | Juli | Juli | Juli |
| Kw   | Mo   | Di   | Mi   | Do   | Fr   | Sa   | So   |
| ---- | ---- | ---- | ---- | ---- | ---- | ---- | ---- |
| 27   | 1    | 2    | 3    | 4    | 5    | 6    | 7    |
| 28   | 8    | 9    | 10   | 11   | 12   | 13   | 14   |
| 29   | 15   | 16   | 17   | 18   | 19   | 20   | 21   |
| 30   | 22   | 23   | 24   | 25   | 26   | 27   | 28   |
| 31   | 29   | 30   | 31   |      |      |      |      |

| August | August | August | August | August | August | August | August |
| Kw     | Mo     | Di     | Mi     | Do     | Fr     | Sa     | So     |
| ------ | ------ | ------ | ------ | ------ | ------ | ------ | ------ |
| 31     |        |        |        | 1      | 2      | 3      | 4      |
| 32     | 5      | 6      | 7      | 8      | 9      | 10     | 11     |
| 33     | 12     | 13     | 14     | 15     | 16     | 17     | 18     |
| 34     | 19     | 20     | 21     | 22     | 23     | 24     | 25     |
| 35     | 26     | 27     | 28     | 29     | 30     | 31     |        |

| September | September | September | September | September | September | September | September |
| Kw        | Mo        | Di        | Mi        | Do        | Fr        | Sa        | So        |
| --------- | --------- | --------- | --------- | --------- | --------- | --------- | --------- |
| 35        |           |           |           |           |           |           | 1         |
| 36        | 2         | 3         | 4         | 5         | 6         | 7         | 8         |
| 37        | 9         | 10        | 11        | 12        | 13        | 14        | 15        |
| 38        | 16        | 17        | 18        | 19        | 20        | 21        | 22        |
| 39        | 23        | 24        | 25        | 26        | 27        | 28        | 29        |
| 40        | 30        |           |           |           |           |           |           |

| Oktober | Oktober | Oktober | Oktober | Oktober | Oktober | Oktober | Oktober |
| Kw      | Mo      | Di      | Mi      | Do      | Fr      | Sa      | So      |
| ------- | ------- | ------- | ------- | ------- | ------- | ------- | ------- |
| 40      |         | 1       | 2       | 3       | 4       | 5       | 6       |
| 41      | 7       | 8       | 9       | 10      | 11      | 12      | 13      |
| 42      | 14      | 15      | 16      | 17      | 18      | 19      | 20      |
| 43      | 21      | 22      | 23      | 24      | 25      | 26      | 27      |
| 44      | 28      | 29      | 30      | 31      |         |         |         |

| November | November | November | November | November | November | November | November |
| Kw       | Mo       | Di       | Mi       | Do       | Fr       | Sa       | So       |
| -------- | -------- | -------- | -------- | -------- | -------- | -------- | -------- |
| 44       |          |          |          |          | 1        | 2        | 3        |
| 45       | 4        | 5        | 6        | 7        | 8        | 9        | 10       |
| 46       | 11       | 12       | 13       | 14       | 15       | 16       | 17       |
| 47       | 18       | 19       | 20       | 21       | 22       | 23       | 24       |
| 48       | 25       | 26       | 27       | 28       | 29       | 30       |          |

| Dezember | Dezember | Dezember | Dezember | Dezember | Dezember | Dezember | Dezember |
| Kw       | Mo       | Di       | Mi       | Do       | Fr       | Sa       | So       |
| -------- | -------- | -------- | -------- | -------- | -------- | -------- | -------- |
| 48       |          |          |          |          |          |          | 1        |
| 49       | 2        | 3        | 4        | 5        | 6        | 7        | 8        |
| 50       | 9        | 10       | 11       | 12       | 13       | 14       | 15       |
| 51       | 16       | 17       | 18       | 19       | 20       | 21       | 22       |
| 52       | 23       | 24       | 25       | 26       | 27       | 28       | 29       |
| 1        | 30       | 31       |          |          |          |          |          |

| Januar | Januar | Januar | Januar | Januar | Januar | Januar | Januar |
| Kw     | Mo     | Di     | Mi     | Do     | Fr     | Sa     | So     |
| ------ | ------ | ------ | ------ | ------ | ------ | ------ | ------ |
| 1      |        | 1      | 2      | 3      | 4      | 5      | 6      |
| 2      | 7      | 8      | 9      | 10     | 11     | 12     | 13     |
| 3      | 14     | 15     | 16     | 17     | 18     | 19     | 20     |
| 4      | 21     | 22     | 23     | 24     | 25     | 26     | 27     |
| 5      | 28     | 29     | 30     | 31     |        |        |        |

| Februar | Februar | Februar | Februar | Februar | Februar | Februar | Februar |
| Kw      | Mo      | Di      | Mi      | Do      | Fr      | Sa      | So      |
| ------- | ------- | ------- | ------- | ------- | ------- | ------- | ------- |
| 5       |         |         |         |         | 1       | 2       | 3       |
| 6       | 4       | 5       | 6       | 7       | 8       | 9       | 10      |
| 7       | 11      | 12      | 13      | 14      | 15      | 16      | 17      |
| 8       | 18      | 19      | 20      | 21      | 22      | 23      | 24      |
| 9       | 25      | 26      | 27      | 28      |         |         |         |

| März | März | März | März | März | März | März | März |
| Kw   | Mo   | Di   | Mi   | Do   | Fr   | Sa   | So   |
| ---- | ---- | ---- | ---- | ---- | ---- | ---- | ---- |
| 9    |      |      |      |      | 1    | 2    | 3    |
| 10   | 4    | 5    | 6    | 7    | 8    | 9    | 10   |
| 11   | 11   | 12   | 13   | 14   | 15   | 16   | 17   |
| 12   | 18   | 19   | 20   | 21   | 22   | 23   | 24   |
| 13   | 25   | 26   | 27   | 28   | 29   | 30   | 31   |

| April | April | April | April | April | April | April | April |
| Kw    | Mo    | Di    | Mi    | Do    | Fr    | Sa    | So    |
| ----- | ----- | ----- | ----- | ----- | ----- | ----- | ----- |
| 14    | 1     | 2     | 3     | 4     | 5     | 6     | 7     |
| 15    | 8     | 9     | 10    | 11    | 12    | 13    | 14    |
| 16    | 15    | 16    | 17    | 18    | 19    | 20    | 21    |
| 17    | 22    | 23    | 24    | 25    | 26    | 27    | 28    |
| 18    | 29    | 30    |       |       |       |       |       |

| Mai | Mai | Mai | Mai | Mai | Mai | Mai | Mai |
| Kw  | Mo  | Di  | Mi  | Do  | Fr  | Sa  | So  |
| 18  |     |     | 1   | 2   | 3   | 4   | 5   |
| 19  | 6   | 7   | 8   | 9   | 10  | 11  | 12  |
| 20  | 13  | 14  | 15  | 16  | 17  | 18  | 19  |
| 21  | 20  | 21  | 22  | 23  | 24  | 25  | 26  |
| 22  | 27  | 28  | 29  | 30  | 31  |     |     |
| --- | --- | --- | --- | --- | --- | --- | --- |

| Juni | Juni | Juni | Juni | Juni | Juni | Juni | Juni |
| Kw   | Mo   | Di   | Mi   | Do   | Fr   | Sa   | So   |
| ---- | ---- | ---- | ---- | ---- | ---- | ---- | ---- |
| 22   |      |      |      |      |      | 1    | 2    |
| 23   | 3    | 4    | 5    | 6    | 7    | 8    | 9    |
| 24   | 10   | 11   | 12   | 13   | 14   | 15   | 16   |
| 25   | 17   | 18   | 19   | 20   | 21   | 22   | 23   |
| 26   | 24   | 25   | 26   | 27   | 28   | 29   | 30   |

| Juli | Juli | Juli | Juli | Juli | Juli | Juli | Juli |
| Kw   | Mo   | Di   | Mi   | Do   | Fr   | Sa   | So   |
| ---- | ---- | ---- | ---- | ---- | ---- | ---- | ---- |
| 27   | 1    | 2    | 3    | 4    | 5    | 6    | 7    |
| 28   | 8    | 9    | 10   | 11   | 12   | 13   | 14   |
| 29   | 15   | 16   | 17   | 18   | 19   | 20   | 21   |
| 30   | 22   | 23   | 24   | 25   | 26   | 27   | 28   |
| 31   | 29   | 30   | 31   |      |      |      |      |

| August | August | August | August | August | August | August | August |
| Kw     | Mo     | Di     | Mi     | Do     | Fr     | Sa     | So     |
| ------ | ------ | ------ | ------ | ------ | ------ | ------ | ------ |
| 31     |        |        |        | 1      | 2      | 3      | 4      |
| 32     | 5      | 6      | 7      | 8      | 9      | 10     | 11     |
| 33     | 12     | 13     | 14     | 15     | 16     | 17     | 18     |
| 34     | 19     | 20     | 21     | 22     | 23     | 24     | 25     |
| 35     | 26     | 27     | 28     | 29     | 30     | 31     |        |

| September | September | September | September | September | September | September | September |
| Kw        | Mo        | Di        | Mi        | Do        | Fr        | Sa        | So        |
| --------- | --------- | --------- | --------- | --------- | --------- | --------- | --------- |
| 35        |           |           |           |           |           |           | 1         |
| 36        | 2         | 3         | 4         | 5         | 6         | 7         | 8         |
| 37        | 9         | 10        | 11        | 12        | 13        | 14        | 15        |
| 38        | 16        | 17        | 18        | 19        | 20        | 21        | 22        |
| 39        | 23        | 24        | 25        | 26        | 27        | 28        | 29        |
| 40        | 30        |           |           |           |           |           |           |

| Oktober | Oktober | Oktober | Oktober | Oktober | Oktober | Oktober | Oktober |
| Kw      | Mo      | Di      | Mi      | Do      | Fr      | Sa      | So      |
| ------- | ------- | ------- | ------- | ------- | ------- | ------- | ------- |
| 40      |         | 1       | 2       | 3       | 4       | 5       | 6       |
| 41      | 7       | 8       | 9       | 10      | 11      | 12      | 13      |
| 42      | 14      | 15      | 16      | 17      | 18      | 19      | 20      |
| 43      | 21      | 22      | 23      | 24      | 25      | 26      | 27      |
| 44      | 28      | 29      | 30      | 31      |         |         |         |

| November | November | November | November | November | November | November | November |
| Kw       | Mo       | Di       | Mi       | Do       | Fr       | Sa       | So       |
| -------- | -------- | -------- | -------- | -------- | -------- | -------- | -------- |
| 44       |          |          |          |          | 1        | 2        | 3        |
| 45       | 4        | 5        | 6        | 7        | 8        | 9        | 10       |
| 46       | 11       | 12       | 13       | 14       | 15       | 16       | 17       |
| 47       | 18       | 19       | 20       | 21       | 22       | 23       | 24       |
| 48       | 25       | 26       | 27       | 28       | 29       | 30       |          |

| Dezember | Dezember | Dezember | Dezember | Dezember | Dezember | Dezember | Dezember |
| Kw       | Mo       | Di       | Mi       | Do       | Fr       | Sa       | So       |
| -------- | -------- | -------- | -------- | -------- | -------- | -------- | -------- |
| 48       |          |          |          |          |          |          | 1        |
| 49       | 2        | 3        | 4        | 5        | 6        | 7        | 8        |
| 50       | 9        | 10       | 11       | 12       | 13       | 14       | 15       |
| 51       | 16       | 17       | 18       | 19       | 20       | 21       | 22       |
| 52       | 23       | 24       | 25       | 26       | 27       | 28       | 29       |
| 1        | 30       | 31       |          |          |          |          |          |

Das Jahr 1918 markiert das Ende des Ersten Weltkrieges. Dadurch zerfallen auch viele europäische Monarchien.

## Ereignisse

### Politik und Weltgeschehen

#### Erster Weltkrieg und daraus folgende Revolutionen und Bürgerkriege

##### Politische und diplomatische Entwicklungen
- 8. Januar: Der US-amerikanische Präsident Wilson verkündet sein 14-Punkte-Programm zur Beendigung des Ersten Weltkrieges.
- 11. November: Mit Inkrafttreten des Waffenstillstandsabkommens von Compiègne zwischen dem Deutschen Reich und Frankreich endet der Erste Weltkrieg. Er hat über neun Millionen Menschenleben gefordert.
- 14. Dezember: Nach acht Jahren findet erstmals wieder eine Britische Unterhauswahl statt. Die Auszählung der Wahl erfolgt aufgrund der vielen von Soldaten abgegebenen Stimmen erst am 28. Dezember, die Wahlbeteiligung beträgt 57,2 %. Die Koalition der bisherigen Regierung Lloyd George erringt eine Zweidrittelmehrheit der Sitze, insbesondere die Kandidaten der Conservative Party schneiden dabei erfolgreich ab. Die Schwäche der Liberal Party ist Ausdruck der Spaltung in Abgeordnete, die Premierminister David Lloyd George folgen und diejenigen, die hinter dem eigentlichen Parteivorsitzenden und 1916 zurückgetretenen Premierminister Herbert Henry Asquith stehen. Dennoch bleibt Lloyd George Premierminister. Die Labour Party kann ihren Stimmanteil deutlich steigern, erhält aufgrund des Mehrheitswahlrechts aber vergleichsweise wenige Mandate. In Irland tritt erstmals die Partei Sinn Féin an, die für die nationale Selbstbestimmung der Iren eintritt. Sie erhält 70 % der in Irland vergebenen Sitze, obwohl zahlreiche Kandidaten zur Zeit der Wahl im Gefängnis sitzen. Die Abgeordneten treten ihre Mandate jedoch nicht an, sondern schließen sich zum Dáil Éireann zusammen. Mit Constance Markiewicz wird erstmals eine Frau ins Unterhaus gewählt; wie die anderen Sinn-Féin-Abgeordneten tritt sie ihr Mandat nicht an. Die bisher dominierende Irish Parliamentary Party erleidet eine vernichtende Niederlage.

##### Ostfront
- 9. Februar: Die Mittelmächte und die Ukrainische Volksrepublik schließen zur Beendigung des Krieges im Osten den sogenannten „Brotfrieden“, einen Separatfrieden, der das Agrarland zu Getreidelieferungen verpflichtet. Mit dem Vertrag ist die Ukraine als unabhängiger Staat anerkannt worden.
- 18. Februar: Die deutsche Operation Faustschlag beginnt als Resultat der gescheiterten Friedensverhandlungen mit Sowjetrussland. Nach drei Tagen wird Minsk erobert, am 3. März fällt Kiew in die Hände der deutschen Armee.
- 25. Februar: Nach der Eroberung Tallinns durch das Deutsche Reich beginnt der Eismarsch der Baltischen Flotte nach Helsingfors und Kronstadt.
- 3. März: Mit der Unterzeichnung des Friedensvertrages von Brest-Litowsk mit dem Deutschen Reich scheidet Sowjetrussland aus dem Krieg aus. Gemäß dem Friedensvertrag erkannte Sowjetrussland die Unabhängigkeit der Ukraine an.
- 5. März: Die von August von Mackensen befehligten Truppen der Mittelmächte erzwingen in Rumänien den Vorfrieden von Buftea und beenden damit ihre Kampfhandlungen im Osten. Der deutsche Einfluss auf das Regentschaftskönigreich Polen wächst.
- 13. März: Die österreichisch-ungarische Armee, die sich der Offensive nach anfänglichem Zögern am 28. Februar angeschlossen hat, erobert Odessa.

##### Westfront
- 21. März: Die erste deutsche Frühjahrsoffensive (Unternehmen Michael) beginnt. Nach großen Anfangserfolgen läuft sie Anfang April aus. Weitere deutsche Durchbruchsversuche bis Mitte Juli bleiben ebenfalls erfolglos.
- 7. April: Die Vierte Flandernschlacht beginnt im Raum um Armentières mit Artilleriefeuer und einem Gasangriff der deutschen Armee. Am 9. April beginnt unter dem Namen Operation Georgette die deutsche Offensive.
- 29. April: Die Vierte Flandernschlacht endet mit einem Patt und dem Abbruch der deutschen Offensive.
- 27. Mai bis 6. Juni: In der Dritten Schlacht an der Aisne läuft sich eine weitere deutsche Offensive an der Westfront fest.
- 15. Juli: Mit einer deutschen Offensive beiderseits von Reims beginnt die Zweite Schlacht an der Marne. Die Offensive wird unter schweren Verlusten von den Alliierten zurückgeschlagen. Am 18. Juli beginnt eine Gegenoffensive, durch die die deutschen Truppen auf die Linie vor der Frühjahrsoffensive zurückgeworfen werden.
- 8. August: Am ersten Tag der Schlacht bei Amiens gelingt es den Alliierten, die deutsche Frontlinie zu durchbrechen. General Erich Ludendorff bezeichnet diesen Tag später als „Schwarzen Tag des deutschen Heeres“. Die Schlacht wird an den folgenden drei Tagen fortgeführt, bringt aber aufgrund der nun fehlenden Unterstützung durch Artillerie und Panzer nur noch begrenzte Erfolge. Sie leitet allerdings die kriegsentscheidende Hunderttageoffensive ein.
- 12. September: In der Schlacht von Havrincourt können die Deutschen ihre Stellungen nicht halten, was die Alliierten zu weiteren Offensiven ermutigt.
- 18. September: In der Schlacht bei Épehy kommt es unter den australischen Truppen zur Meuterei, trotzdem endet die Schlacht siegreich für die Alliierten.
- 26. September: Die alliierte Maas-Argonnen-Offensive beginnt.
- 29. September: In der beginnenden Schlacht am Saint-Quentin-Kanal nehmen britische Soldaten in einem Handstreich die Riquevalbrücke ein. Dies ermöglicht den alliierten Angriff auf die deutsche Siegfriedstellung mit herangeführten schweren Waffen.
- 4. November: Mit der Schlacht an der Sambre können die Alliierten einen etwa 80 km langen und 5 km tiefen Brückenkopf jenseits des Canal de la Sambre à l’Oise etablieren.
- 11. November: Mit dem Waffenstillstand von Compiègne endet die Hunderttageoffensive.

##### Gebirgskrieg zwischen Italien und Österreich-Ungarn
- 15. bis 22. Juni: Zweite Schlacht am Piave
- 13. August bis 3. September: Gefecht am San Matteo
- 24. Oktober: Beginn der Schlacht von Vittorio Veneto, die zur Niederlage Österreich-Ungarns führt
- 3. November: Unterzeichnung des Waffenstillstands von Villa Giusti zwischen Italien (Pietro Badoglio) und Österreich-Ungarn (Viktor Weber Edler von Webenau)

##### Ostafrika

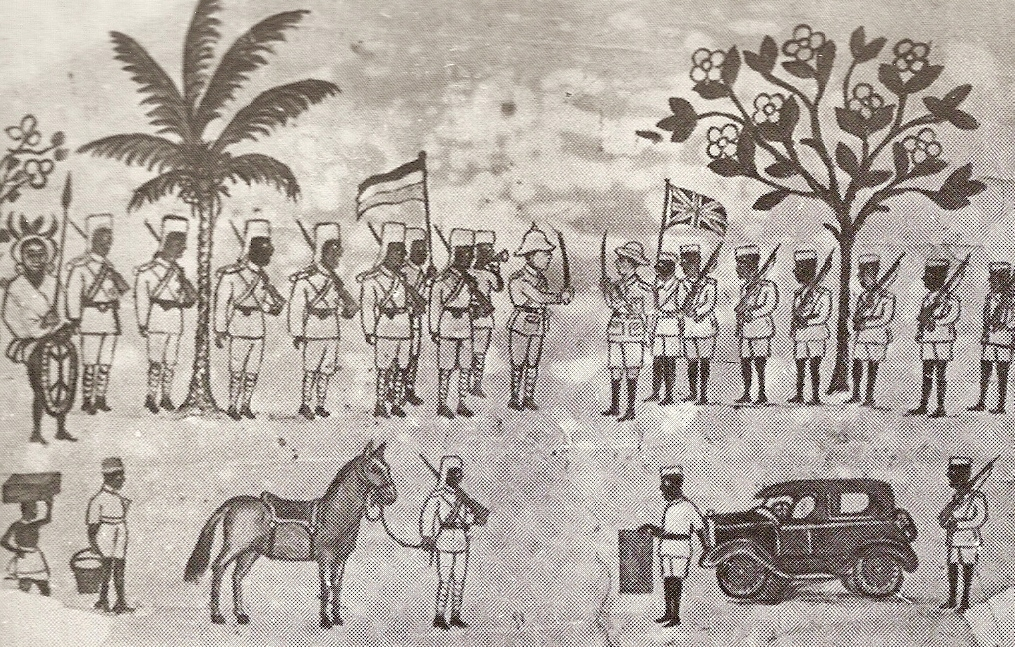
Lettow-Vorbecks Kapitulation (zeitgenössische Zeichnung)

Die deutsche Schutztruppe unter Paul von Lettow-Vorbeck, die sich im Vorjahr auf das Gebiet von Portugiesisch-Ostafrika zurückgezogen hat, kehrt am 28. September über den Grenzfluss Rovuma auf das Gebiet Deutsch-Ostafrikas zurück und zieht nach Norden, entlang des Nyassa-Sees über Songea und Mbozi. Lettow-Vorbeck entschließt sich, den Marsch nach Nordrhodesien fortzusetzen, das nach seinen Informationen weithin frei von britischen Truppen ist, die ihn in anderen Teilen der Kolonie vermuten. Hier erhält er durch britische Parlamentäre am 13. November die Nachricht vom Waffenstillstand in Europa. Am 25. November wird in Abercorn südlich des Tanganjika-Sees die Kapitulation unterzeichnet und der nur noch 1.300 Mann starke Verband offiziell aufgelöst.

##### See- und Luftkrieg
- 5. Februar: Der britische Truppentransporter Tuscania wird vor Nordirland von dem deutschen U-Boot UB 77 versenkt. 166 Menschen kommen ums Leben.
- 26. Februar: Durch die Versenkung des britischen Hospitalschiffs HMHS Glenart Castle durch das deutsche U-Boot UC 56 kommen im Bristolkanal 153 Menschen ums Leben.
- 1. April: Mit der britischen Royal Air Force, einem Zusammenschluss der bisherigen Fliegerverbände des Heeres mit denen der Marine, entsteht die weltweit erste als selbständige Teilstreitkraft organisierte Luftwaffe.
- 15. April: Bei der Versenkung des Passagierschiffs Pomeranian der Canadian Pacific Line durch das deutsche U-Boot UC 77 sterben 55 der 56 Menschen an Bord.
- 21. April: Manfred von Richthofen („Der rote Baron“) wird über der Somme in Nordfrankreich abgeschossen, die Luftstreitkräfte verlieren ihren Helden. Er stirbt nach 80 bestätigten Abschüssen.

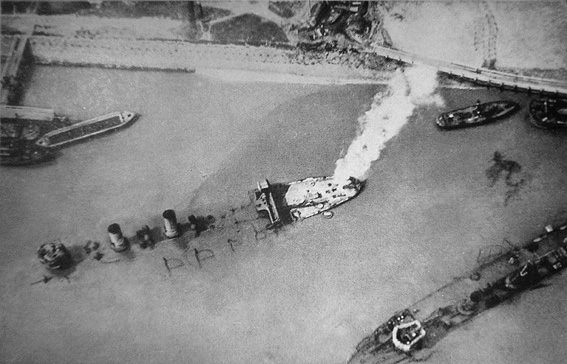
Wracks der versenkten Blockschiffe in der Hafeneinfahrt von Zeebrügge, es bleibt jedoch eine ausreichend breite Fahrrinne für die deutschen U-Boote frei

- 22. April bis 10. Mai: Beim Überfall auf Seebrügge und Ostende versucht die Royal Navy erfolglos die im besetzten Belgien liegenden U-Boot-Häfen Zeebrügge und Ostende zu blockieren, um das Auslaufen der U-Boote zu verhindern.
- Am 23. April erfolgt der letzte Vorstoß der Hochseeflotte in die nördliche Nordsee, wo ein britischer Konvoi angegriffen werden soll. Da die Flotte gänzlich auf die Verwendung von Funkgeräten verzichtet, stößt die Hochseeflotte bis auf die Höhe von Bergen vor, ohne dass die Briten reagieren. Als die Funkstille wegen einer Maschinenhavarie des Schlachtkreuzers Moltke am Folgetag gebrochen werden muss, läuft die Royal Navy mit überlegenen Kräften umgehend aus, kann aber die Hochseeflotte nicht stellen, obwohl die Moltke in Schlepp genommen werden muss.
- 7. Mai: Die Olympic versenkt das U-Boot U 103 mit ihrer Backbord-Schiffsschraube.

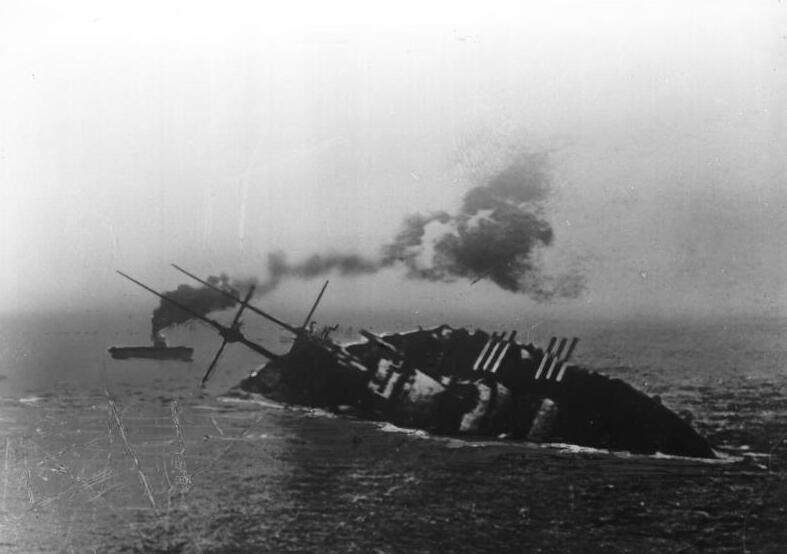
Eines der modernsten und größten Schiffe der österreichischen Kriegsmarine, die Szent István, sinkt nach einem Torpedoangriff eines italienischen MAS

- 9. Juni: Der zweite und letzte Versuch der österreichischen Kriegsmarine, die Seesperre an der Straße von Otranto zu durchbrechen, startet von Pula aus. Am frühen Morgen des 10. Juni versenkt jedoch das italienische Schnellboot MAS 15 das im Verband fahrende Schlachtschiff Szent István vor der Insel Premuda durch zwei Torpedotreffer, der Angriff wird daraufhin abgebrochen.
- 27. Juni: Das deutsche U-Boot U 86 unter dem Kommando von Oberleutnant zur See Helmut Brümmer-Patzig torpediert im Nordatlantik das deutlich als Hospitalschiff gekennzeichnete britische Schiff Llandovery Castle. Von den 258 Menschen an Bord überleben nur 24, da U 86 die Rettungsboote rammt und auf die Schiffbrüchigen schießt.
- 14. Juli: Das deutsche U-Boot UB 105 versenkt im östlichen Mittelmeer den französischen Passagierdampfer Djemnah. 436 Passagiere und Besatzungsmitglieder kommen ums Leben.
- 21. Juli: Der Angriff auf Orleans des U-Kreuzers U 156 ist der einzige Angriff der Mittelmächte auf US-amerikanisches Festland im Ersten Weltkrieg.
- 3. August: Ein deutsches U-Boot versenkt im Ärmelkanal das australische Hospitalschiff Warilda, wobei 123 Menschen ums Leben kommen.

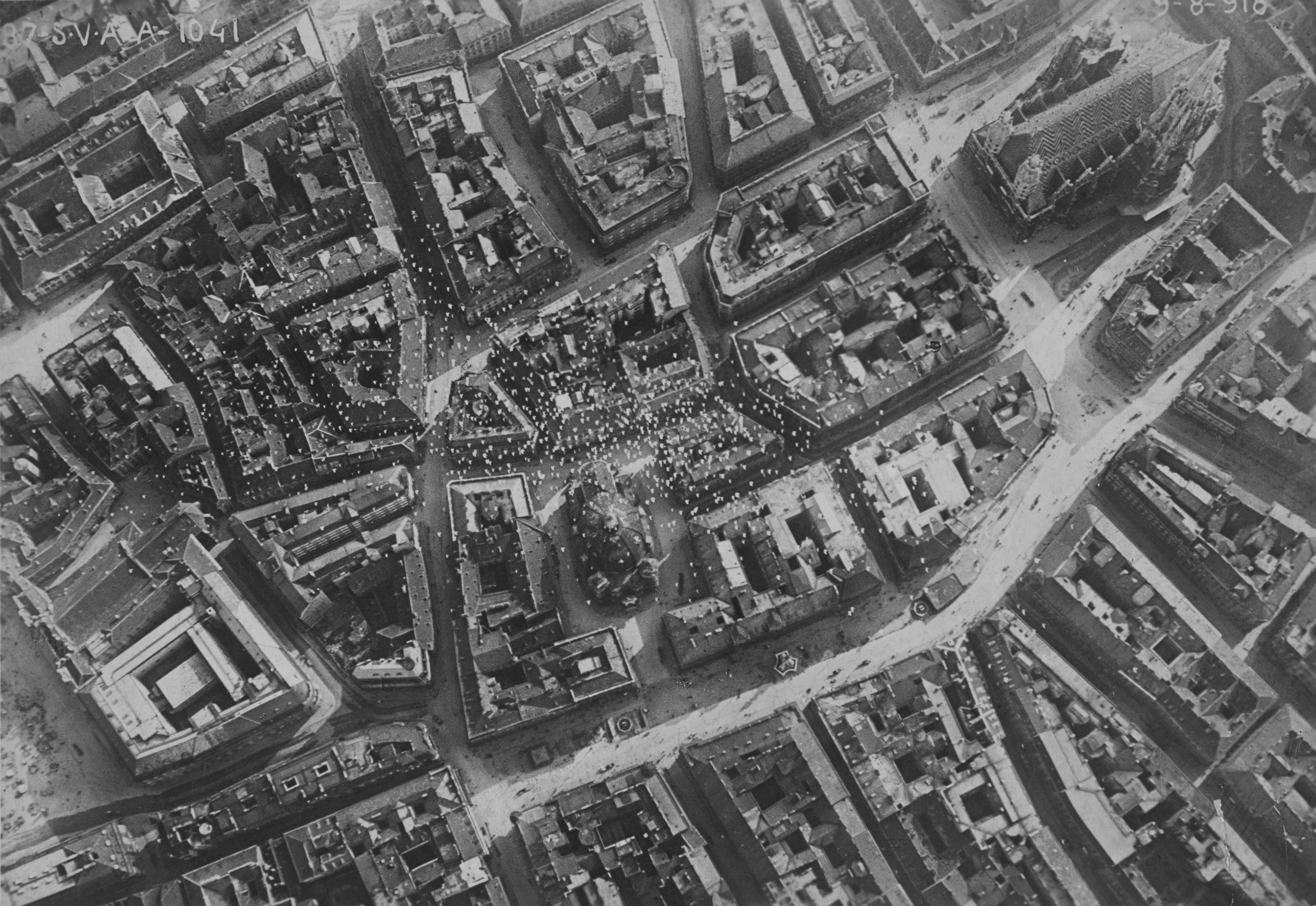
Abwurf der Flugblätter über dem Graben in der Wiener Innenstadt, rechts oben der Stephansdom

- 9. August: Angeführt vom italienischen Dichter Gabriele D’Annunzio tauchen erstmals im Ersten Weltkrieg feindliche Flugzeuge über der österreichisch-ungarischen Hauptstadt auf. Beim Flug über Wien werden statt Bomben mehrere hunderttausend Flugblätter abgeworfen.
- 27. August: 84 Seemeilen östlich von Malta wird das französische Hospitalschiff Pampa versenkt. 117 Menschen kommen dabei ums Leben.
- 12. September: Südwestlich von Land’s End torpediert das deutsche U-Boot U 82 das britische Passagierschiff Galway Castle. 143 der 950 Passagiere und Besatzungsmitglieder sterben.
- 10. Oktober: Ein deutsches U-Boot versenkt in der Bucht von Dublin den irischen Passagierdampfer Leinster. 501 Menschen sterben, darunter mehr als 300 Militärangehörige und 115 Zivilisten. Es ist bis heute das schwerste Schiffsunglück in der Irischen See.

##### Der Zerfall der Mittelmächte

###### Ereignisse bis zum Sommer
- 14. Januar: Die Halbierung der Mehlration löst einen Streik der Beschäftigten in den Wiener Neustädter Daimler-Motorenwerken aus, der dem allgemeinen Jännerstreik Schub verleiht. Binnen weniger Tage steht die Regierung der größten Arbeitsniederlegung in Österreich-Ungarn gegenüber.
- 28. Januar: Der Spartakusbund um Karl Liebknecht und Rosa Luxemburg ruft zum Spartakusstreik für bessere Lebens- und Arbeitsbedingungen, das Ende des Ersten Weltkriegs und Demokratisierung auf.

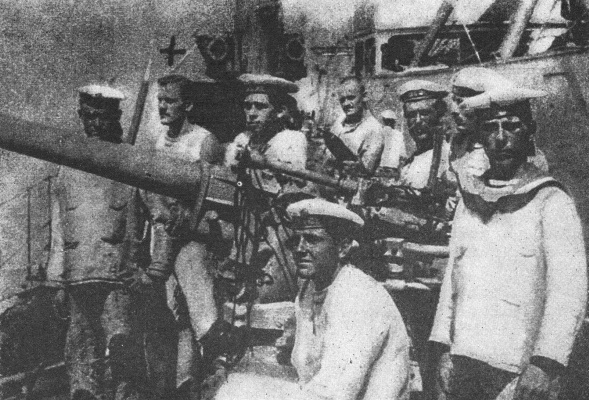
Ca. 800 Österr.-ungarische Seeleute revoltieren

- 1. bis 3. Februar: Auf 40 Schiffen der österreichisch-ungarischen Kriegsflotte im Hafen von Cattaro (heute: Kotor) beginnt mit dem Hissen roter Fahnen ein Matrosenaufstand, der bald niedergeschlagen wird. Die Offiziere werden vorübergehend entwaffnet und Matrosenräte gebildet. Die in Wien und Budapest erstrebte Unterstützung erfolgt nicht.
- 4./5. Mai: Auf dem Reichsparteitag in Wien erfolgt die Umbenennung der Deutschen Arbeiterpartei in Deutsche Nationalsozialistische Arbeiterpartei (DNSAP). Ein von Rudolf Jung verfasstes Programm wird beschlossen. Die Gegnerschaft der alten DAP gegenüber der tschechischen Arbeiterschaft und ausländischen Arbeitskräften im Allgemeinen sowie gegenüber Finanzkapital, Juden und Marxismus wird dabei fortgesetzt. Erstmals wird aber auch demokratischer Pluralismus abgelehnt.

###### Osmanisches Reich
- 4. Juli: In Konstantinopel folgt auf den tags zuvor gestorbenen Mehmed V. dessen Bruder Mehmed VI. an die Spitze des Osmanischen Reichs. Er wird dessen letzter Sultan sein.
- 15. September: Durchbruch der Entente an der Balkanfront (der Widerstand der bulgarischen Armee bricht nach einem Durchbruch der Alliierten in der mazedonischen Front komplett zusammen).

- 19. September: Mit dem Ende der Palästinaschlacht bei Megiddo kommt es zum Zusammenbruch der ganzen dort verlaufenden Front des Osmanischen Reiches. Die Truppen der Briten unter Edmund Allenby, 1. Viscount Allenby besiegen in der letzten großen Schlacht des Ersten Weltkriegs im Nahen Osten die von Otto Liman von Sanders befehligte osmanische Armee.
- 30. Oktober: Der Waffenstillstand von Moudros beendet die Feindseligkeiten zwischen dem Osmanischen Reich und der Entente am nahöstlichen Kriegsschauplatz des Ersten Weltkrieges
- 13. November: Konstantinopel wird von französischen und britischen Truppen besetzt.
- 27. November: Die französische Militärverwaltung fasst in den eroberten Gebieten den Unterbezirk Alexandrette und den Unterbezirk Antiochia des Vilâyet Aleppo zum Sandschak Alexandrette zusammen.

###### Bulgarien
- 29. September: Bulgarien, Verbündeter des Deutschen Reichs, schließt mit den Alliierten den Waffenstillstand von Thessaloniki.
- 3. Oktober: Nach dem Rücktritt seines Vaters Ferdinand I. wegen der Niederlage im Ersten Weltkrieg wird Boris III. neuer Zar in Bulgarien.
- 30. Oktober: Das Osmanische Reich und die Entente-Mächte unterzeichnen den Waffenstillstand von Mudros.

###### Deutsches Reich
- 29. September: General Ludendorff verlangt von der Reichsregierung ultimativ die Abgabe eines Waffenstillstandsgesuchs an die Ententemächte.
- 3. Oktober: Ein deutsches Gesuch um Friedensbedingungen geht dem amerikanischen Präsidenten Wilson zu.
- 3. Oktober: Prinz Max von Baden wird deutscher Reichskanzler. In seiner Regierung sind erstmals Mitglieder der Mehrheitsparteien des Reichstags vertreten.
- Der Flottenbefehl vom 24. Oktober 1918 und die Vorbereitungen zum Auslaufen lösen zunächst eine Meuterei unter den betroffenen Matrosen und dann die Novemberrevolution aus, die in wenigen Tagen die Monarchie im Deutschen Reich beseitigt.
- 26. Oktober: Der in der Obersten Heeresleitung tätige General Erich Ludendorff wird vom deutschen Kaiser Wilhelm II. auf Drängen des Reichskanzlers Max von Baden entlassen.
- 29. Oktober: Der Beschluss der deutschen Marineleitung, „in letzter Minute“ noch eine Entscheidungsschlacht gegen die Royal Navy zu suchen, löst den Kieler Matrosenaufstand aus.
- 2. November: Bayerns Landtag und die Staatsregierung vereinbaren mit Zustimmung von König Ludwig III. verbindlich die Umwandlung des Königreichs Bayern von einer konstitutionellen zu einer parlamentarischen Monarchie. U.a. wurden die Einführung des Verhältnis- und des Frauenwahlrechts, die Bindung der Minister und der bayerischen Bundesratsgesandten an das Vertrauen des Landtages und die Beschränkung der Befugnisse der Kammer der Reichsräte beschlossen.
- 4. November: Aus dem Kieler Matrosenaufstand entwickelt sich die Novemberrevolution. In ganz Deutschland entstehen Arbeiter- und Soldatenräte.

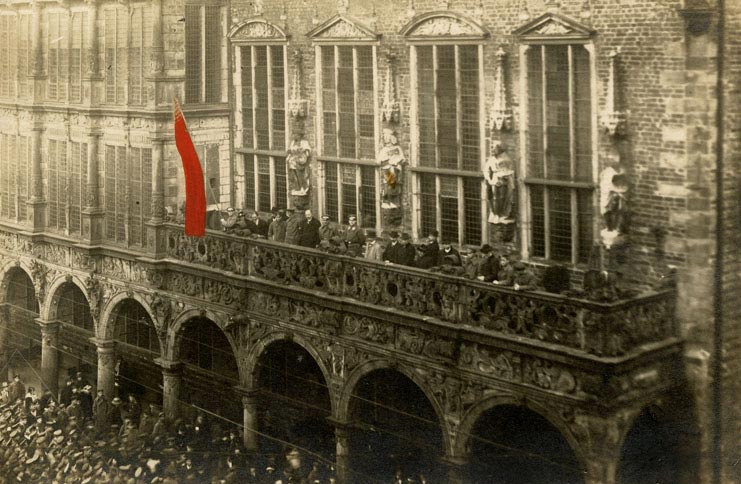
Verkündung der Machtübernahme durch den Arbeiter- und Soldatenrat am 15. November am Bremer Rathaus

- 6. November: In Bremen übernimmt ein Arbeiter- und Soldatenrat die Macht, der zwei Monate später die Bremer Räterepublik ausruft.
- 7. November: In München führen Revolutionäre um Kurt Eisner das Ende der bayerischen Monarchie herbei. König Ludwig III. von Bayern flieht aus der Stadt.
- 8. November: Kurt Eisner ruft in München während der Novemberrevolution in der ersten Sitzung der Arbeiter- und Soldatenräte im Mathäser die Republik Bayern als Freistaat aus und erklärt das herrschende Königshaus der Wittelsbacher für abgesetzt. Eisner wird vom Münchner Arbeiter- und Soldatenrat zum ersten Ministerpräsidenten gewählt, der in der Folge eine Regierung des Volksstaates Bayern bildet.

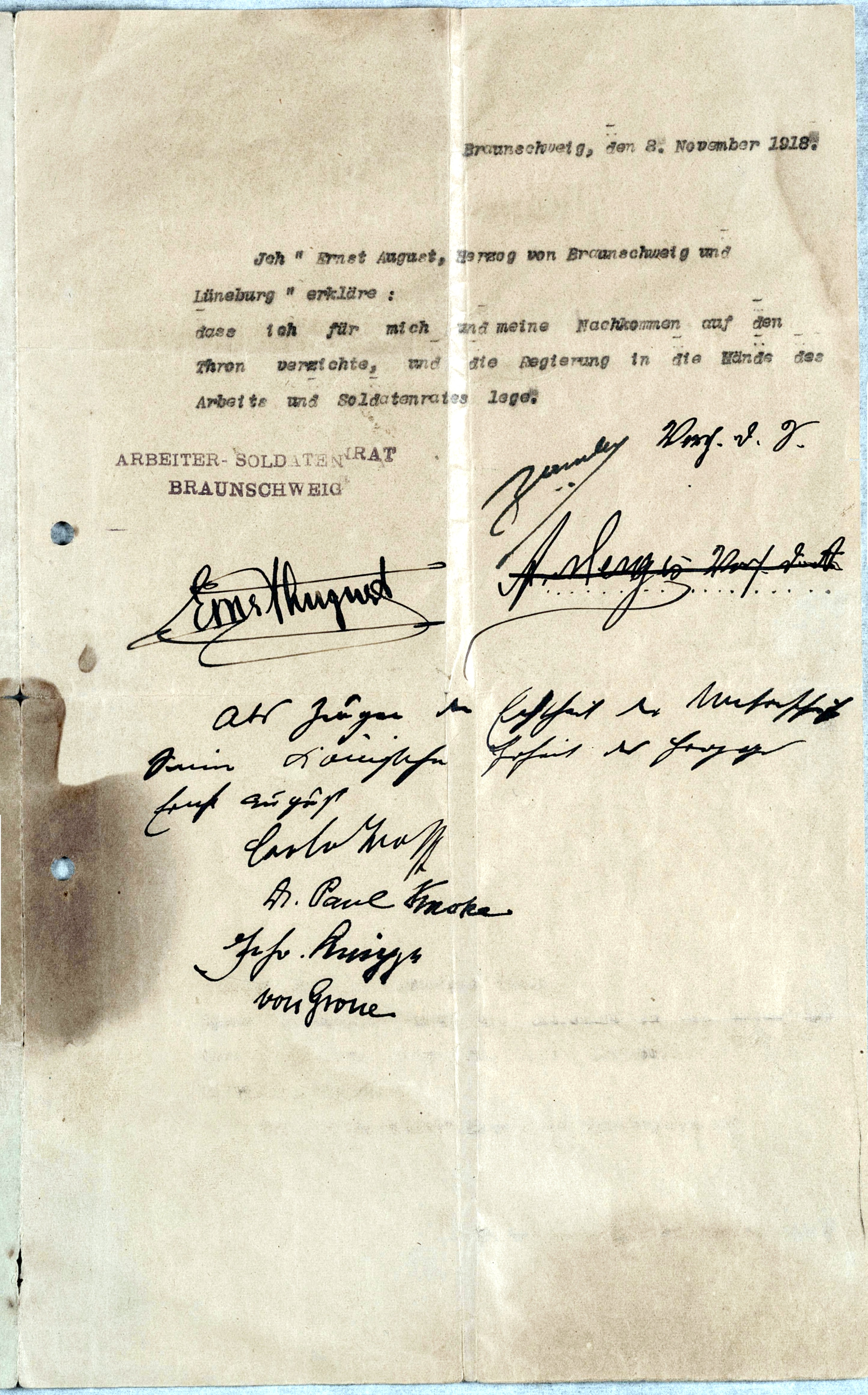
Abdankungserklärung Herzog Ernst Augusts

- 8. November: Herzog Ernst August von Braunschweig und Hannover dankt aufgrund der Entwicklungen in Braunschweig ab.

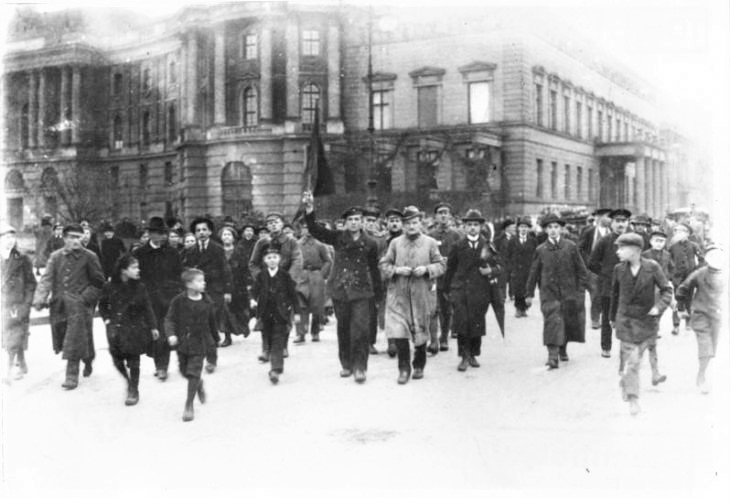
Demonstration auf der Straße Unter den Linden und Beginn des Generalstreiks

- 9. November: Ausrufung der Republik in Deutschland: Die Revolution erreicht Berlin: Der Sozialdemokrat Philipp Scheidemann ruft die Republik aus, kurz darauf proklamiert Karl Liebknecht, der Führer des Spartakusbunds, die Räterepublik. Kaiser Wilhelm II. wird durch Max von Baden eigenmächtig abgesetzt und überträgt dann auf Friedrich Ebert (SPD) die Geschäfte des Reichskanzlers. Das Deutsche Reich wird Republik („Weimarer Republik“).
- 9. November: Auch in Stuttgart wird die Republik ausgerufen. Das Königreich Württemberg wird zum Volksstaat Württemberg. König Wilhelm II. verlässt Stuttgart in Richtung Bebenhausen. Chef der provisorischen Regierung wird der Mehrheitssozialdemokrat Wilhelm Blos.
- 10. November: Der Rat der Volksbeauftragten übernimmt unter dem Vorsitz von Friedrich Ebert (SPD) und Hugo Haase (USPD) die Regierungsgeschäfte in Deutschland.
- 11. November: Der oldenburgische Großherzog Friedrich August II. tritt zurück und verzichtet auf Thron und Thronfolge.
- 11. November: Der Landtag des Reichslandes Elsaß-Lothringen unter Eugen Ricklin ruft die unabhängige Republik Elsaß-Lothringen aus, die aber wegen des Einmarsches französischer Truppen nur wenige Tage Bestand haben wird.
- 12. November: Im Zuge der Novemberrevolution kündigt der Rat der Volksbeauftragten unter anderem das künftige Wahlrecht in Deutschland als allgemeine Wahl ab 20 Jahren, auch für Frauen, nach dem proportionalen Wahlsystem an.
- 12. November: Der lippische Landesfürst Leopold IV. zur Lippe tritt nach Drängen von seinem Amt zurück und verzichtet auf Thron und Thronfolge.
- 12. November: Nachdem die bayerische Organisation des Zentrums bereits während des Kaiserreichs eine Sonderrolle gespielt hat, gründen führende Mitglieder des bayerischen Zentrums um Georg Heim in Regensburg die Bayerische Volkspartei als Partei des bayerisch-föderalistischen politischen Katholizismus. Die BVP versucht, die SPD in der bayerischen Politik auszugrenzen; ihr rechter Rand zeigt deutliche Sympathien mit antirepublikanischen Bestrebungen.
- 12. November: Der letzte Adelstitel Deutschlands wird an Kurt von Kleefeld verliehen.
- 13. November: Friedrich August III. von Sachsen verzichtet auf Thron und Thronfolge.
- 13. November: Nach Abdankung des Regenten Ernst II. entsteht auf dem Gebiet des früheren Herzogtums Sachsen-Altenburg der Freistaat Sachsen-Altenburg. Das kurzlebige Gebilde wird 1920 ein Teil vom Land Thüringen.
- 13. November: Nach dem Sturz des bayerischen Königs Ludwig III. am 7. November entbindet dieser in der Anifer Erklärung seine Beamten, Offiziere und Soldaten von ihrem Treueeid, verweigerte aber zeitlebens eine formelle Abdankung.
- 15. November: Fürst Adolf II. von Schaumburg-Lippe dankt als Fürst von Schaumburg-Lippe ab und verzichtet auf Thron und Thronfolge.
- 15. November: Stinnes-Legien-Abkommen zwischen Arbeitgebern und Gewerkschaften in Deutschland.
- 20. November: Die Fortschrittliche Volkspartei schließt sich mit dem linken Flügel der Nationalliberalen Partei zur linksliberalen Deutschen Demokratischen Partei zusammen, die sich uneingeschränkt mit der parlamentarischen Republik identifiziert.
- 22. November: Großherzog Friedrich II. von Baden dankt ab und verzichtet auf Thron und Thronfolge.
- 24. November: Die republikfeindliche Deutschnationale Volkspartei wird als Nachfolger der Deutschkonservativen Partei, der Reichs- und Freikonservativen Partei, der Vaterlandspartei sowie einer Reihe kleinerer nationalkonservativer und zum Teil antisemitischer Gruppierungen gegründet.
- 28. November: Kaiser Wilhelm II. verzichtet in einer Erklärung auf seine Rechte als König von Preußen und Kaiser des Deutschen Reichs.
- 29. November: Der württembergische König Wilhelm II. verzichtet als letzter deutscher Fürst auf die Krone. Wegen der Popularität des „Bürgerkönigs“ lehnt jedoch ein Großteil der Württemberger die neue Republik ab.
- 30. November: Verordnung über die Wahlen zur verfassunggebenden deutschen Nationalversammlung (Reichswahlgesetz).
- 15. Dezember: Mitglieder der Nationalliberalen Partei um Gustav Stresemann gründen die eher republikfeindliche Deutsche Volkspartei, nachdem der Versuch einer Fusion mit der Deutschen Demokratischen Partei unter Otto Fischbeck gescheitert ist.

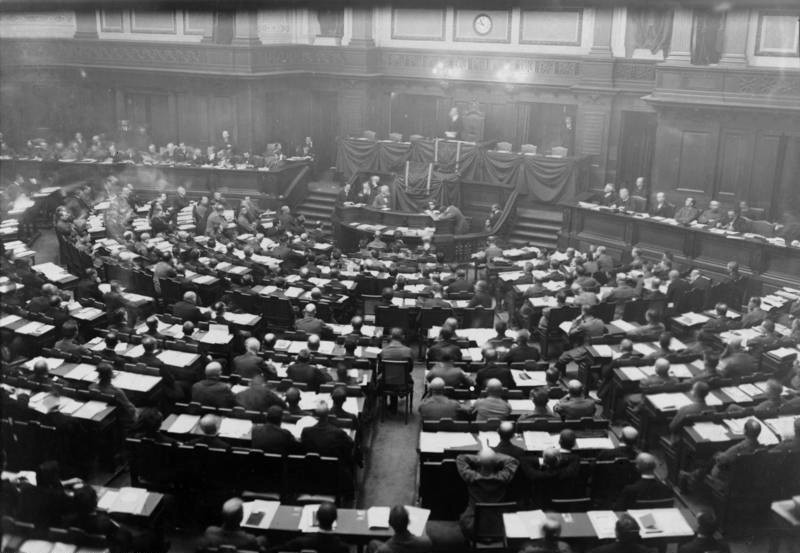
Reichsversammlung der Arbeiter- und Soldatenräte am 16. Dezember

- 16. bis 21. Dezember: Auf dem von Arbeiter- und Soldatenräten beschickten Reichsrätekongress wird unter anderem die Abschaffung der bisherigen Heeresverfassung und die Einführung eines Volksheeres mit gewählten Offizieren gefordert.
- 24. Dezember: In Berlin erreichen die Weihnachtskämpfe ihren Höhepunkt. Regierungstreue Einheiten gehen gegen die Volksmarinedivision vor, die sich im Berliner Stadtschloss einquartiert hat.
- 29. Dezember: Der Spartakusbund beschließt in Berlin seine Trennung von der USPD und die Gründung einer eigenen Partei.
- 30. Dezember: Im Festsaal des Preußischen Abgeordnetenhauses in Berlin beginnt der Gründungsparteitag der Kommunistischen Partei Deutschlands.

###### Polen
- 7. Oktober: In einem von Zdzisław Lubomirski verfassten Aufruf kündigt der von den Mittelmächten eingesetzte Regentschaftsrat Polens einen unabhängigen polnischen Staat auf Grundlage von Wilsons 14-Punkte-Programm an.
- 11. November: Polen wird unabhängig. Der Regentschaftsrat in Warschau überträgt die militärische und politische Führung der entstehenden Zweiten Polnischen Republik an Józef Piłsudski.
- 14. November: Józef Piłsudski wird zum kommissarischen Staatsoberhaupt des unabhängigen Polen ernannt.
- 27. Dezember: Der Posener Aufstand beginnt. Die Polen in der preußischen Provinz Posen kämpfen militärisch für eine Eingliederung ihrer Region Großpolen in die Zweite Polnische Republik.

###### Österreich-Ungarn
- 16. Oktober: Kaiser Karl I. versucht, mit einem von k.k. Ministerpräsident Max Hussarek von Heinlein mitverantworteten Völkermanifest wenigstens die österreichische Reichshälfte zu retten und in einen Bundesstaat mit weitgehender Autonomie für die einzelnen Nationen umzuwandeln.
- 18. Oktober: Die von Tomáš Garrigue Masaryk verfasste Tschechoslowakische Unabhängigkeitserklärung wird den Alliierten vorgelegt und von diesen akzeptiert.
- 21. Oktober: Im Niederösterreichischen Landhaus in der Wiener Herrengasse treten die deutschsprachigen Mitglieder des Abgeordnetenhauses erstmals als Provisorische Nationalversammlung Deutschösterreich zusammen.
- 25. Oktober: Die ungarischen Sozialdemokraten um Zsigmond Kunfi gehen ein Bündnis mit der linksliberalen 48-Partei um Mihály Károlyi und der bürgerlich-radikalen Landpartei Oszkár Jászis ein und gründen gemeinsam den Ungarischen Nationalrat.

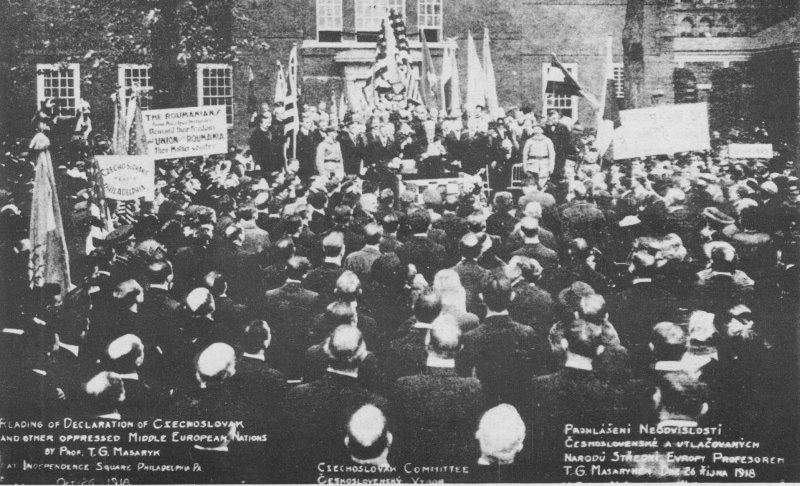
Die Bevölkerung bei der Verkündung der Unabhängigkeit

- 28. Oktober: In Prag erfolgt die Staatsgründung der Tschechoslowakei und Ausrufung der Ersten Tschechoslowakischen Republik durch Tomáš Garrigue Masaryk.

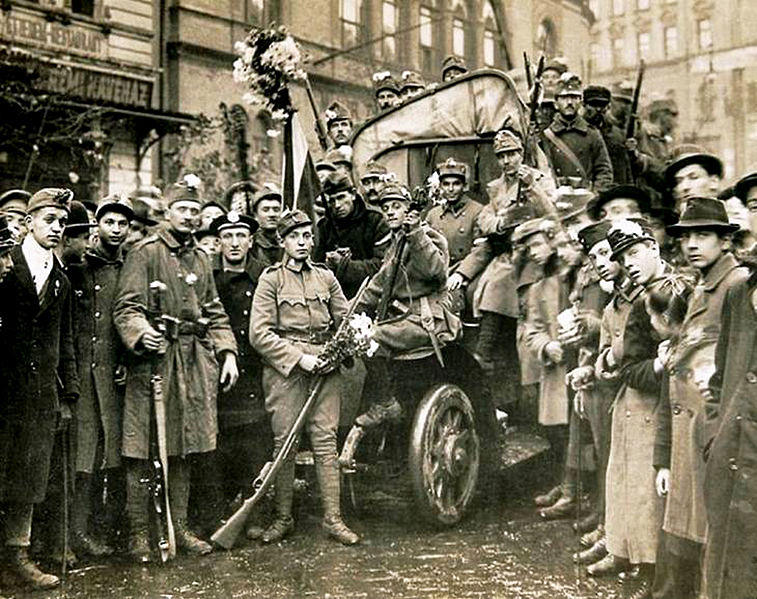
Ungarische Revolutionäre (31. Oktober)

- 28. bis 31. Oktober: Mit der Asternrevolution in Ungarn und der Auflösung der Realunion durch die ungarische Regierung endet die k. u. k. Doppelmonarchie Österreich-Ungarn. Karl I. ernennt Mihály Károlyi zum ungarischen Ministerpräsidenten.
- 29. Oktober: Einen Tag nach Ausrufung der Tschechoslowakischen Republik werden unter anderem die Gründung der deutschösterreichischen Provinzen Deutschböhmen und Sudetenland sowie der Austritt Kroatiens und Sloweniens aus der österreichisch-ungarischen Monarchie erklärt.
- 29. Oktober: In Zagreb wird der Staat der Slowenen, Kroaten und Serben (SHS-Staat) durch den „Nationalrat der Slowenen, Kroaten und Serben“ ausgerufen. Dieser Staat existiert nur bis zum 1. Dezember, als das Königreich der Serben, Kroaten und Slowenen gegründet wird, und umfasst in etwa die Gebiete des heutigen Sloweniens, Kroatiens, Bosnien-Herzegowinas sowie die Vojvodina.
- 30. Oktober: Mit Karl Renner als Staatskanzler bildet sich die erste republikanische Regierung Österreichs, zu der bis zur Verzichtserklärung Kaiser Karls I. parallel auch noch die letzte Regierung der Monarchie besteht.
- 1. November: In Lemberg wird unter dem Einfluss der ukrainischen Zentralna Rada die Westukrainische Volksrepublik bestehend aus Teilen der ehemaligen Kronländer Königreich Galizien und Lodomerien (Galizien), Herzogtum Bukowina (Bukowina) sowie des nördlichen Ungarn proklamiert.
- 5. November: Truppen des SHS-Staates dringen in Südostkärnten ein. Die SHS-Polizei rückt in das Rosen- und untere Gailtal vor. Ferlach und das nördlich der Drau gelegene Völkermarkt und bis in den Süden nach Lavamünd und Sankt Paul im Lavanttal werden besetzt. Die Kärntner Landesregierung verlegt ihren Sitz angesichts dieser Bedrohung nach Spittal an der Drau.

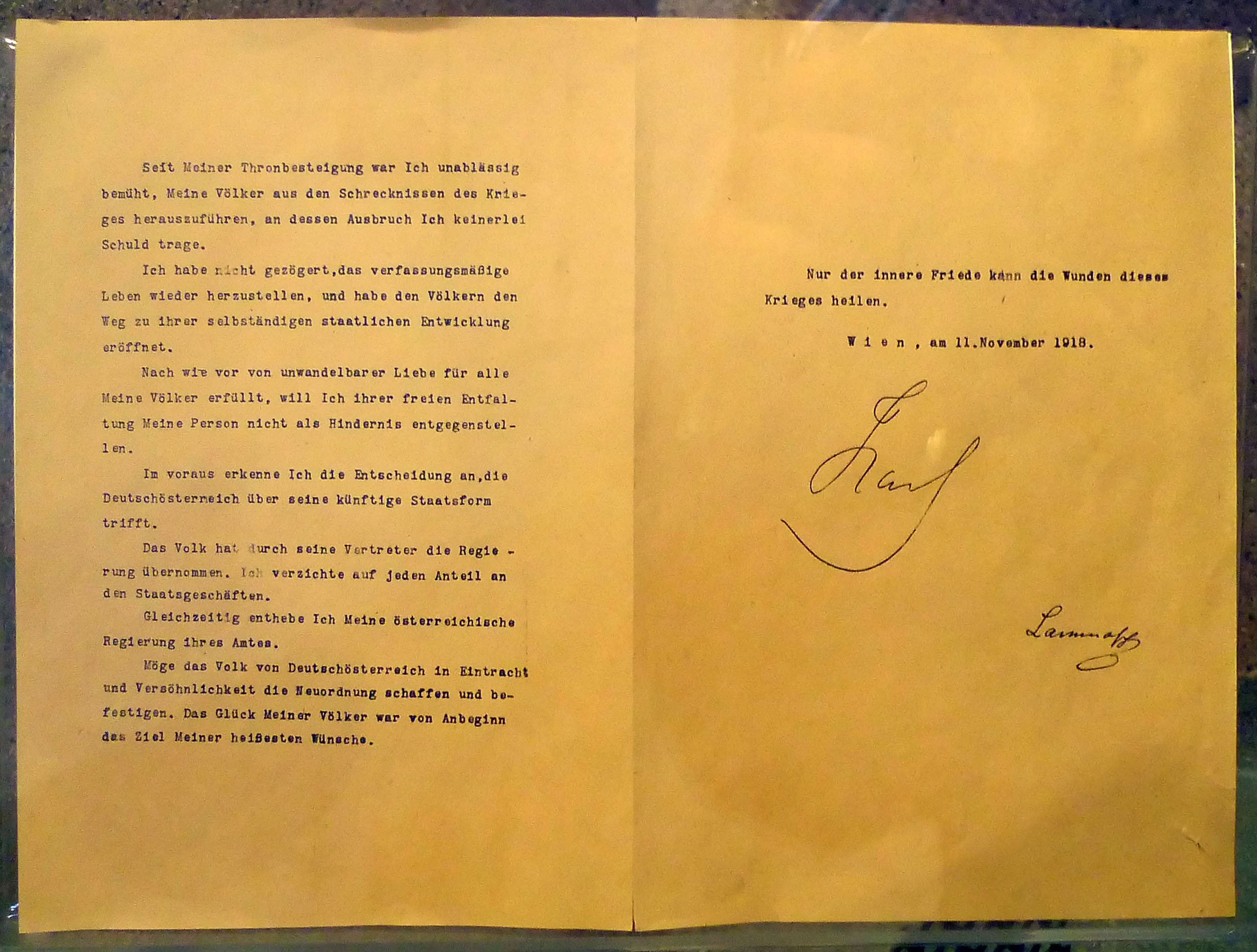
Die Verzichtserklärung vom 11. November 1918, von Ministerpräsident Lammasch gegengezeichnet

- 11. November: In Wien erklärt Kaiser Karl I. seinen Verzicht „auf jeden Anteil an den Staatsgeschäften“ im österreichischen Teil der Donaumonarchie. Er begibt sich noch in der Nacht mit seiner Frau Zita und der engsten Familie auf Schloss Eckartsau im Marchfeld, das im Unterschied zu Schönbrunn zu diesem Zeitpunkt habsburgischer Privatbesitz ist. Auf Anweisung des britischen Königs George V. wird er dort von Oberstleutnant Edward Strutt beschützt.
- 11. November: Viktor Dvorčák ruft in Košice die gegen die Tschechoslowakei gerichtete pro-ungarische Ostslowakische Republik aus. Diese erhält jedoch keine internationale Unterstützung und bleibt sogar innerhalb der eigenen Bevölkerung weitgehend unbekannt.

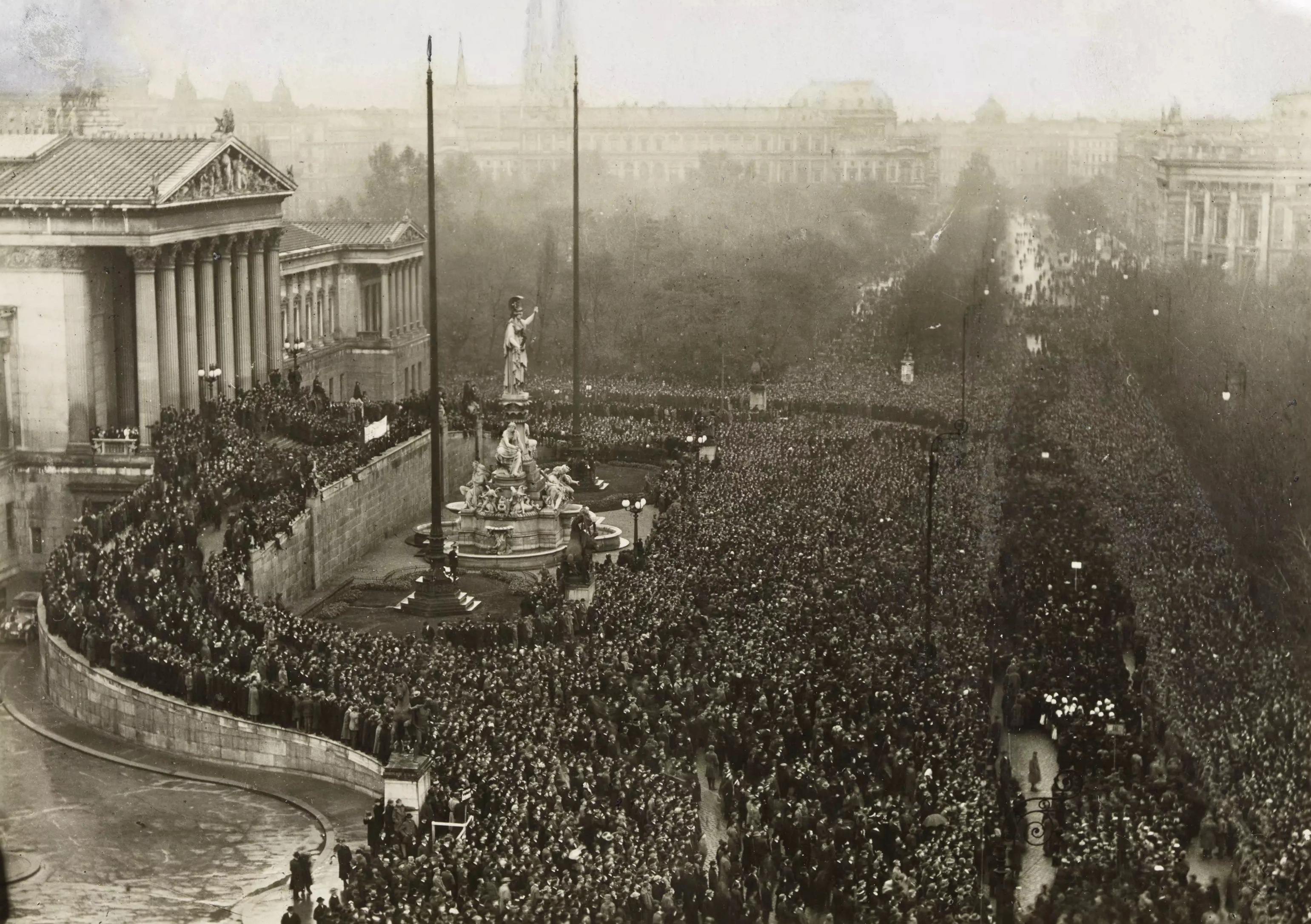
Ausrufung der Republik, Blick auf die Parlamentsrampe in Wien

- 12. November: Nach Beschluss der Provisorischen Nationalversammlung wird in Wien die Republik ausgerufen und für die Republik Deutschösterreich das Wahlrecht für Frauen eingeführt.
- 13. November: König Karl IV. von Ungarn entsagt auf Schloss Eckartsau auch der Ausübung von Staatsgeschäften in Ungarn, nachdem er zwei Tage zuvor als Kaiser eine derartige Erklärung für die österreichische Reichshälfte abgegeben hat.

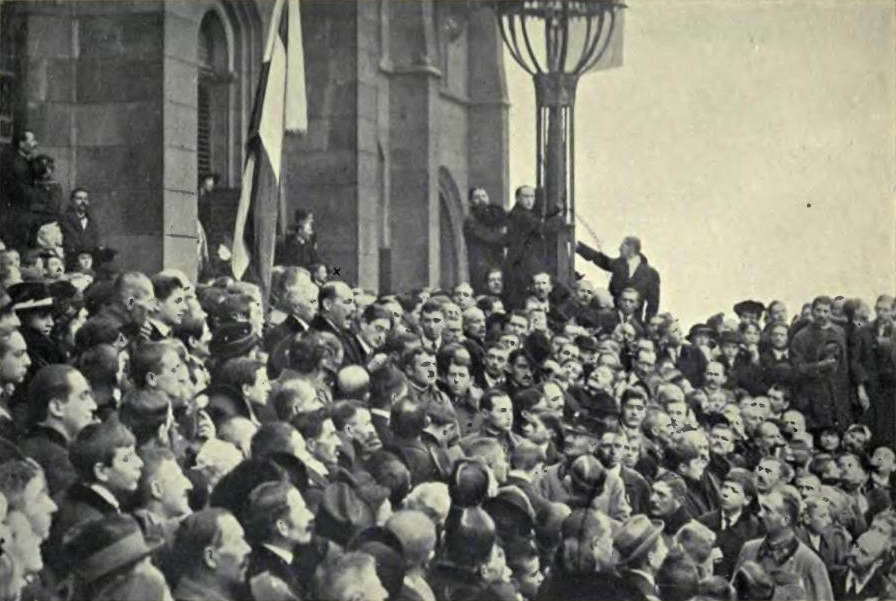
Károlyi spricht am 16. November 1918

- 16. November: In Ungarn ruft die Károlyi-Regierung die Ungarische Demokratische Republik aus.
- 22. November: In Lemberg gewinnen im Zuge des Polnisch-Ukrainischen Krieges Truppen der polnischen Liquidationskommission die Oberhand, woraufhin die Regierung der Westukrainische Volksrepublik nach Stanislau übersiedelt.
- 1. Dezember: Der serbische Prinzregent Alexander ruft das Königreich der Serben, Kroaten und Slowenen aus. Das Königreich Montenegro ist nach der Absetzung König Nikolas bereits am 29. November mit Serbien vereinigt worden.

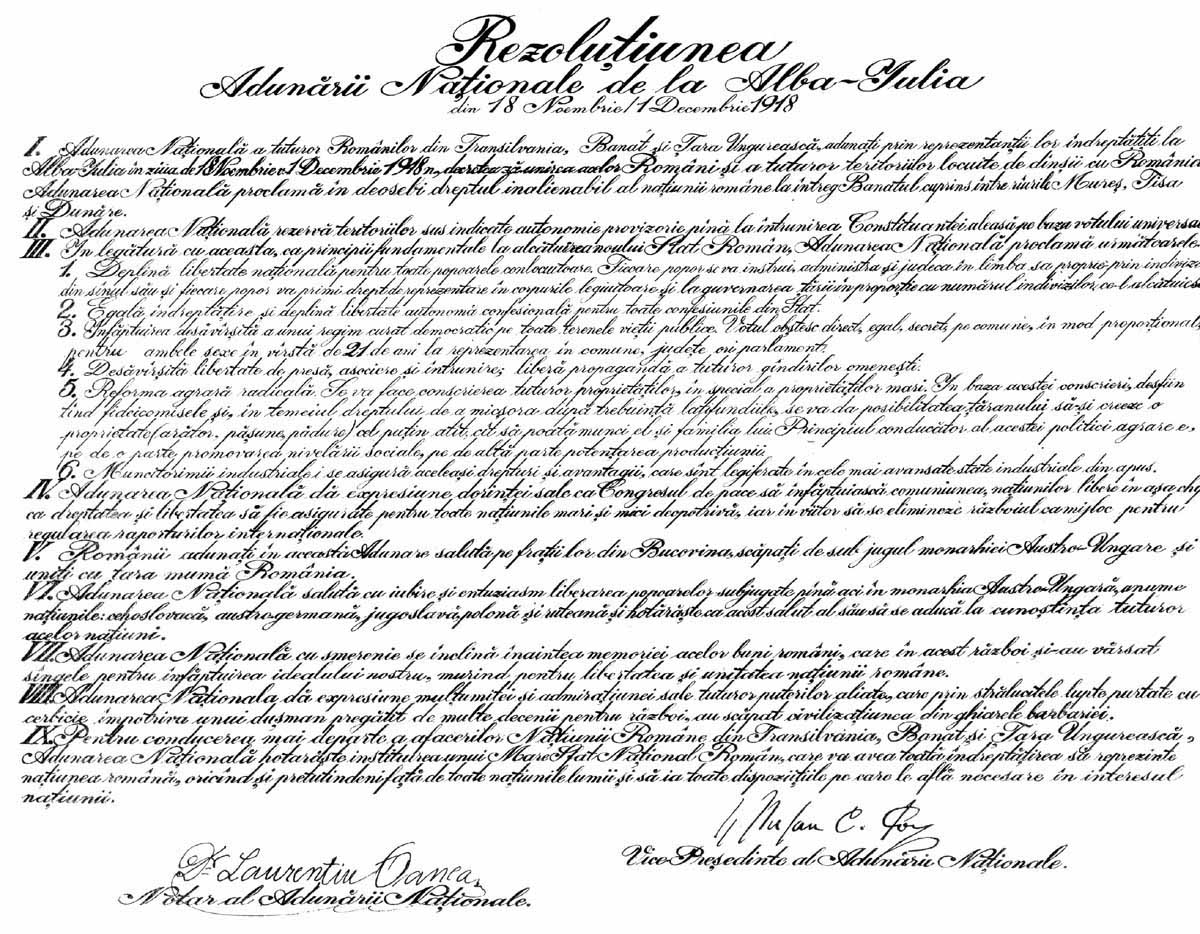
Resolution der Nationalversammlung von Alba Iulia: Siebenbürgen, Banat und weitere bislang zu Ungarn gehörende Gebiete werden an Rumänien angeschlossen

- 1. Dezember: Die seit 18. November tagende Nationalversammlung von Alba Iulia beschließt den Anschluss der bislang zu Ungarn gehörenden Gebiete Siebenbürgen, Banat, Kreischgebiet, Sathmar und Maramuresch an das Königreich Rumänien.
- 5. Dezember: Die provisorische Kärntner Landesregierung unter dem Landesverweser Arthur Lemisch beschließt den bewaffneten Widerstand gegen ein weiteres Vordringen der SHS-Truppen. Die deutschösterreichische Regierung lehnt den Abwehrkampf offiziell ab – das hungernde Land ist auf Lebensmittellieferungen aus dem SHS-Staat angewiesen –, unterstützt Kärnten jedoch unter anderem durch Material- und Truppensendungen.
- 6. Dezember: In Ödenburg wird durch den Sozialdemokraten Hans Suchard die kurzlebige Republik Heinzenland ausgerufen. Bereits einen Tag danach machen das ungarische Militär und die Ödenburger Bürgerwehr dieser Republik ein Ende. Suchard wird festgenommen und zum Tode verurteilt. Das Urteil wird allerdings nie vollstreckt.
- 29. Dezember: Košice wird durch Armeeeinheiten der Tschechoslowakei kampflos eingenommen und die Ostslowakische Republik aufgelöst.

##### Der Zerfall Russlands

###### Sowjetrussland

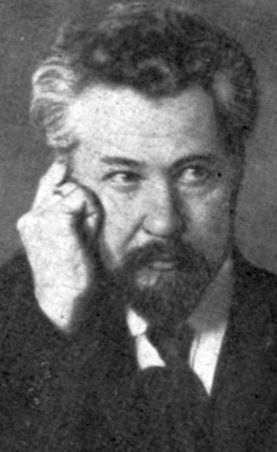
Wiktor Tschernow

- 5. Januarjul. / 18. Januargreg.: Die im Vorjahr gewählte konstituierende Versammlung Sowjetrusslands kommt im Taurischen Palais in Sankt Petersburg erstmals zusammen. Wiktor Tschernow, Führer der Sozialrevolutionäre, wird zum Vorsitzenden gewählt. In einer von Lenin vorbereiteten Rede erklärt der prominente Bolschewik Iwan Skworzow-Stepanow, warum sich seine Partei nicht der gewählten Konstituante unterwerfen werde, danach verlässt die Fraktion der Bolschewiki geschlossen den Saal. Bereits am nächsten Tag wird die Versammlung auf Basis eines Dekrets des Allrussischen Zentralen Exekutivkomitees von der bolschewistischen Regierung ausgesperrt und damit de facto aufgelöst.
- 15. Januarjul. / 28. Januargreg.: In Sowjetrussland beschließt der Rat der Volkskommissare die Gründung der Roten Armee auf Grundlage der Roten Garde. Bei ihrer Gründung ist die Rote Armee eine Freiwilligenarmee ohne Dienstgrade, ohne Rangabzeichen oder besondere Hervorhebung einzelner Funktionsträger. Dadurch soll das Ideal der Gleichheit aller Menschen betont werden. Kommandierende werden demokratisch gewählt, und die Befehle der Offiziere können durch die Untergebenen diskutiert und abgelehnt werden. Um die militärische Effizienz zu steigern, wird dieses System jedoch kurz nach der Gründung von Kriegskommissar Leo Trotzki mit Unterstützung des Politbüros aufgehoben.
- 23. Januarjul. / 5. Februargreg.: Der von Lenin geleitete Rat der Volkskommissare erlässt in Sowjetrussland ein Dekret Über die Trennung der Kirche vom Staat und der Schule von der Kirche. Diese Trennung ist eine einseitige Trennung der Kirche vom Einfluss auf den Staat und ging nicht einher mit einer Trennung des Staates vom Einfluss auf die Religionen, also einer freien Religionsausübung. An die Stelle der russisch-orthodoxen Staatsreligion tritt die Staatsweltanschauung des Marxismus-Leninismus.
- 29. Januarjul. / 11. Februargreg.: Ataman Alexei Kaledin, Anführer der Freiwilligenarmee der Donkosaken, begeht ob der verzweifelten Lage seiner Bewegung im Kampf gegen die Rote Armee Suizid. Lawr Kornilow übernimmt den Oberbefehl über die Freiwilligenarmee.
- 1. Februarjul. / 14. Februargreg.: Die Kalenderreform zum Wechsel vom julianischen auf den gregorianischen Kalender wird in Sowjetrussland durchgeführt.
- 23. Februar: Die Rote Armee rekrutiert in Petrograd und Moskau erstmals in größerem Umfang Soldaten. Am gleichen Tag erobert sie Rostow am Don von der Freiwilligenarmee der Donkosaken zurück, die sich in Richtung Kuban-Gebiet zurück, wo sich der Bewegung 3000 Kosaken anschließen. Auf dem Marsch verbreiten die Freiwilligen Terror unter der ihnen feindlich gesinnten ländlichen Bevölkerung.
- 12. März: Die sowjetrussische Regierung zieht in den Moskauer Kreml, womit Sankt Petersburg nach rund zweihundert Jahren als Hauptstadt Russlands wieder von Moskau abgelöst wird.

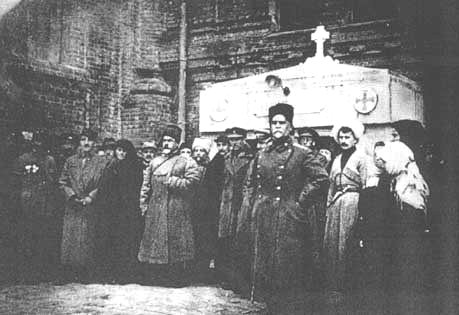
Anton Denikin in Jekaterinodar

- 31. März: Die kosakische Freiwilligenarmee erobert die Stadt Jekaterinodar, allerdings wird General Kornilow durch einen Granateneinschlag getötet. Neuer Kommandeur wird Anton Denikin.
- 13. Juni: Nach einem eigenmächtigen Beschluss örtlicher Bolschewiki werden in Perm Großfürst Michail, der Bruder des früheren Zaren Nikolaus II., und sein Sekretär Nicholas Johnson in einem Wald ermordet.
- 6. Juli: Nichtkommunistische Aktivisten ermorden den deutschen Botschafter in Moskau, Wilhelm von Mirbach-Harff, und lösen damit dort den Aufstand der Linken Sozialrevolutionäre aus.

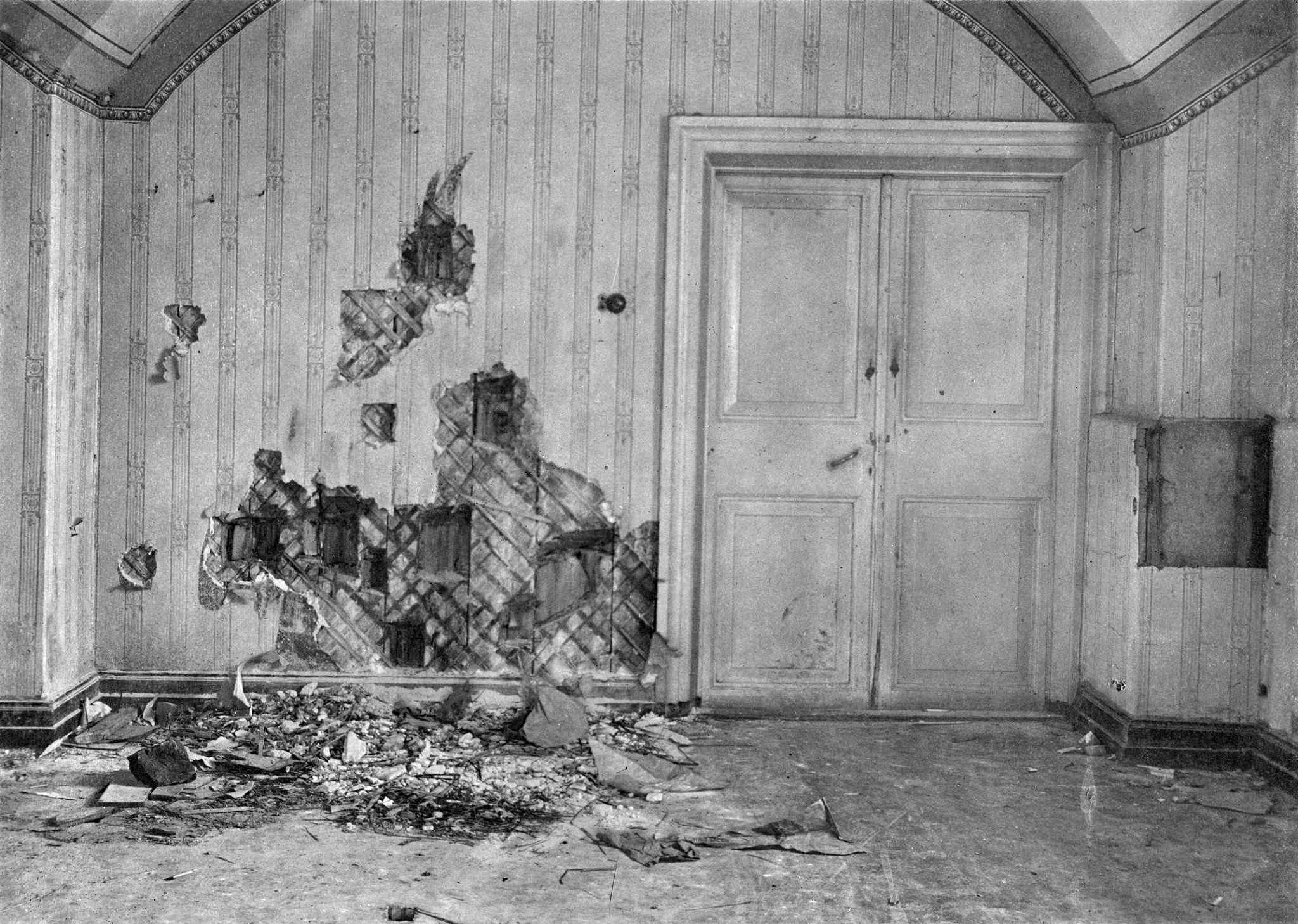
Der Kellerraum, in dem die Zarenfamilie mit ihrem Gefolge ermordet wurde; die Schäden an der Wand entstammen der Suche nach Beweisen durch weiße Ermittler.

- 17. Juli: In Jekaterinburg wird die Zarenfamilie erschossen.
- 27. Juli: Die iranische Regierung erklärt alle Verträge, Abmachungen und Konzessionen mit Russland, die durch Drohungen oder Bestechungen geschlossen wurden, für unwirksam. Dies ist eine Folge der vorausgegangenen Annullierung des Petersburger Vertrages von 1907 durch das bolschewistische Regime in Russland.
- 28. Juli: Die Tscheka richtet nach einem Aufstand in Jaroslawl 428 Gegner der Bolschewiki hin.
- 2. August: Als Teil einer alliierten Intervention im Russischen Bürgerkrieg treffen britische Truppen in Archangelsk ein. Im September folgt die amerikanische Polar Bear Expedition.
- 27. August: In einem Ergänzungsabkommen zum Friedensvertrag von Brest-Litowsk verzichtet Sowjetrussland auf die Staatshoheit über Estland, Georgien, Livland und Kurland.

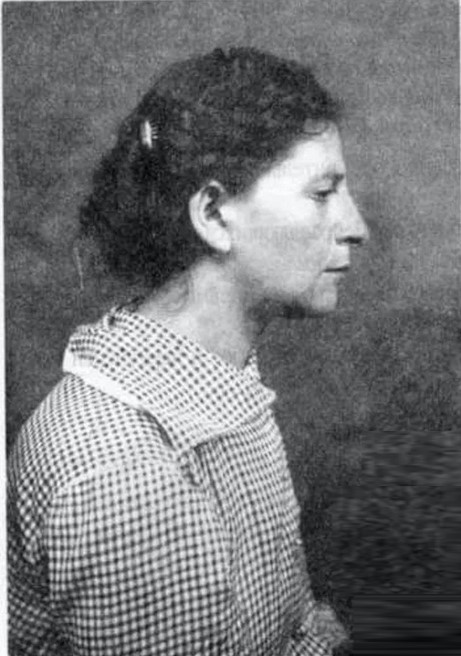
Fanny Kaplan

- 30. August: Wladimir Lenin, Vorsitzender des Rates der Volkskommissare der RSFSR, wird bei einem Attentat schwer verletzt; als Verdächtige wird Fanny Kaplan festgenommen. Das Attentat löst die Phase des so genannten Roten Terrors aus.
- 5. September: Der Rat der Volkskommissare erlässt in Russland das Dekret Über den Roten Terror, das unter anderem eine Stärkung der Tscheka, Konzentrationslager für Klassenfeinde und sofortiges Erschießen eines jeden vorsieht, der weißgardistischen Organisationen angehört oder in Verschwörungen, Aufstände oder Erhebungen verwickelt ist.
- 19. Oktober: In Sowjetrussland wird die Arbeitskommune der Wolgadeutschen errichtet.

###### Ukraine und Bessarabien
- 5. Januarjul. / 18. Januargreg.: Aus Teilen des Gouvernements Cherson und des Gouvernements Bessarabien wird die Sowjetrepublik Odessa mit Zentrum in Odessa gegründet. Sie endet bereits am 13. März mit ihrer Besetzung durch Truppen der Mittelmächte.
- 12. Januarjul. / 25. Januargreg.: Mychajlo Hruschewskyj, Historiker und Politiker in der Ukraine, ruft rückdatiert auf den 22. Januar die erste autonome Republik aus. Am 30. Januar wird Wsewolod Holubowytsch Ministerpräsident der Ukrainischen Volksrepublik (UNR).

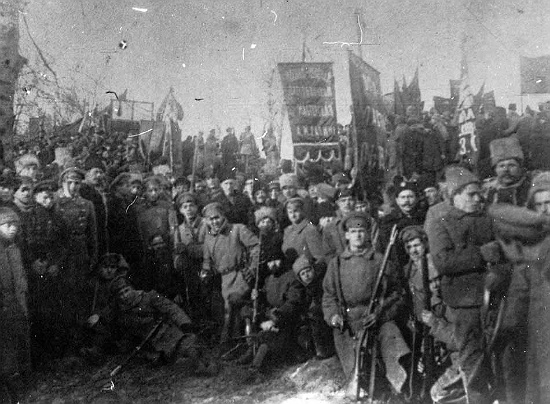
Gruppe von Aufständischen während der Arsenalwerk-Revolte

- 16. Januarjul. / 29. Januargreg.: Während bei Kruty ein kleines Truppenkontingent der ukrainischen Volksarmee versucht, den sowjetrussischen Vormarsch auf Kiew zu stoppen, beginnt im Kiewer Arsenalwerk eine Revolte bewaffneter Arbeiter.
- 18. Januarjul. / 31. Januargreg.: Aus Bessarabien und Teilen des Gouvernements Cherson wird die kurzlebige Sowjetrepublik Odessa mit Zentrum in Odessa gegründet. Der Landesrat (Sfatul Țării) ruft am 24. Januarjul. / 6. Februargreg. die vollständige Unabhängigkeit des Landes aus und bittet Rumänien um militärischen Beistand. Rumänische Truppen marschieren daraufhin in ganz Bessarabien ein und bringen es nach kurzen, intensiven Gefechten unter ihre Kontrolle.
- 12. Februar: Die Sowjetrepublik Donez-Kriwoi Rog mit der Hauptstadt Charkiw wird gegründet. Auf Drängen von Mykola Skrypnyk, dem Vorsitzenden der sowjetischen Regierung der Ukraine, befiehlt Wladimir Iljitsch Lenin den Repräsentanten der Republik, am zweiten Allukrainischen Sowjetkongress teilzunehmen, der vom 17. bis zum 19. März in Jekaterinoslaw stattfindet. Dieser beschließt die Auflösung der Republik Donez-Kriwoi Rog und den Anschluss an die Ukraine. Dies hat einen anhaltenden Einfluss auf die territoriale Abgrenzung der Ukraine, da Moskau anerkennt, dass der Großteil des Donbass, inklusive die russischsprachigen Gebiete, zur Ukraine gehören.
- 9. April: Bessarabien erklärt auf Basis einer Abstimmung vom 27. März unter Zustimmung weiter Teile der Bevölkerung den Anschluss an Rumänien für ewige Zeiten. Dabei werden elf Bedingungen formuliert.

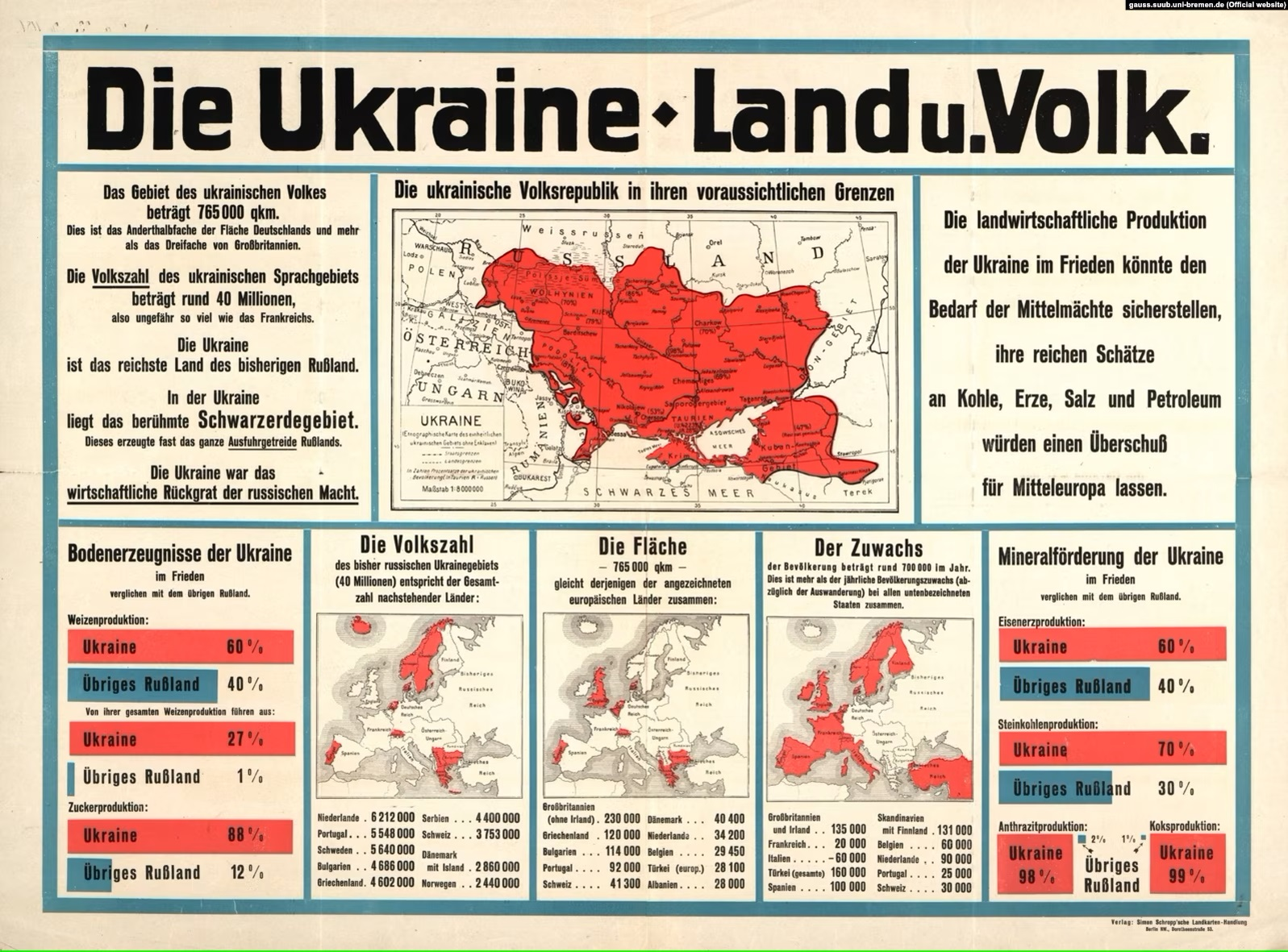
„Die ukrainische Volksrepublik in ihren voraussichtlichen Grenzen“: Deutsches Plakat von 1918

- 29. April: Durch einen von der deutschen Besatzungsmacht unterstützten Staatsstreich wird der Großgrundbesitzer und General Pawlo Skoropadskyj Oberhaupt eines Hetmanat genannten Ukrainischen Staates.
- 16. November: In der Stadt Bila Zerkwa bei Kiew bricht ein offener Volksaufstand gegen die Regierung Skoropadskyj aus. Die Aufständischen gewinnen schnell an Boden und können Skoropadskyj so bereits am 14. Dezember zum Rücktritt zwingen. Der Ukrainische Staat wird damit aufgelöst. Das am 14. November gegründete Direktorium der Ukrainischen Volksrepublik übernimmt die Kontrolle.

###### Kaukasus

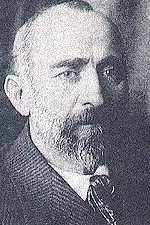
Nikolos Tschcheidse

- 28. Januarjul. / 10. Februargreg.: In Transkaukasien tritt das am 23. Januar gegründete Parlament unter dem Vorsitz des georgischen Menschewiken Nikolos Tschcheidse erstmals zusammen.
- 18. März: Der etwa zwei Jahre anhaltende Georgisch-Südossetische Konflikt beginnt.

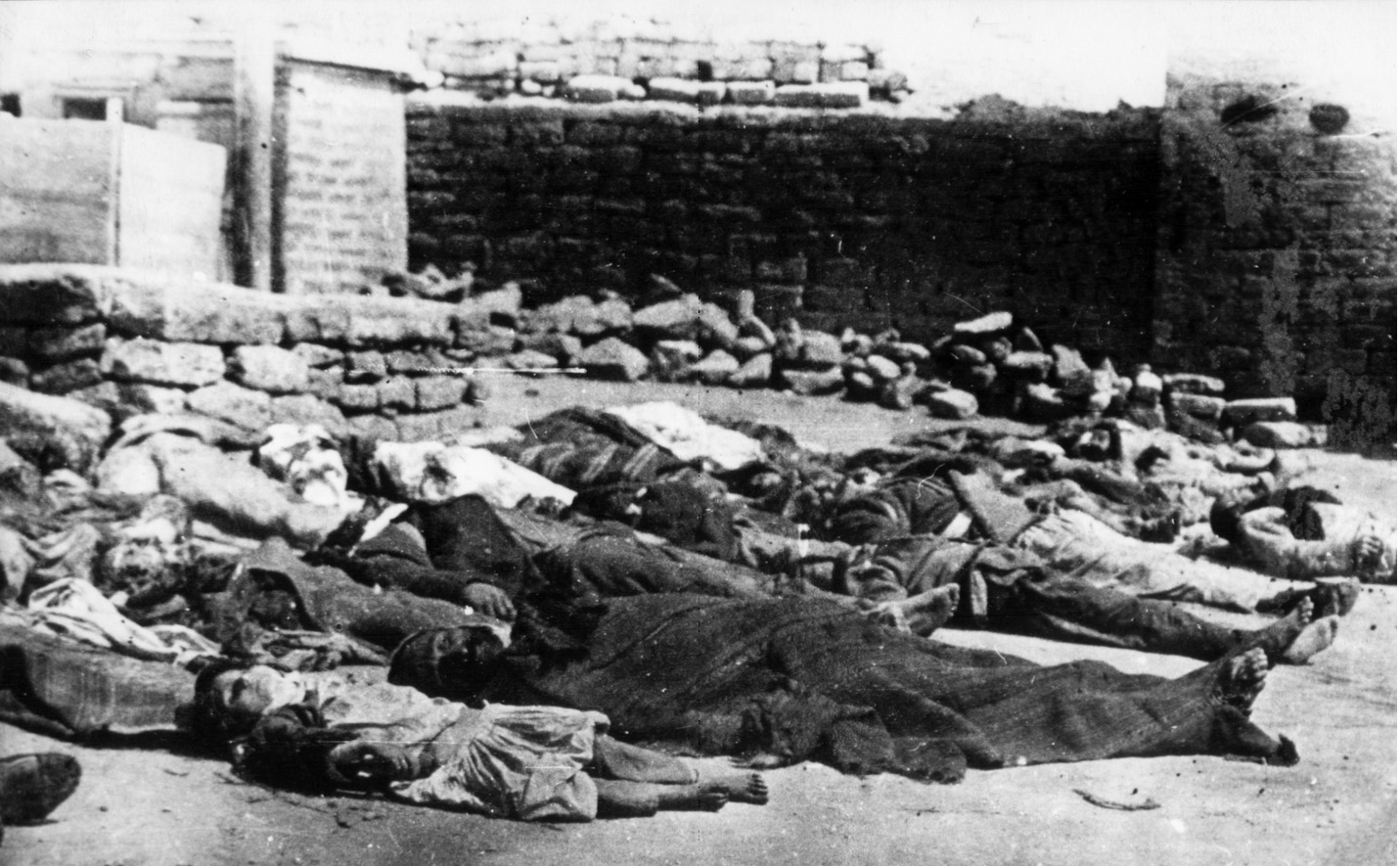
Aserbaidschanische Opfer in Baku

- 30. März bis 3. April: Die „März-Ereignisse 1918 in Aserbaidschan“ bezeichnen einen ethnischen Konflikt und Massenmorde an der aserbaidschanischen Bevölkerung durch mit den Bolschewisten verbündete armenische Einheiten. Innerhalb dieser drei Tage werden etwa 12.000 Menschen aufgrund ihrer Religions- und Volkszugehörigkeit getötet.
- 13. April: Die Kommune von Baku wird gegründet.
- 22. April: Nikolos Tschcheidse erklärt die Unabhängigkeit Transkaukasiens und ruft die Transkaukasische Demokratisch-Föderative Republik, bestehend aus Georgien, Aserbaidschan und Armenien aus. Hauptstadt wird Tiflis.
- 24. bis 26. Mai: An der Kaukasusfront des Ersten Weltkriegs kommt es zur Schlacht von Sardarapat, die mit einem umfassenden Sieg der Armenier endet. Die Schlacht stoppt nicht nur den Vormarsch der Osmanen nach Armenien, sondern verhindert auch – drei Jahre nach dem Beginn des Völkermordes an den Armeniern – eine möglicherweise völlige Zerschlagung der armenischen Nation.

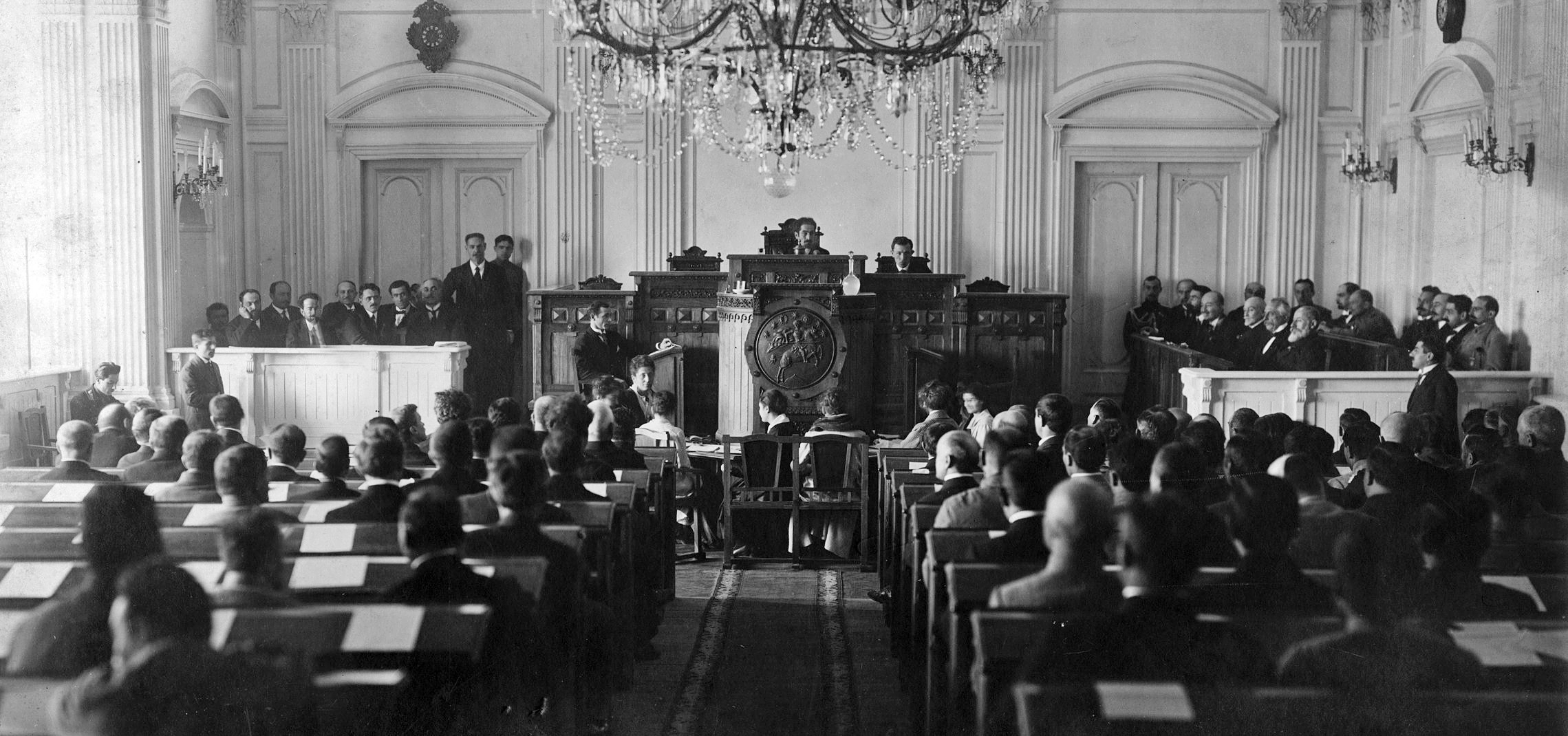
Unabhängigkeitserklärung Georgiens

- 26. Mai: Georgien tritt aus der Transkaukasischen Föderation aus und proklamiert die Demokratische Republik Georgien.
- 28. Mai: Aserbaidschanische Unabhängigkeitserklärung: Die Demokratische Republik Aserbaidschan und die Demokratische Republik Armenien werden gegründet, die Transkaukasische Demokratisch-Föderative Republik wird damit aufgelöst.
- 30. Mai: Howhannes Katschasnuni von der Armenischen Revolutionären Föderation wird Ministerpräsident Armeniens.
- 4. Juni: Im Vertrag von Batumi müssen die drei transkaukasischen Staaten umfangreiche Gebiete an das Osmanische Reich abtreten, das damit in diesem Bereich nahezu wieder die Vorkriegsgrenzen erreicht.

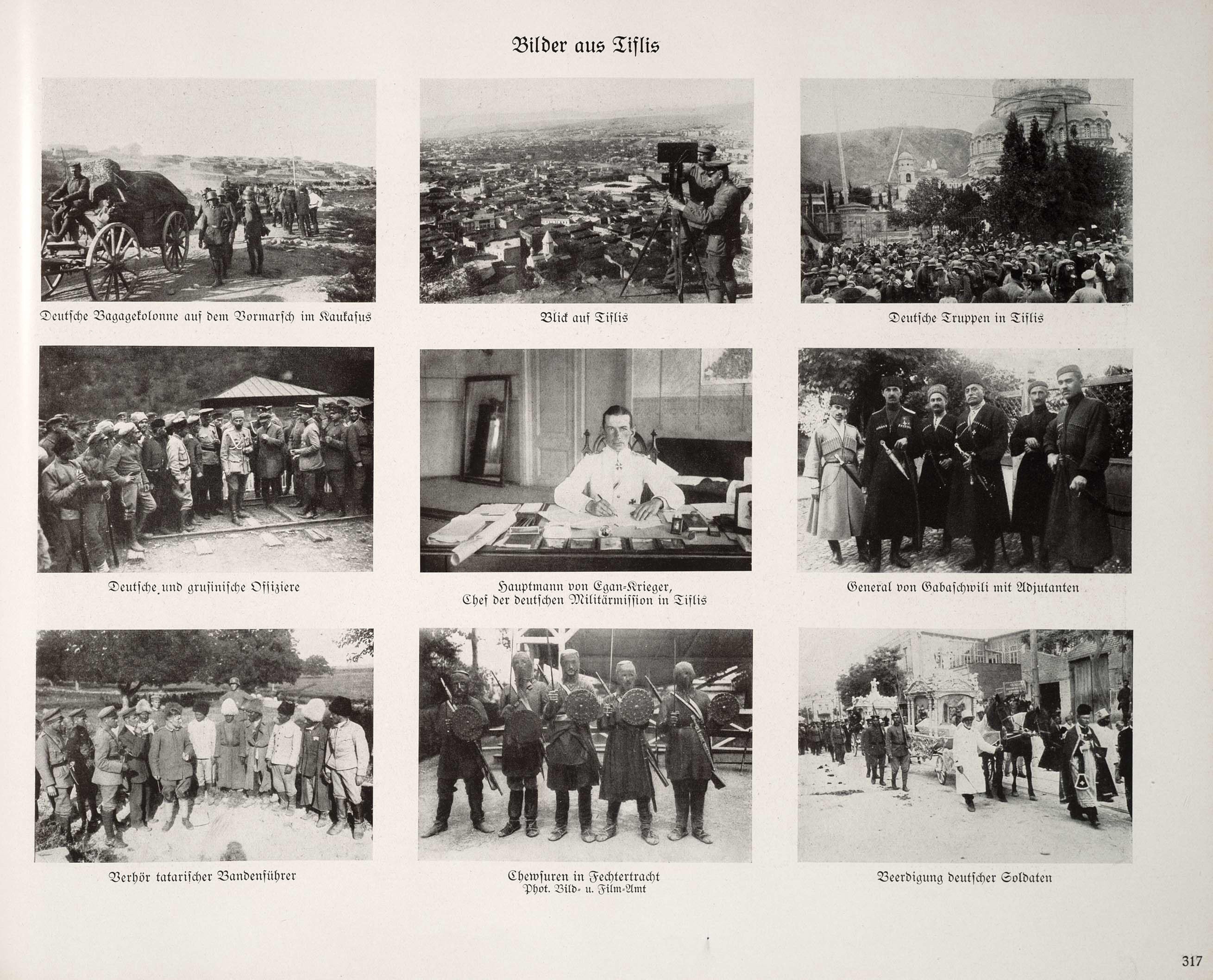
Bildercollage der Kaukasusexpedition im „Großen Bilderatlas des Weltkrieges“

- 8. Juni: Die Deutsche Kaukasusexpedition beginnt.
- 1. August: Auf der Halbinsel Abşeron im heutigen Aserbaidschan wird die Zentralkaspische Diktatur gegründet.

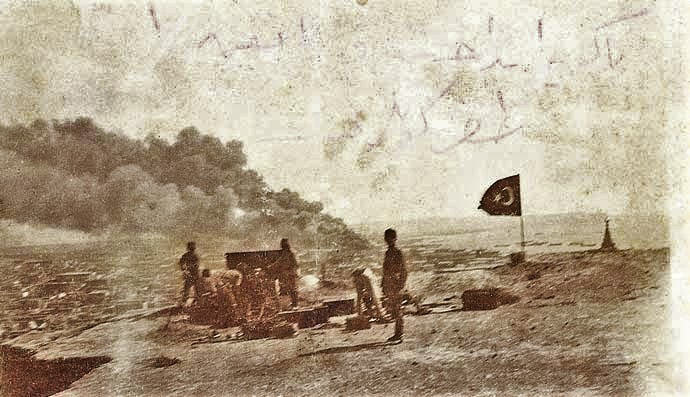
Osmanische Artillerie bombardiert Baku

- 26. August: Die Schlacht um Baku beginnt.
- 15. September: Nach der Eroberung Bakus durch die osmanische Armee kommt es zu einem Pogrom an der armenischen Bevölkerung.

###### Baltikum

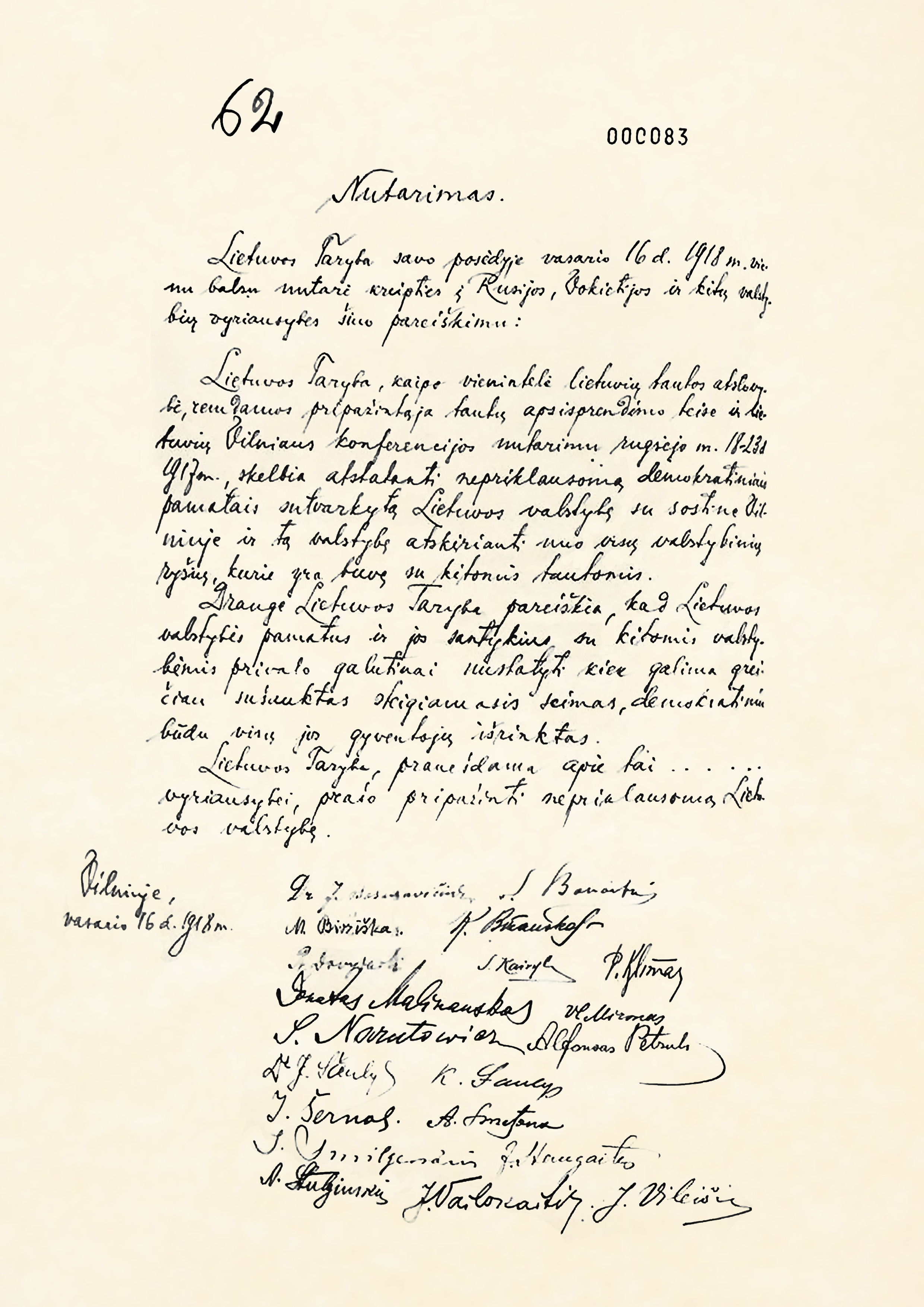
Original der litauischen Unabhängigkeitserklärung

- 16. Februar: Akt der Unabhängigkeitserklärung Litauens: Der Litauische Staatsrat unter dem Vorsitz von Antanas Smetona erklärt die Unabhängigkeit Litauens ohne jegliche Verbindungen zu anderen Staaten.
- 19. Februar: Der estnische Landtag beschließt die Gründung eines Estländischen Rettungskomitees (Eestimaa Päästekomitee) „bis zur Schaffung normaler Zustände“. Ihm gehören gleichberechtigt die drei Politiker Konstantin Päts, Jüri Vilms und Konstantin Konik an, die das demokratische Parteienspektrum repräsentieren. Dem Komitee wird vom Ältestenrat „alle staatliche Gewalt“ im Land übertragen, die es wegen der deutschen Besetzung des Landes de facto jedoch nicht ausüben kann.

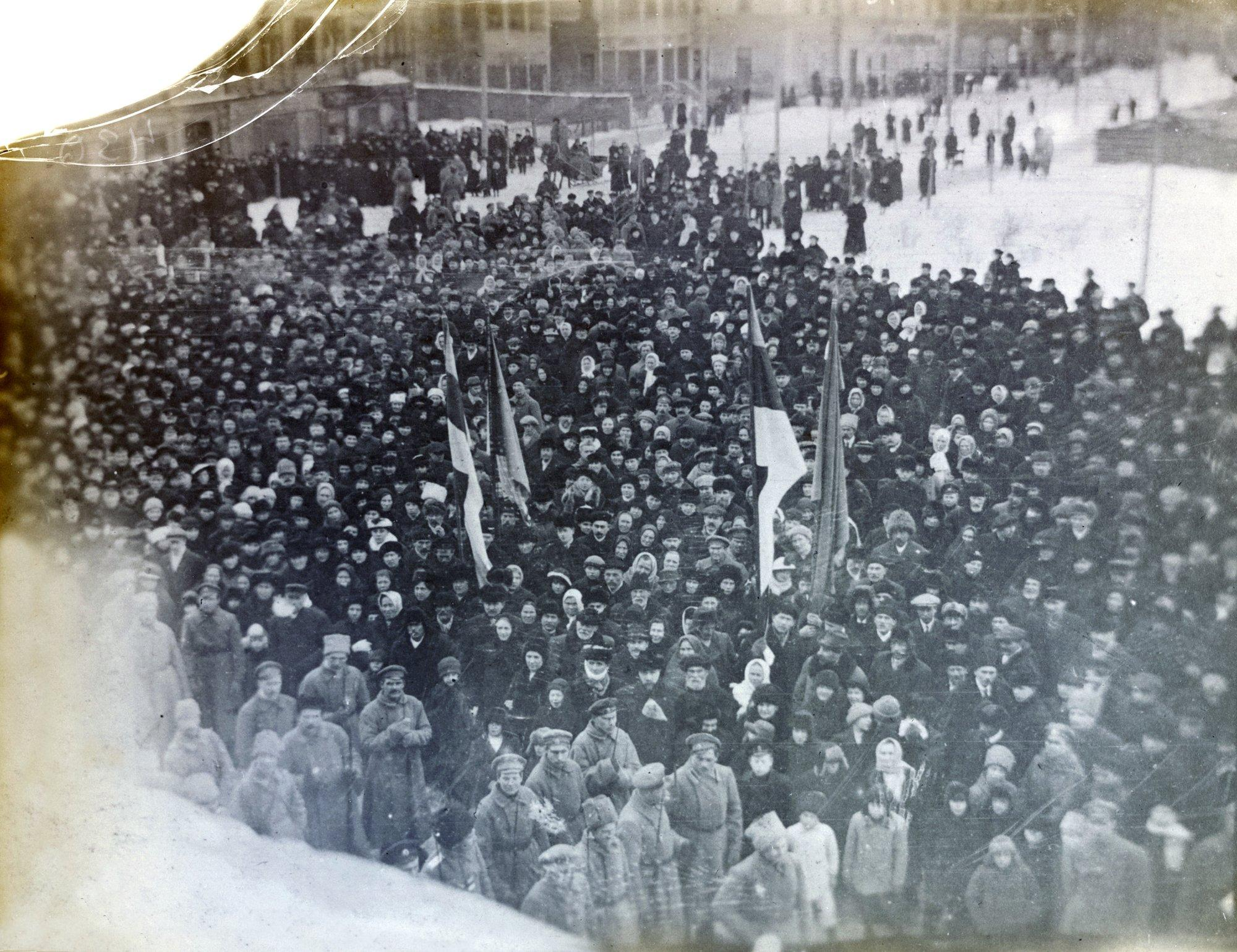
Ausrufung der estnischen Unabhängigkeit in Pärnu (23. Februar 1918)

- 23. Februar/24. Februar: In Pärnu und Tallinn wird das Manifest an alle Völker Estlands verkündet. Estland erklärt damit seine Unabhängigkeit. Bereits einen Tag später marschieren deutsche Truppen in Tallinn ein und übernahm de facto die Macht im Land.
- 12. April: Deutsch-Balten rufen das Herzogtum Baltikum aus und bitten den Deutschen Kaiser, es unter den Schutz des Deutschen Reichs zu stellen.
- 5. November: Deutsch-Balten unter Adolf Friedrich zu Mecklenburg rufen in Riga das aus den bisherigen deutschen Ostseegouvernements Estland, Livland und Kurland bestehende Vereinigte Baltische Herzogtum aus, das mit der Niederlage Deutschlands zum Scheitern verurteilt ist.
- 11. November: Die aus deutschbaltischen Freiwilligen bestehende Baltische Landeswehr wird gegründet.
- 13. November: Nach Aufhebung des Friedens von Brest-Litowsk startet Russland eine militärische Aktion zur Rückeroberung des Baltikums.
- 18. November: Der Lettische Volksrat ruft die Unabhängigkeit Lettlands aus. Damit beginnt der Lettische Unabhängigkeitskrieg. Kārlis Ulmanis wird zum Ministerpräsidenten gewählt.
- 19. November: Der deutsche Generalbevollmächtigte für die besetzten baltischen Länder, August Winnig, überträgt der Provisorische Regierung Päts II die Regierungsgewalt in Estland.
- 27. November: Konstantin Päts bildet wegen des drohenden Krieges gegen Sowjetrussland nach nur 16 Tagen seine Regierung um und gründet die Provisorische Regierung Päts III.

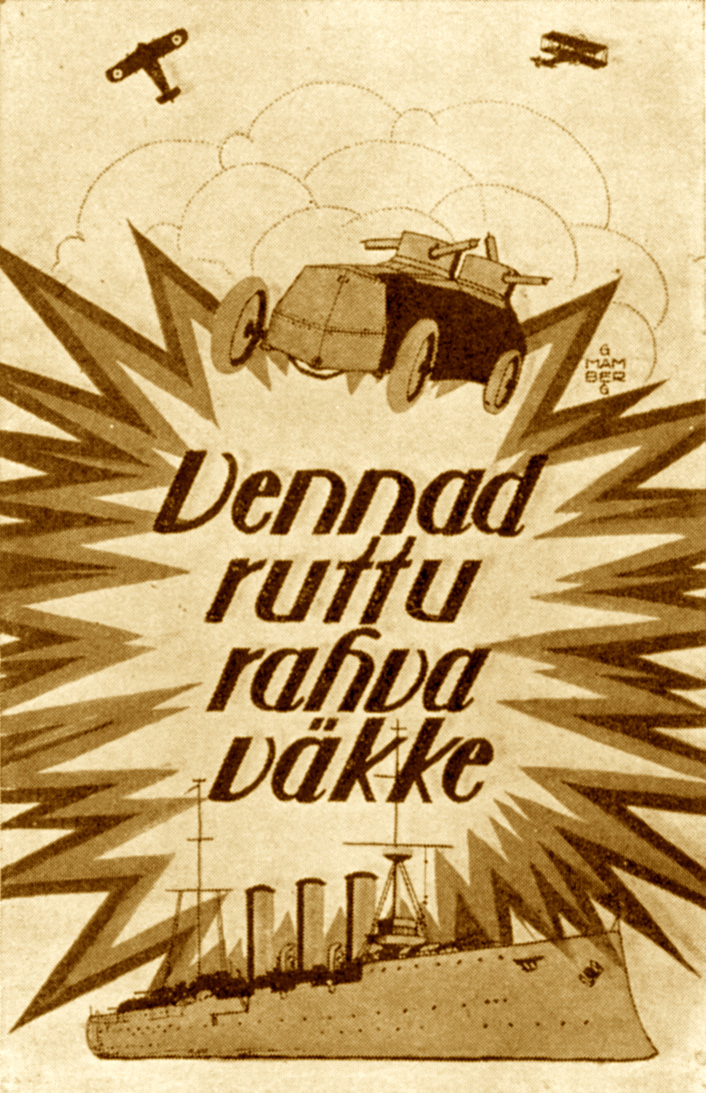
„Brüder, schnell zu den Volkstruppen“ – Mobilisierungsplakat für die estnischen Streitkräfte 1918

- 28. November: Mit dem großen Angriff russischer Truppen auf die ostestnische Stadt Narva beginnt der Estnische Freiheitskrieg. Bereits am nächsten Tag fallen Narva und Narva-Jõesuu in die Hände der Roten Armee, die weiter nach Westen vorrückt. In den von der Roten Armee zurückeroberten Gebieten rufen die Bolschewiki die Sowjetmacht aus. Der estnische Kommunist Jaan Anvelt bildet in Narva die Regierung der Arbeiterkommune Estlands (Eesti Töörahva Kommuun). Mit Zwangskollektivierungen, sowjetrussischen Gewaltakten und der Ablehnung der Idee der nationalen Selbständigkeit Estlands wächst aber in der estnischen Bevölkerung der Widerstand gegen die Bolschewiki.
- 17. Dezember: Die Lettische Sozialistische Sowjetrepublik wird auf Anweisung Lenins durch Pēteris Stučka gegründet.

##### Finnland
- 12. Januar: Das finnische Parlament beschließt gegen den erbitterten Widerstand der Sozialisten, die Regierung zur Ergreifung aller Maßnahmen zu ermächtigen, „welche sie zur Schaffung einer straffen öffentlichen Ordnung als erforderlich ansieht.“
- 16. Januar: Senatsvorsitzender Pehr Evind Svinhufvud beauftragt den nach Finnland zurückgekehrten Generalleutnant der russischen Armee Carl Gustaf Emil Mannerheim als Befehlshaber mit der Bildung von Streitkräften. Am 25. Januar werden die bis dahin privaten „weißen“ Schutzkorps zur regulären Armee der Regierung erklärt. Die Sozialisten interpretieren das als Schaffung einer Klassenkampfarmee gegen die Arbeiterklasse.

Kräfteverhältnisse Anfang Februar 1918
Machtbereich der „Weißen“
Machtbereich der „Roten“

- 27. Januar: Knapp zwei Monate nach der Unabhängigkeitserklärung bricht in Helsinki mit dem Besetzen der wichtigsten Gebäude durch Rote Garden der Finnische Bürgerkrieg aus. Am folgenden Tag wird ein Volkskommissariat als Regierung eingesetzt. Diese sieht sich sofort einem Generalstreik der öffentlichen Verwaltung und der Banken gegenüber.
- In der Nacht auf den 28. Januar beginnen die weißen Schutzkorps mit der Entwaffnung der russischen Garnisonen in Südösterbotten. Die Garnisonen in Laihia, Lapua, Seinäjoki, Ylistaro, Ilmajoki, Kaskinen, Nykarleby und Jakobstad leisten nur geringen Widerstand, und auch Vaasa kann noch am gleichen Tag eingenommen werden. In Kristinestad und Kokkola müssen die Schutzkorps dagegen den Widerstand der von den Roten Garden unterstützten Soldaten brechen. Bis zum 31. Januar ist jedoch ganz Südösterbotten unter weißer Kontrolle. Dabei werden 8.000 Gewehre sowie schwere Waffen erbeutet
- 20. Februar: Die rote Regierung beschließt eine von Otto Ville Kuusinen entworfene Verfassung nach dem Vorbild der Schweiz, die nach dem Krieg einer Volksabstimmung unterzogen werden soll.
- 7. März: Die weißfinnische Regierung in Vaasa und das Deutsche Kaiserreich schließen in Berlin einen Sonderfrieden, ein Handels- und Schifffahrtsabkommen sowie ein Geheimabkommen, das Finnland verpflichtet, nahezu die gesamte laufende kriegswirtschaftlich relevante Produktion und sonstige vorhandene Materialien bis zu einem allgemeinen Friedensschluss „als Bezahlung der gelieferten Kriegsmaterialen“ Deutschland zu überlassen. Die Revolutionsregierung in Helsinki erklärt die Berliner Abkommen umgehend für nichtig.

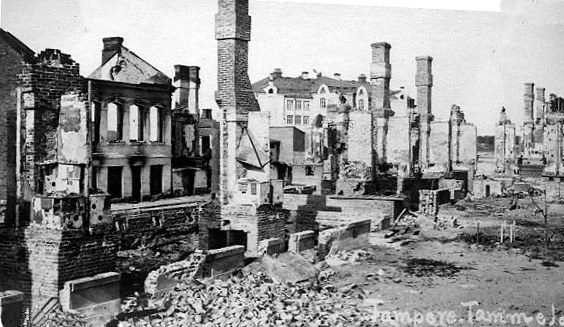
Tampere nach der Schlacht

- 15. März: Die weiße Armee beginnt einen großangelegten Angriff auf Tampere, das größte Industriezentrum des Landes und Hochburg der roten Garden.
- 21. März: Die finnischen Ostkriegszüge in das Gebiet des von Revolution und Bürgerkrieg geschwächten Sowjetrussland beginnen.
- 26. März: Die Bahnstation von Lempäälä südlich von Tampere wird eingenommen und der Belagerungsring um die Stadt geschlossen. Nach tagelangen heftigen Kämpfen ergeben sich die letzten Verteidiger der Stadt am 6. April.
- 3. April: Deutsche Truppen der Ostsee-Division landen im Rahmen der Finnland-Intervention in Hanko. Sie stoßen bis zum 10. April ohne nennenswerten Widerstand auf Helsinki vor. Am 11. April erreichen sie den Stadtrand von Helsinki in Leppävaara.

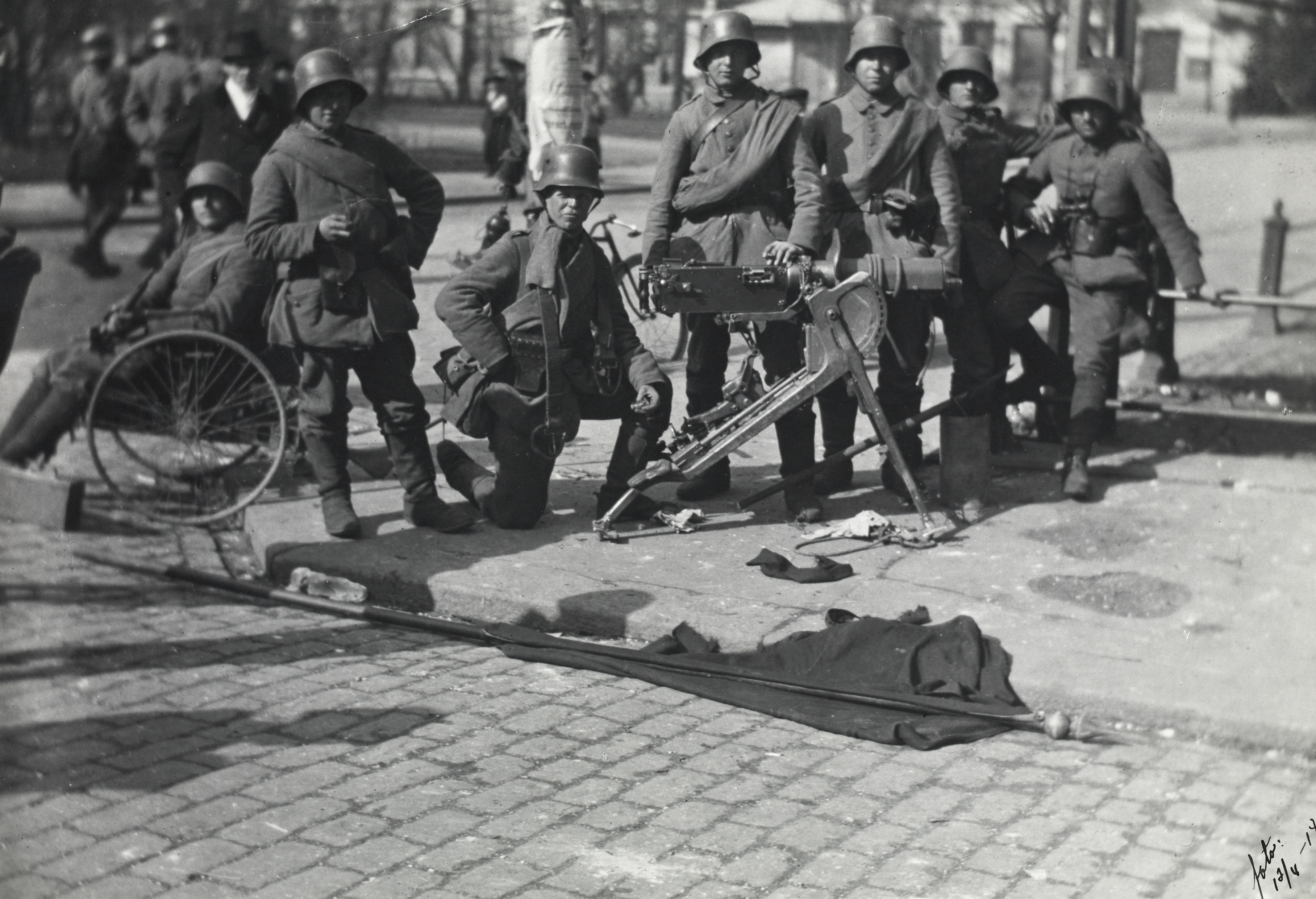
Deutsche Soldaten in Helsinki nach der Eroberung der Stadt

- Die am 7. April bei Loviisa gelandeten Truppen von Oberst von Brandenstein erobern Loviisa rasch und ohne Gegenwehr und rücken bis zum 11. April bis Orimattila vor.
- 13. April: Die Schlacht um Helsinki endet nach nur einem Tag mit der Einnahme der Stadt durch die deutschen Interventionstruppen.
- 19. April: Das Detachement Brandenstein erobert die Stadt Lahti.
- 5. Mai: Der Finnische Bürgerkrieg endet.

Flagge Finnlands

- 29. Mai: Finnland erhält seine Nationalflagge, die Seen und Schnee symbolisieren soll.
- Juni: Tausende Menschen sterben in Gefangenenlagern an Hunger und Krankheiten.
- August: In Russland wird die Kommunistische Partei Finnlands gegründet.
- 9. Oktober: Der Deutsche Friedrich Karl von Hessen wird zum König von Finnland gewählt, was durch die Niederlage Deutschlands im Weltkrieg jedoch obsolet wird. Am 14. Dezember verzichtet er auf die Krone.

#### Weitere Ereignisse in Skandinavien

Flagge Islands 1918 bis 1944

- 1. Dezember: Island unterzeichnet den Unionsvertrag, der mit der Gründung des Königreichs Island die Unabhängigkeit des Landes von Dänemark einleitet. Die beiden Länder sind damit nur noch lose durch Realunion unter dem gemeinsamen König Christian X. verbunden. Island erhält eine eigene Flagge sowie ein eigenes Wappen, und Dänemark übernimmt lediglich die Außenbeziehungen und Verteidigung der Insel. Der Vertrag ist auf 25 Jahre angelegt, danach soll in einem Volksentscheid über eine vollständige Unabhängigkeit abgestimmt werden.

#### Schweiz
- 1. Januar: Felix Calonder wird Bundespräsident der Schweiz.

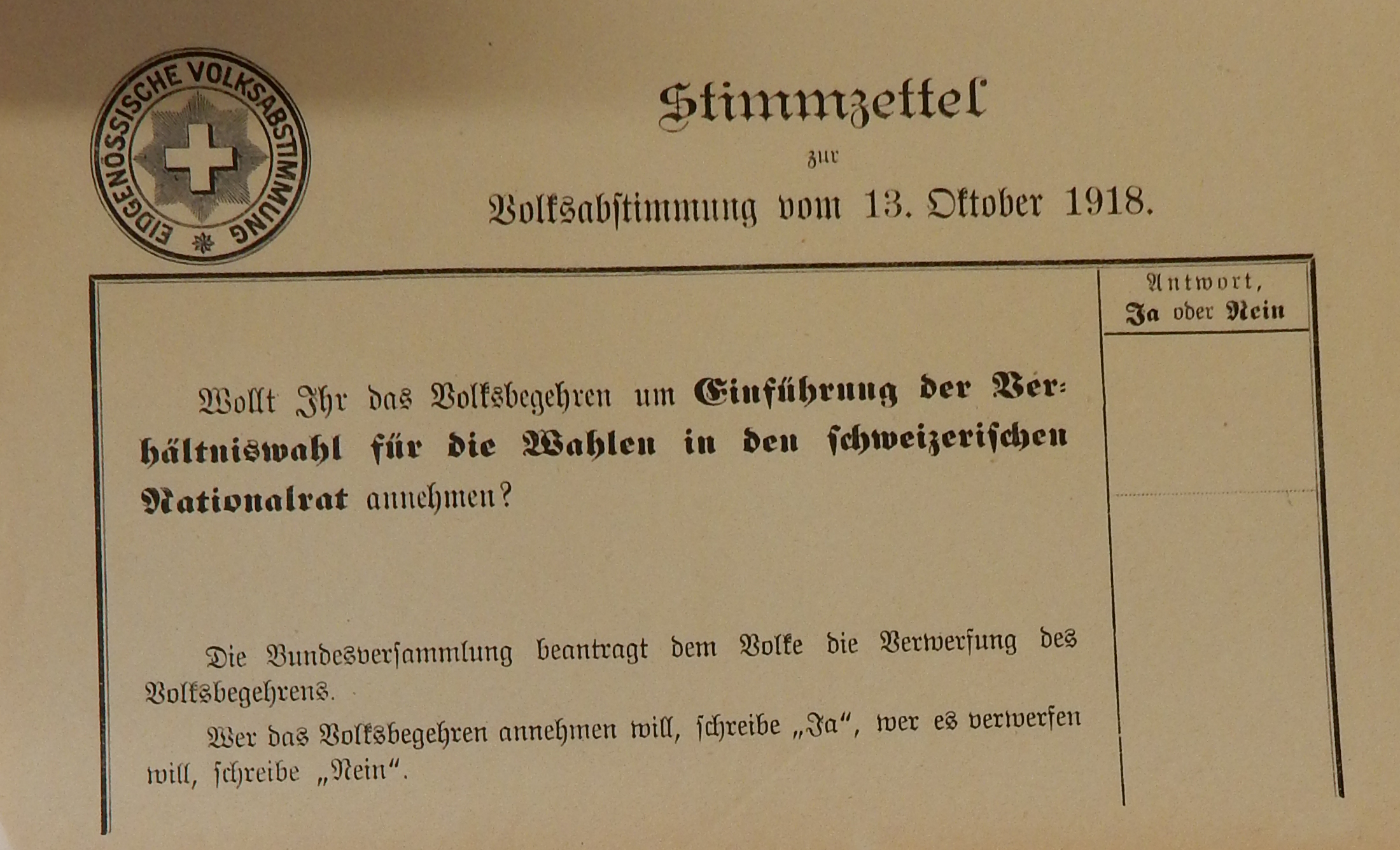
Stimmzettel vom 13. Oktober 1918

- 13. Oktober: In der Schweiz wird eine Volksinitiative für eine Proporzwahl des Nationalrats angenommen. Sie verlangte eine Umstellung des Wahlsystems des Nationalrates vom Mehrheitswahlrecht (Majorz) zum Verhältniswahlrecht (Proporz).
- 12. November: In der Schweiz beginnt ein landesweiter Generalstreik, zu dem das Oltener Aktionskomitee zur Durchsetzung seines Forderungskatalogs aufgerufen hat. Der Streik wird unter Druck von Regierung und Armee am 14. November abgebrochen.

#### Portugal
- 28. April: Der im Vorjahr durch einen Putsch an die Macht gekommene Sidónio Pais lässt sich in einem Referendum direkt vom Volk zum Präsidenten Portugals wählen. Bei den gleichzeitig stattfindenden Parlamentswahlen, die von den großen republikanischen Parteien boykottiert wird, geht der von ihm im Frühjahr gegründete Partido Nacional Republicano als Sieger hervor.
- Im Oktober kommt es in mehreren Städten zu Generalstreiks und sowohl republikanischen als auch monarchistischen Unruhen. In Porto übernimmt eine monarchistische Junta unter Henrique Mitchell de Paiva Couceiro die Macht.
- 14. Dezember: Der portugiesische Militärdiktator Sidónio Pais wird in Lissabon auf dem Bahnhof Rossio bei einem Attentat erschossen. Pais „Neue Republik“ (República Nova) bricht daraufhin zusammen. João do Canto e Castro wird, zunächst kommissarisch, sein Nachfolger. Die alte, von Pais suspendierte Verfassung wird wieder in Kraft gesetzt und damit auch die von Pais abgeschaffte Trennung der Ämter des Präsidenten und des Regierungschefs.
- 23. Dezember: João Tamagnini de Sousa Barbosa wird neuer Ministerpräsident Portugals, João do Canto e Castro zum Staatspräsidenten gewählt.

#### Monaco/Frankreich
- 7. Juli: Monaco und Frankreich schließen einen Schutzvertrag.

#### Kanada
- 2. bis 4. August: In Toronto kommt es zu griechenfeindlichen Ausschreitungen.

### Wirtschaft

#### Kriegswirtschaft in der Sowjetunion
- 1. Januar: Alle Banken in Moskau und Petrograd, heute Sankt Petersburg, werden geschlossen.
- In der Sowjetunion werden Großindustrie und Eisenbahnen verstaatlicht.
- Die sowjetische revolutionäre Nachrichtenagentur ROSTA wird als Nachfolgerin der Petrograder Telegrafenagentur gegründet. Zur Propaganda lässt ROSTA unter anderem Plakate, so genannte ROSTA-Fenster, von sowjetischen Avantgarde-Künstlern wie Wladimir Majakowski entwerfen, um sie in Schaukästen oder leerstehenden Ladenschaufenstern auszustellen.

#### Unternehmensgründungen
- März: Das Unternehmen Matsushita wird von Konosuke Matsushita gegründet (Panasonic).
- 2. Mai: Der Autohersteller Chevrolet Motor Company wird von General Motors gekauft.
- 11. November: Gründung der Uhrenfabrik Mido G. Schaeren & Co. AG in Solothurn (Schweiz) durch Georges Schaeren (am Tag des Waffenstillstands des Ersten Weltkrieges)

### Wissenschaft und Technik

#### Archäologie und Paläontologie

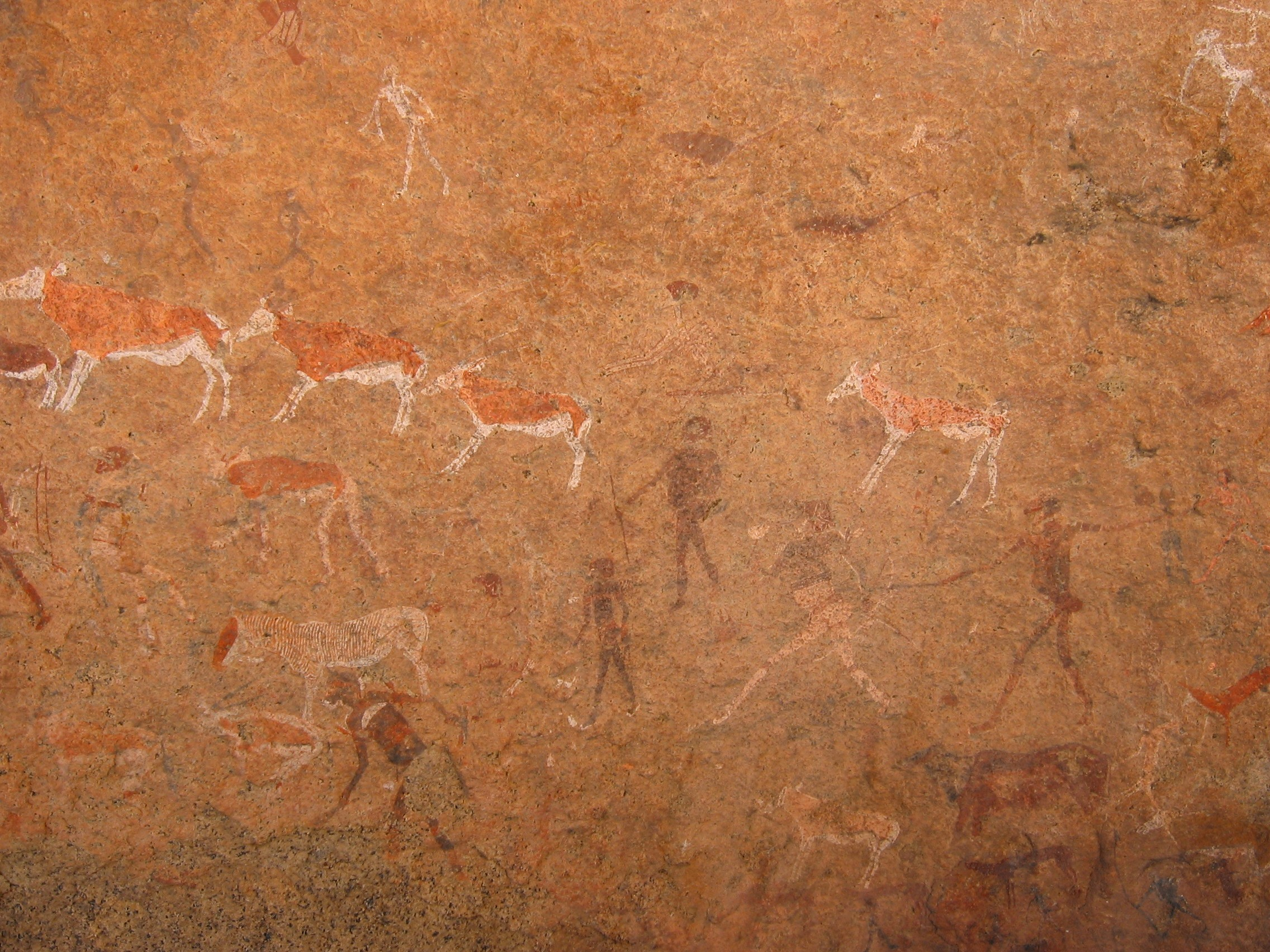
Felsmalereien mit Weißer Dame

- 4. Januar: Der Forschungsreisende Reinhard Maack entdeckt im Brandbergmassiv die mindestens 2000 Jahre alte Felszeichnung Weiße Dame.
- Reginald Campbell Thompson entdeckt Reste von Bauten der Könige der 3. Dynastie von Ur in Eridu (siehe 1854 und 1948).

#### Naturwissenschaften
- Walter Schottky beschreibt erstmals elektronisches Rauschen, insbesondere das thermische Rauschen (auch Johnson-Rauschen) und den Schrot-Effekt, den er vornehmlich für den Strom durch Vakuumröhren analysiert. (in: Annalen der Physik 57 (1918),541; 68 (1922), 157)

#### Verkehr
- 9. Januar: Die Solothurn-Niederbipp-Bahn, auch als „Bipperlisi“ bekannt, eröffnet zwischen Niederbipp im Kanton Bern und der Station Baseltor in Solothurn ihre erste Bahnstrecke. In Niederbipp besteht eine Gleisverbindung zur ebenfalls meterspurigen Langenthal-Jura-Bahn (LJB), die den Betrieb auf der Strecke Langenthal–Niederbipp–Oensingen Schulhaus bereits 1907 aufgenommen hat. Entsprechend früh sucht man die Zusammenarbeit mit der LJB und der im Vorjahr eröffneten Langenthal-Melchnau-Bahn (LMB). Bei Stromsystem fällt die Wahl auf die bereits von der LJB verwendeten 1200 Volt Gleichstrom.
- 3. Februar: Mit dem Twin Peaks Tunnel wird in San Francisco bei Eröffnung einer der längsten Straßenbahntunnels der Welt in Betrieb genommen, inzwischen ein Teil der Muni Metro.
- 1. April: In der Spätphase des Ersten Weltkriegs wird in Tirol mit dem Bau der (nie fertiggestellten) Reschenscheideckbahn begonnen.

### Kultur
- Gründung der Merz Akademie

#### Bildende Kunst
- 16. Januar: Die Dresdner Künstlervereinigung Die Zunft löst sich auf.
- 3. Dezember: In Berlin gründen die Maler Max Pechstein und César Klein mit zwölf weiteren Künstlern die revolutionäre Novembergruppe.

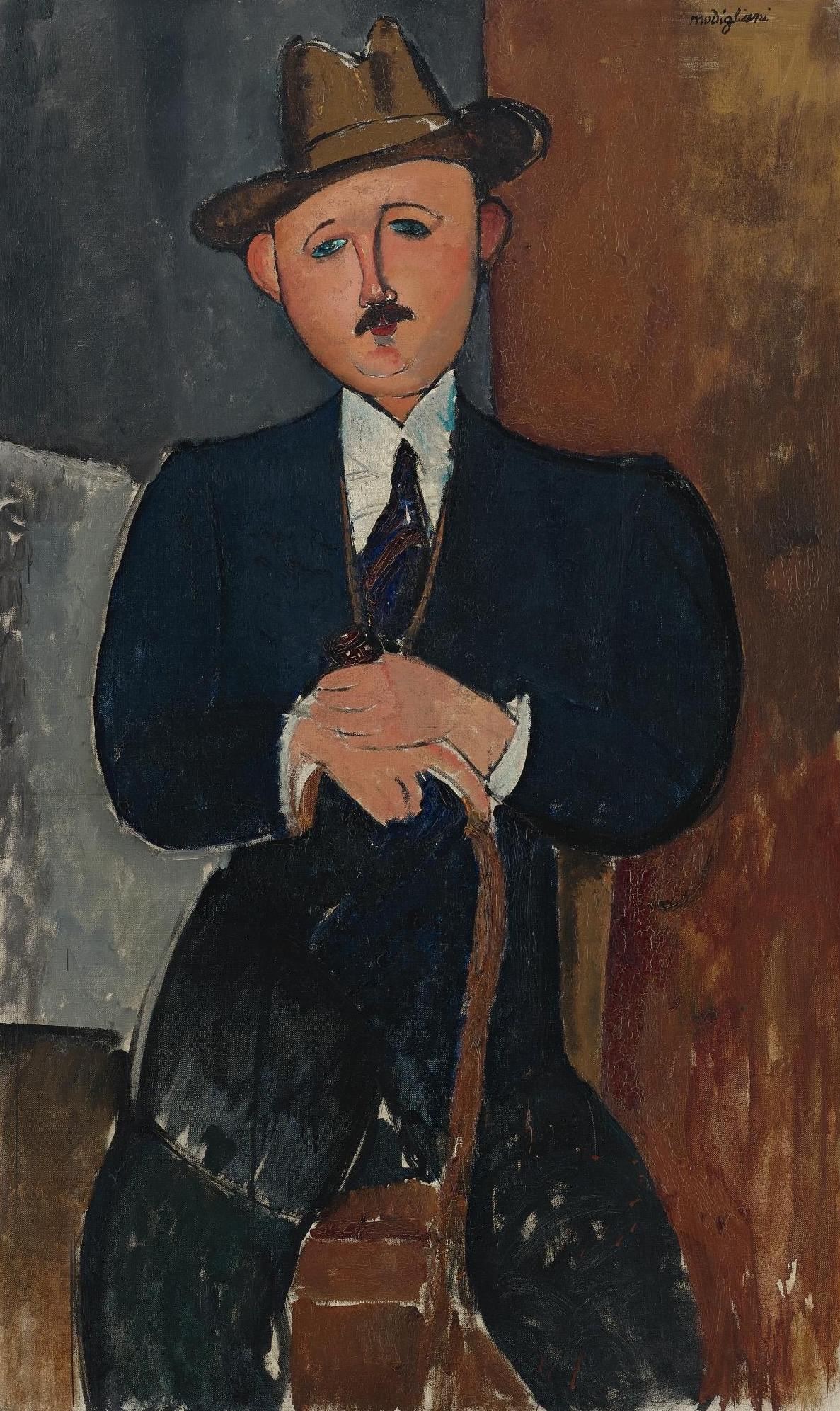
Modigliani, L’Homme assis

- Amedeo Modigliani malt in Öl auf Leinwand das Gemälde L’Homme assis (Sitzender Mann mit Stock). Das Porträt zeigt mit hoher Wahrscheinlichkeit Georges Ménier, Eigentümer der Schokoladenfabrik Menier.
- Der Arbeitsrat für Kunst wird gegründet.
- Die Große Berliner Kunstausstellung übersiedelt wegen des Krieges zum zweiten Mal in Folge nach Düsseldorf.

#### Film
- 1. Januar: Victor Sjöströms Stummfilm Berg-Ejvind och hans hustru (Berg-Eyvind und sein Weib) wird uraufgeführt.

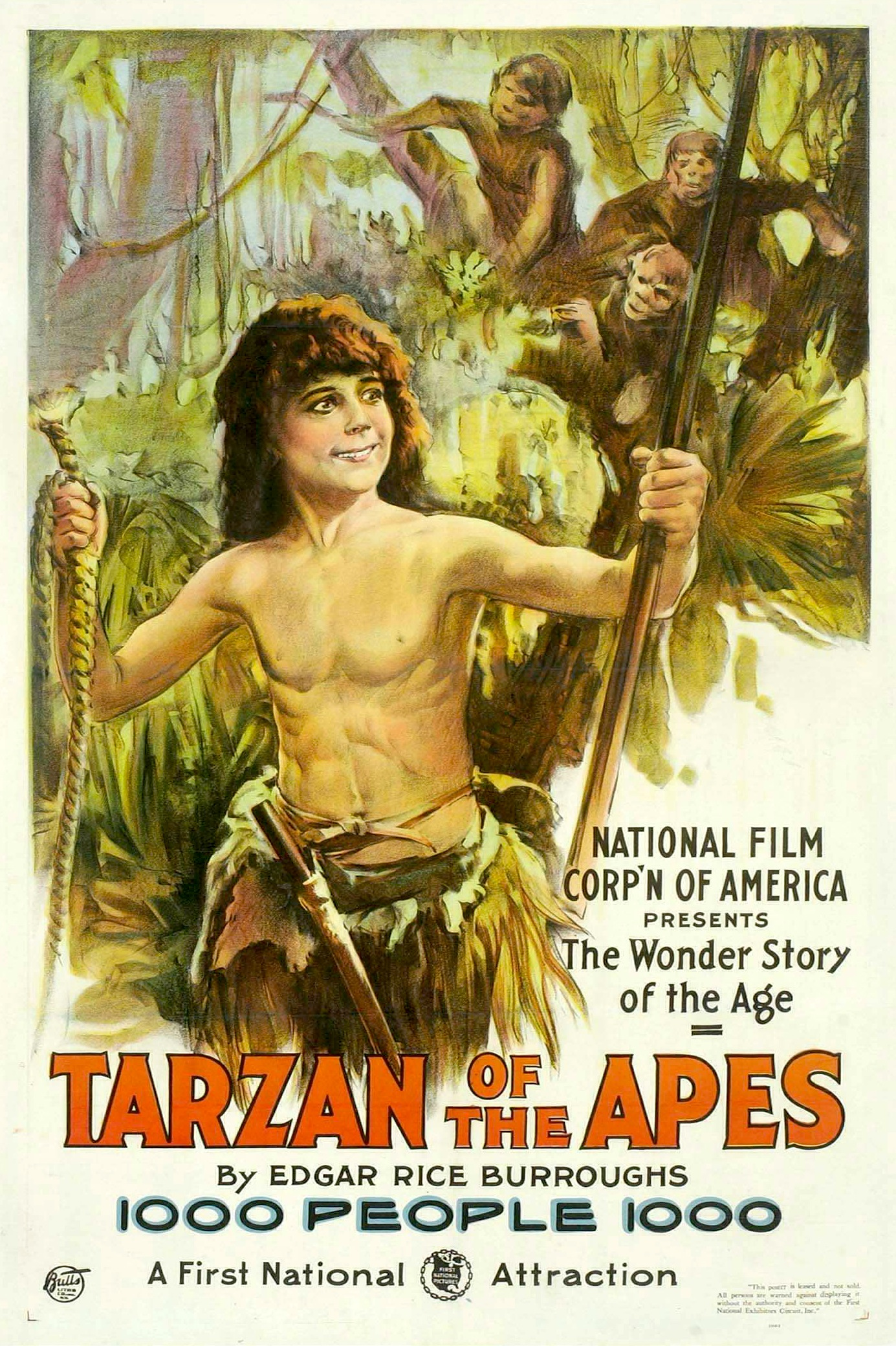
Filmplakat Tarzan of the Apes

- 27. Januar: Mit Tarzan bei den Affen unter der Regie von Scott Sidney kommt der erste Tarzan-Film in die Kinos. In der Hauptrolle ist Elmo Lincoln zu sehen. Grundlage für das Drehbuch war der gleichnamige Roman von Edgar Rice Burroughs.
- 11. August: Der Stummfilm Mickey von F. Richard Jones und James Young mit Mabel Normand in der Titelrolle wird der erfolgreichste Spielfilm des Jahres.
- 1. Oktober: Ernst Lubitschs Stummfilm Ich möchte kein Mann sein mit Ossi Oswalda in der Hauptrolle hat Premiere.
- 20. Dezember: Im Union Theater Kurfürstendamm in Berlin feiert Ernst Lubitschs Spielfilm Carmen mit Pola Negri in der Titelrolle Premiere.

#### Literatur

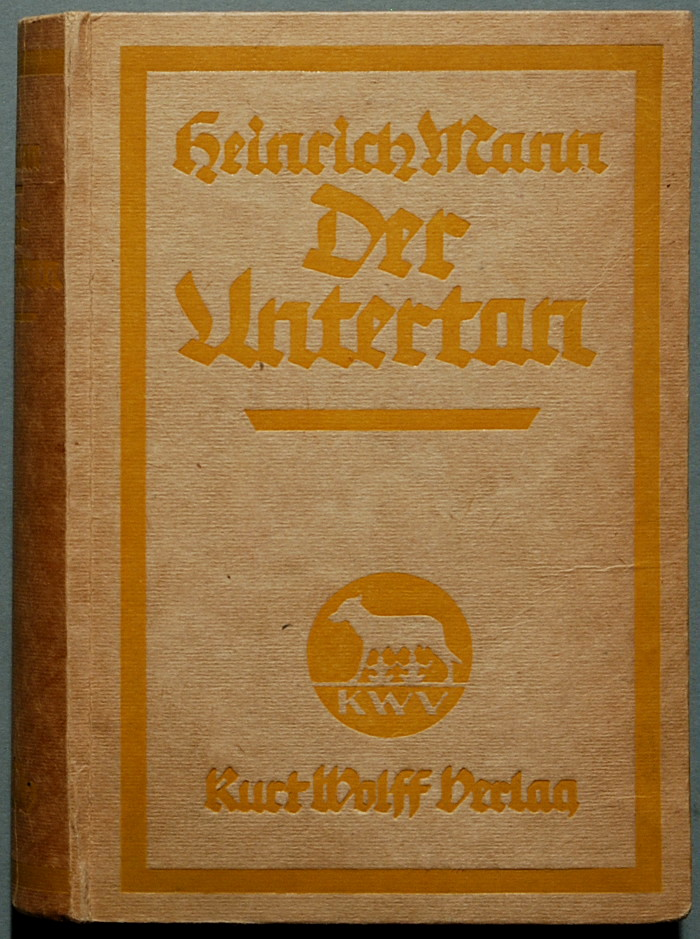
Der Untertan, Umschlagdeckel von 1918

#### Musik und Theater
- 1. Februar: Die Operette A Pacsirta von Franz Lehár hat ihre Uraufführung an der Königlichen Oper in Budapest. Das Libretto stammt von Alfred Maria Willner und Heinz Reichert und basiert auf dem Theaterstück Dorf und Stadt von Charlotte Birch-Pfeiffer. Die Erstaufführung in deutscher Sprache findet am 27. März unter dem Namen Wo die Lerche singt am Theater an der Wien in Wien statt.
- 23. März: Die Oper Shanewis or The Robin Woman von Charles Wakefield Cadman wird an der Metropolitan Opera in New York uraufgeführt.
- 25. April: Die Oper Die Gezeichneten von Franz Schreker nach dem Theaterstück Hidalla oder Sein und Haben von Frank Wedekind hat ihre Uraufführung an der Frankfurter Oper.
- 5. Juni: Die Oper Theophano von Paul Graener wird am Hoftheater in München uraufgeführt.
- 24. November: Uraufführung der Oper Frutta di mare von Hans Huber in Basel
- 9. Dezember: Nachtbeleuchtung und zwei weitere komödiantische Einakter von Curt Goetz werden in Berlin mit Erfolg uraufgeführt.

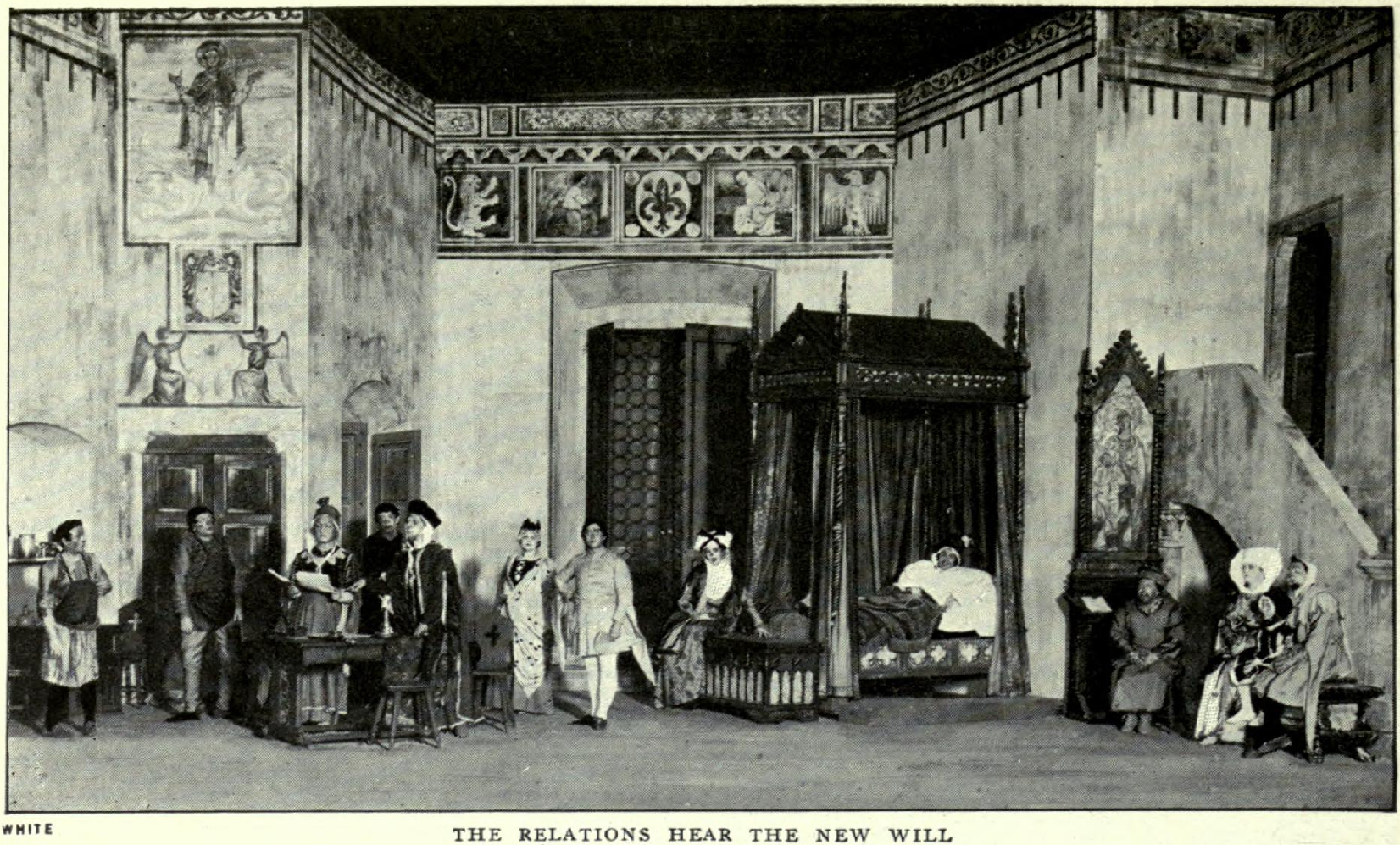
Originalszenenbild von Gianni Schicchi

- 14. Dezember: Il trittico (Das Triptychon), ein Opernzyklus von Giacomo Puccini, bestehend aus den drei stark kontrastierenden, jeweils etwa einstündigen Einaktern Il tabarro (Der Mantel), Suor Angelica (Schwester Angelica) und Gianni Schicchi von Giacomo Puccini wird an der Metropolitan Opera in New York uraufgeführt und vom Publikum positiv aufgenommen. Das Libretto für Il tabarro stammt von Giuseppe Adami, Librettist der beiden anderen Stücke ist Giovacchino Forzano. Il trittico ist das Ergebnis der Bemühungen Puccinis, ein tragisches (Il tabarro), ein lyrisches (Suor Angelica) und ein heiteres Stück (Gianni Schicchi) an einem Abend zur Aufführung zu bringen. Bekannteste Arie aus dem letzten Stück ist O mio babbino caro.
- 19. Dezember: Die Oper Nepřemožení (Die Unüberwundenen) von Josef Bohuslav Foerster hat ihre Uraufführung am Nationaltheater Prag.

### Gesellschaft
- 21. Mai: In Weimar findet die Gründungsversammlung der Deutschen Philosophischen Gesellschaft statt. Ein wichtiger Initiator des Vereins konservativer Philosophen ist Bruno Bauch, der als Vertreter der Südwestdeutschen Schule des Neukantianismus eine eigenständige Wertphilosophie vertritt, die einen besonderen Fokus auf den Zusammenhang von Wert und Leben legt. Im Bericht über die Gründungsversammlung wird als Ziel die „Pflege, Vertiefung und Wahrung der deutschen Eigenart“ genannt. Die Entgegensetzung zur 1904 gegründeten Kant-Gesellschaft kommt in der Betonung zum Ausdruck, dass man nicht wie diese die „Philosophie aller Kulturvölker“ zum Thema habe, sondern sich als „nationale Ergänzung“ betrachte.
- 8. Dezember: Freimaurer gründen die Großloge von Wien. Sie waren in der Monarchie in Österreich seit 1795 verboten.

### Religion
- 20. September: Bei Pater Pio treten sichtbare Wunden an Brust, Händen und Füßen auf, angebliche Wundmale Christi.

### Katastrophen

#### Die Spanische Grippe
- 30 März: Loring Miner, Landarzt in Haskell County, Kansas, berichtet erstmals über Patienten, deren Grippesymptome das bisher Bekannte an Heftigkeit erheblich übertreffen. Der United States Public Health Service reagiert jedoch nicht auf seine Bitte um Unterstützung. Die Meldung einer Grippeform mit ungewöhnlich heftigem Verlauf findet jedoch am 5. April Niederschlag in den Public Health Reports. Albert Gitchell, Küchenunteroffizier im US-Army-Ausbildungslager Camp Funston, gilt nachträglich als erster registrierter Patient, der mit der später sogenannten Spanischen Grippe infiziert ist, auch wenn zu diesem Zeitpunkt die Erkrankung schon New York erreicht hat und in der US-Armee schon seit Dezember 1917 deutlich erhöhte Sterberaten bei Atemwegserkrankungen ausgewiesen wurden. Drei Wochen später sind in dem Ausbildungslager 1.100 Schwerkranke und 38 Todesfälle zu beklagen. Die Soldaten bezeichnen die Erkrankung als three-day fever oder knock-me-down fever.
- Die mit lebensbedrohenden Pneumonien einhergehenden Grippeausbrüche erfassen schnell das ganze Land, in den großen Städten der Atlantikküste steigt die Influenzasterblichkeit merklich an. Vom Zeitpunkt des Ausbruchs der Grippe in Kansas bis August traeffen mehr als eine Million amerikanische Soldaten in Europa ein. Der Erste Weltkrieg beschleunigt so die weltweite Ausbreitung.
- 27. Mai: Aufgrund von Zeitungsberichten, dass der spanische König Alfons XIII. erkrankt sei, erhält die Pandemie ihren Namen, auch deshalb, weil die kriegsführenden Nationen die Verbreitung der Krankheit in ihren Ländern vertuschen.
- Im Juni und Juli werden weltweit Krankheits- und Todesfälle berichtet. Auch in der deutschen Armee bricht die Spanische Grippe aus und beschleunigt die Niederlage des Deutschen Reichs.
- Im Herbst kommt es zu einer zweiten, noch tödlicheren Welle der Pandemie. Bis 1920 sterben nach Schätzungen der WHO 20 bis 50 Millionen Menschen an der Spanischen Grippe, Vermutungen reichen bis zu 100 Millionen.

#### Eisenbahnkatastrophen
- 14. Januar: Beim Eisenbahnunfall von Trzciana in Galizien sterben 16 Menschen.
- 16. Januar: Bei zwei Eisenbahnunfällen in der Nähe von Kirn in der Rheinprovinz sowie zwischen Bohmte und Osnabrück in der Provinz Hannover sterben zusammen 69 Menschen.

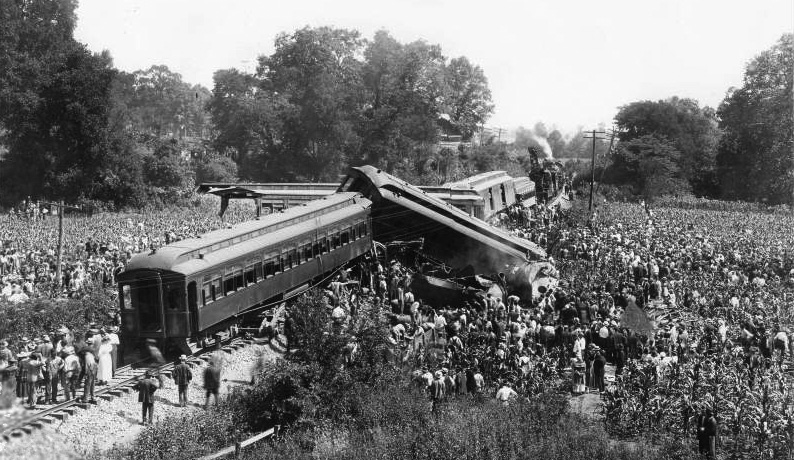
Die zerstörten Züge nach dem Frontalzusammenstoß bei Nashville

- 9. Juli: Der Eisenbahnunfall von Nashville ist der schwerste Unfall in der Geschichte der US-amerikanischen Eisenbahn. 101 Menschen kommen bei dem Frontalzusammenstoß zweier Züge bei Nashville, Tennessee, ums Leben, 171 werden verletzt.

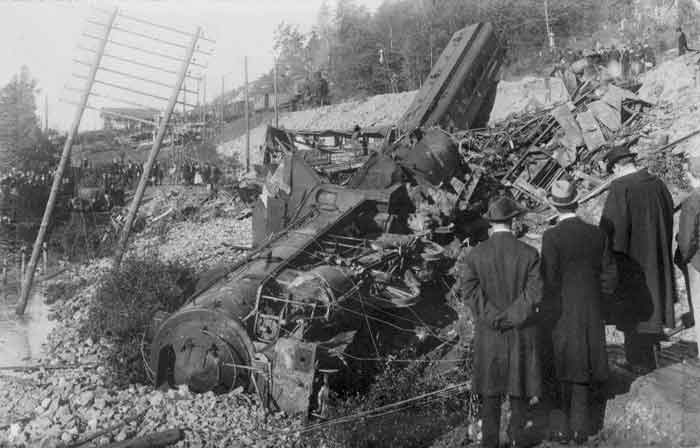
Die Lok nach ihrem Sturz vom Bahndamm auf die darunter liegende Straße. Die ersten Wagen liegen ausgebrannt hinter der Lok und der Speisewagen steht in einem 45-Grad-Winkel am Bahndamm.

- 1. Oktober: Ein Erdrutsch verursacht in Getå bei Norrköping den mit mindestens 42 Toten schwersten Eisenbahnunfall in der Geschichte Schwedens.

#### Erdbeben
- 13. Februar: Ein Erdbeben der Stärke 7,3 in der Provinz Guangdong, China, verursacht etwa 10.000 Tote
- 11. Oktober: Das Erdbeben bei Puerto Rico 1918 ist von zahlreichen Nachbeben begleitet. Durch das Erdbeben kommen 116 Menschen ums Leben. 40 bis 100 Todesopfer sind auf den darauf folgenden Tsunami zurückzuführen.

#### Schiffskatastrophen
- 24. Februar: Vor Broad Cove an der Küste von Neufundland prallt das kanadische Passagierschiff Florizel bei schwerer See auf ein Riff und sinkt. 80 Passagiere und Besatzungsmitglieder ertrinken.
- 12. Juli: Das japanische Linienschiff Kawachi sinkt in der Tokuyama-Bucht nach einer inneren Explosion. Über 500 Menschen kommen ums Leben.
- 3. Oktober: Der britische Passagierdampfer Burutu sinkt in der Irischen See nach der Kollision mit dem Frachtdampfer City of Calcutta. 148 Passagiere und Besatzungsmitglieder kommen dabei ums Leben
- 25. Oktober: Das kanadische Passagierschiff Princess Sophia der Canadian Pacific Railway strandet an der Küste von Alaska auf einem Riff und kentert. Alle 356 Passagiere und Besatzungsmitglieder kommen ums Leben.

Kleinere Unglücksfälle sind in den Unterartikeln von Katastrophe und in der Liste von Katastrophen aufgeführt.

### Natur und Umwelt

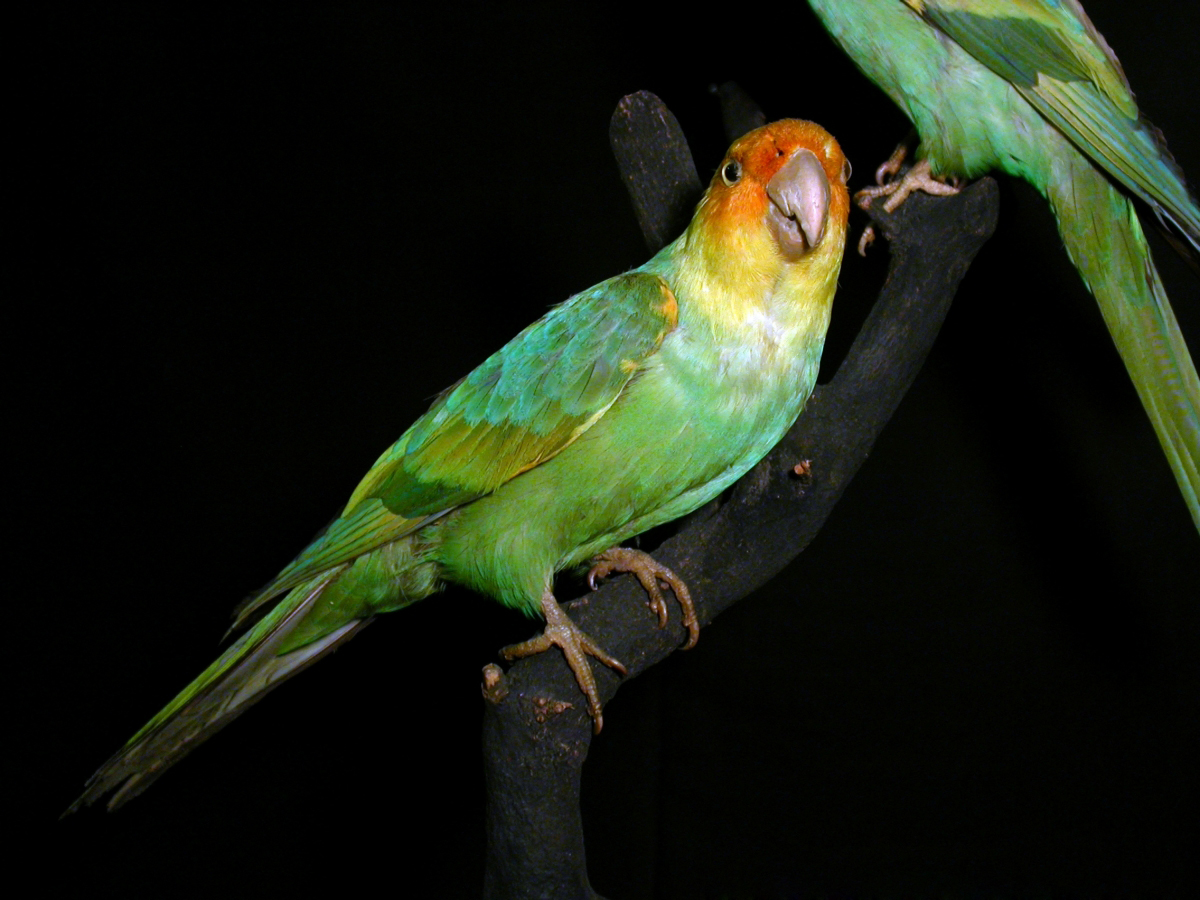
Karolinasittich (Schaustück)

- 21. Februar: Im Zoo von Cincinnati stirbt Incas, der letzte Karolinasittich. Seither gilt die einzige Papageienart Nordamerikas als ausgestorben.

### Sport
- 2. Januar: Reinhard Maack erklimmt als Forschungsreisender den Königstein im Brandbergmassiv, den höchsten Berg im heutigen Namibia.

## Nobelpreise
- Physik: Max Planck
- Chemie: Fritz Haber

Nobelpreise für Physiologie oder Medizin, Literatur oder Frieden wurden nicht verliehen.

## Geboren

### Januar
- 02. Januar: Willi Graf, Mitglied der Widerstandsgruppe Weiße Rose († 1943)
- 02. Januar: Gudrun Zapf-von Hesse, deutsche Typografin und Buchbinderin († 2019)
- 03. Januar: Lucie Schachne, deutsch-britische Journalistin und Autorin jüdischer Herkunft († 2005)
- 04. Januar: Georg Kahn-Ackermann, deutscher Journalist und Politiker († 2008)
- 04. Januar: Naim Krieziu, albanischer Fußballspieler († 2010)
- 05. Januar: Heinz Abosch, deutscher Schriftsteller († 1997)
- 06. Januar: Eugen Biser, katholischer Theologe und Religionsphilosoph († 2014)
- 06. Januar: Donald A. Prater, englischer Schriftsteller, Germanist und Diplomat († 2001)
- 07. Januar: Constance Cummings-John, sierra-leonische Frauenrechtlerin, Politikerin und Lehrerin († 2000)
- 08. Januar: Sepp Bradl, österreichischer Skispringer († 1982)
- 08. Januar: Helmut Schmidt-Vogt, deutscher Forstwissenschaftler († 2008)
- 09. Januar: Ruthilde Boesch, österreichische Opern-, Operetten-, Lied- und Konzertsängerin (Sopran) († 2012)
- 10. Januar: Georges Riquier, französischer Schauspieler († 1998)
- 11. Januar: Kitaoka Fumio, japanischer Holzschnittkünstler († 2007)
- 11. Januar: John Mackey, Bischof von Auckland († 2014)
- 11. Januar: Gunnar Sønsteby, norwegischer Widerstandskämpfer († 2012)
- 12. Januar: Julio Gutiérrez, kubanischer Komponist, Dirigent und Pianist († 1990)
- 12. Januar: Maharishi Mahesh Yogi, indischer Lehrer, Begründer der Transzendentalen Meditation, Buchautor († 2008)
- 13. Januar: Cissy Kraner, österreichische Schauspielerin, Sängerin und Kabarettistin († 2012)
- 13. Januar: Winand Victor, deutscher Maler († 2014)
- 15. Januar: Edouard Gagnon, kanadischer Kurienkardinal († 2007)
- 15. Januar: David George Kendall, britischer Mathematiker und Statistiker († 2007)
- 15. Januar: Vicente de la Mata, argentinischer Fußballspieler († 1980)

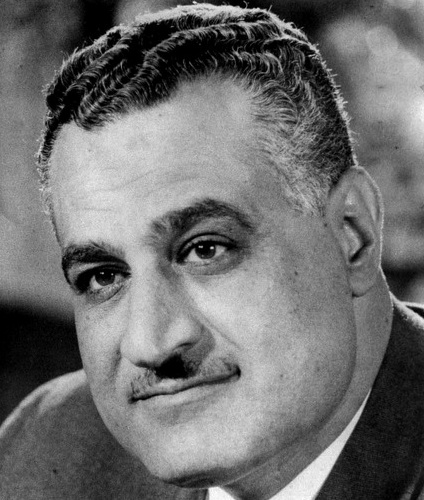
Gamal Abdel Nasser

- 15. Januar: Gamal Abdel Nasser, ägyptischer Politiker († 1970)
- 15. Januar: Diana Barnato Walker, britische Pilotin († 2008)
- 16. Januar: Josip Barković, kroatischer Schriftsteller, Drehbuchautor und Filmregisseur († 2011)
- 16. Januar: Nel Benschop, niederländische Dichterin († 2005)
- 16. Januar: Marcelo Kardinal González Martín, Erzbischof von Toledo († 2004)
- 16. Januar: Hermann-Josef Weidinger, österreichischer Prämonstratenser-Chorherr und Missionar († 2004)
- 17. Januar: George Michael Leader, US-amerikanischer Politiker († 2013)
- 17. Januar: George Wilson, US-amerikanischer Boxer († 1956)
- 18. Januar: Howie Richmond, US-amerikanischer Musikverleger († 2012)
- 19. Januar: Joseph Marie Anthony Cordeiro, Erzbischof von Karachi und Kardinal der römisch-katholischen Kirche († 1994)
- 19. Januar: Luciano Emmer, italienischer Filmregisseur († 2009)
- 19. Januar: John H. Johnson, US-amerikanischer Medienunternehmer († 2005)
- 21. Januar: Antonio Janigro, italienischer Cellist, Dirigent und Hochschullehrer († 1989)
- 21. Januar: Richard Winters, Major der US Army († 2011)
- 22. Januar: Friedrich Auffarth, Richter am Bundesarbeitsgericht († 2004)
- 22. Januar: Elmer Lach, kanadischer Eishockeyspieler († 2015)
- 22. Januar: Bruno Zevi, italienischer Architekt, Architekturhistoriker, Autor und Universitätsprofessor († 2000)
- 23. Januar: Gertrude Belle Elion, US-amerikanische Wissenschaftlerin und Nobelpreisträgerin für Medizin († 1999)
- 24. Januar: Gottfried von Einem, österreichischer Komponist († 1996)
- 24. Januar: Oral Roberts, US-amerikanischer Heilungsprediger, Fernsehevangelist und Unternehmer († 2009)
- 25. Januar: Tranquilo Cappozzo, argentinischer Ruderer († 2003)
- 25. Januar: Hans Jucker, Schweizer klassischer Archäologe († 1984)
- 26. Januar: Ingrid von Bothmer, deutsche Theater- und Fernsehschauspielerin († 2003)
- 26. Januar: Nicolae Ceaușescu, kommunistischer Politiker und Staatspräsident Rumäniens († 1989)
- 26. Januar: Philip José Farmer, US-amerikanischer SF- und Fantasy-Autor († 2009)
- 26. Januar: Mala Zimetbaum, jüdische Widerstandskämpferin in Auschwitz († 1944)
- 27. Januar: Thies Christophersen, gehörte der Gruppe der Revisionisten an, die hartnäckig den Holocaust leugnen († 1997)
- 27. Januar: Skitch Henderson, britisch-US-amerikanischer Pianist und Dirigent († 2005)
- 27. Januar: Elmore James, US-amerikanischer Bluesmusiker († 1963)
- 27. Januar: Antonín Mrkos, tschechischer Astronom († 1996)
- 28. Januar: Suzanne Flon, französische Theater- und Filmschauspielerin († 2005)
- 28. Januar: Sandro Puppo, italienischer Fußballspieler und -trainer († 1986)
- 29. Januar: Luis Aguilar, mexikanischer Schauspieler und Sänger († 1997)
- 29. Januar: Everhardus Jacobus Ariëns, niederländischer Pharmakologe († 2002)
- 29. Januar: John Forsythe, US-amerikanischer Film- und Fernsehschauspieler († 2010)
- 30. Januar: Heinz Rutishauser, Schweizer Mathematiker († 1970)
- 31. Januar: Karl Emerich Krämer, deutscher Schriftsteller († 1987)

### Februar
- 01. Februar: Ray Merrick, britischer Automobilrennfahrer († 2003)
- 01. Februar: Ynso Scholten, niederländischer Rechtsanwalt und Politiker († 1984)
- 02. Februar: Margit Åsberg-Albrechtsson, schwedische Skilangläuferin († 1994)
- 02. Februar: Hella Haasse, niederländische Schriftstellerin († 2011)
- 02. Februar: Gisela Morgen, deutsche Schauspielerin († 2006)
- 03. Februar: Gerhard Bassarak, deutscher evangelischer Theologe († 2008)
- 03. Februar: Helen Stephens, US-amerikanische Leichtathletin († 1994)
- 04. Februar: Rhené Jaque, kanadische Komponistin († 2006)
- 04. Februar: Louis Lucien Lepoix, französischer Industrie- und Fahrzeugdesigner († 1998)
- 05. Februar: Vincenzo Fagiolo, Erzbischof von Chieti und Kardinal der römisch-katholischen Kirche († 2000)
- 05. Februar: Kara Karajew, aserbaidschanischer Komponist († 1982)
- 05. Februar: Otto Scrinzi, österreichischer Arzt, Publizist und Politiker († 2012)
- 06. Februar: Lothar-Günther Buchheim, deutscher Schriftsteller, Maler, Kunstsammler und Verleger († 2007)
- 06. Februar: Johnny Tyler, US-amerikanischer Country-Musiker († 1961)
- 07. Februar: Peter Ruta, US-amerikanischer Maler († 2016)
- 08. Februar: Freddie Blassie, US-amerikanischer Wrestler und Wrestling-Manager († 2003)
- 08. Februar: Hans Lutwitzi, deutscher Politiker (CDU)(† 1999)
- 09. Februar: Adolf Adam, österreichischer Informatiker, Statistiker und Professor († 2004)
- 09. Februar: Fritz Bringmann, deutscher Widerstandskämpfer († 2011)
- 10. Februar: James Carson, US-amerikanischer Country- und Old-Time-Musiker († 2007)
- 11. Februar: Anne-Stine Ingstad, norwegische Archäologin († 1997)
- 12. Februar: Julian Seymour Schwinger, US-amerikanischer Physiker († 1994)
- 12. Februar: Udo Giulini, deutscher Jurist, Unternehmer und Politiker (CDU), MdB († 1995)
- 13. Februar: Harold J. Berman, US-amerikanischer Rechtshistoriker und Rechtsphilosoph († 2007)
- 13. Februar: Mabuni Ken’ei, japanischer Karatemeister (Shitō ryū), 10. Dan († 2015)
- 13. Februar: Viktoria Lindpaintner, deutsche Eiskunstläuferin († 1965)
- 14. Februar: Jacob do Bandolim, brasilianischer Mandolinist und Komponist († 1969)
- 15. Februar: Allan Arbus, US-amerikanischer Schauspieler († 2013)
- 15. Februar: Smilja Avramov, jugoslawische Rechtswissenschaftlerin(† 2018)
- 15. Februar: Maria Bergmann, deutsche Pianistin(† 2002)
- 16. Februar: Karl Hauptmannl, deutscher Lehrer(† 1993)
- 16. Februar: Patricia Marie Andrews, US-amerikanische Sängerin († 2013)
- 17. Februar: Paul Huber, Schweizer Komponist († 2001)
- 17. Februar: Leila Mourad, ägyptische Filmschauspielerin und Sängerin († 1995)
- 18. Februar: Michel Callens MAfr, französischer Ordensgeistlicher und römisch-katholischer Prälat von Tunis († 1990)
- 19. Februar: Walter Biemel, rumänisch-deutscher Philosoph († 2015)
- 19. Februar: Fay McKenzie, US-amerikanische Schauspielerin († 2019)
- 19. Februar: Edzo Toxopeus, niederländischer Jurist und Politiker († 2009)
- 20. Februar: Lukas Aurednik, österreichischer Fußballspieler († 1997)
- 20. Februar: Lorand Fenyves, US-amerikanischer Geiger und Musikpädagoge ungarisch-jüdischer Herkunft († 2004)
- 22. Februar: Sid Abel, kanadischer Eishockeyspieler und -trainer († 2000)
- 22. Februar: George Constantine, US-amerikanischer Automobilrennfahrer († 1968)
- 22. Februar: Robert Wadlow, größter Mensch in der Medizingeschichte († 1940)
- 23. Februar: Ernst Hildebrand, deutscher Komponist und Musiker († 1986)
- 25. Februar: Barney Ewell, US-amerikanischer Leichtathlet und Olympiasieger († 1996)
- 25. Februar: Bobby Riggs, US-amerikanischer Tennisspieler († 1995)
- 26. Februar: Otis R. Bowen, US-amerikanischer Politiker († 2013)
- 26. Februar: Theodore Sturgeon, US-amerikanischer Science-Fiction-Autor († 1985)
- 27. Februar: Harold Brownlow Martin, britischer Luftwaffenoffizier der Royal Air Force († 1988)
- 27. Februar: Werner Richter, deutscher Radrennfahrer († 2004)
- 28. Februar: Pepita Embil, spanische Zarzuelasängerin, Mutter von Plácido Domingo († 1994)

### März
- 01. März: Franz Becker, deutscher Fußballspieler († 1965)
- 01. März: Hermann Biechele, deutscher Politiker und MdB († 1999)
- 01. März: João Goulart, Präsident von Brasilien 1961 bis 1964 († 1976)
- 01. März: Marie-Louise Berneri, italienische Autorin und Anarchistin († 1949)
- 03. März: Arthur Kornberg, US-amerikanischer Biochemiker († 2007)
- 03. März: Fritz Thiedemann, deutscher Springreiter († 2000)
- 04. März: Kurt Dahlmann, deutscher Journalist († 2017)
- 04. März: Gaspard Deridder, belgischer Boxer († 1977)
- 04. März: Margaret Osborne duPont, US-amerikanische Tennisspielerin († 2012)
- 05. März: David Howard, kanadischer Segler († 2023)
- 05. März: Nakamura Shin’ichirō, japanischer Schriftsteller († 1997)
- 05. März: Milt Schmidt, kanadischer Eishockeyspieler († 2017)
- 05. März: James Tobin, US-amerikanischer Wirtschaftswissenschaftler († 2002)
- 06. März: Howard McGhee, US-amerikanischer Jazz-Trompeter († 1987)
- 06. März: Robert Stewart, US-amerikanischer Komponist († 1995)
- 07. März: Dario Ambrosini, italienischer Motorradrennfahrer († 1951)
- 07. März: Rolf Thiele, österreichischer Regisseur († 1994)
- 09. März: Dale Alderson, US-amerikanischer Baseballspieler († 1982)
- 09. März: George Lincoln Rockwell, US-amerikanischer Offizier und Gründer der American Nazi Party († 1967)
- 10. März: Günther Rall, deutscher Generalleutnant und Jagdflieger († 2009)
- 10. März: Adrian Warburton, britischer Pilot im Zweiten Weltkrieg († 1944)
- 12. März: Martino Aichner, italienischer Pilot und Anwalt († 1994)
- 12. März: Helmut Brennicke, deutscher Schauspieler, Regisseur, Hörspielsprecher, Schauspiellehrer und Autor († 2005)
- 12. März: Willy Fitz, deutscher Fußballspieler († 1993)
- 12. März: Elaine de Kooning, US-amerikanische Malerin († 1989)
- 13. März: George McAfee, US-amerikanischer American-Football-Spieler († 2009)
- 14. März: Vic Sears, US-amerikanischer American-Football-Spieler († 2006)
- 15. März: Carol Adams, US-amerikanische Tänzerin und Schauspielerin († 2012)
- 16. März: Frederick Reines, US-amerikanischer Physiker († 1998)
- 17. März: Herb Lubalin, US-amerikanischer Typograf und Grafiker († 1981)
- 18. März: Heinz Felfe, SS-Obersturmführer und sowjetischer Spion († 2008)
- 19. März: Fukunaga Takehiko, japanischer Schriftsteller und Übersetzer († 1979)
- 20. März: Marian McPartland, US-amerikanische Jazzmusikerin britischer Herkunft († 2013)
- 20. März: Ilse Petri, deutsche Schauspielerin († 2018)
- 20. März: Bernd Alois Zimmermann, deutscher Komponist († 1970)
- 21. März: Broadus Erle, US-amerikanischer Geiger und Musikpädagoge († 1977)
- 21. März: Patrick J. Lucey, US-amerikanischer Politiker († 2014)
- 22. März: Cheddi Jagan, Politiker aus Guyana († 1997)
- 22. März: Gotfrid Köchert, österreichischer Automobilrennfahrer († 1986)
- 22. März: Tauno Pylkkänen, finnischer Komponist († 1980)
- 23. März: Émile Derlin Henri Zinsou, Präsident von Benin (1968/69) († 2016)
- 24. März: Gerd Martienzen, deutscher Schauspieler und Synchronsprecher († 1988)
- 25. März: Horst Sannemüller, deutscher Violinist und Konzertmeister († 2001)
- 26. März: William C. Marland, US-amerikanischer Politiker († 1965)
- 28. März: José Faraoni, argentinischer Automobilrennfahrer († 1994)
- 28. März: Maurice Edmond Müller, Schweizer Chirurg († 2009)
- 31. März: Ted Post, US-amerikanischer Regisseur († 2013)
- 31. März: Jean-Jacques Siegrist, Schweizer Historiker († 1992)

### April
- 03. April: Mary Anderson, US-amerikanische Schauspielerin († 2014)
- 03. April: Louis Applebaum, kanadischer Komponist († 2000)
- 03. April: Sixten Ehrling, schwedischer Dirigent († 2005)
- 04. April: Joseph Ashbrook, US-amerikanischer Astronom († 1980)
- 04. April: Abbie Neal, US-amerikanische Country-Musikerin († 2004)
- 04. April: Walter Rüegg, Schweizer Soziologe († 2015)
- 06. April: Big Walter Horton, US-amerikanischer Blues-Musiker († 1981)
- 06. April: Hans Hürlimann, Schweizer Politiker († 1994)
- 06. April: Oskar Kusch, deutscher U-Boot-Kommandant im Zweiten Weltkrieg († 1944)
- 07. April: Bobby Doerr, US-amerikanischer Baseballspieler († 2017)
- 07. April: Elila Mena, dominikanische Pianistin und Musikpädagogin († 1970)
- 08. April: Betty Ford, ehemalige First Lady der Vereinigten Staaten von Amerika († 2011)
- 08. April: Heidemarie Hatheyer, österreichische Schauspielerin, Sängerin und Kabarettistin († 1990)
- 08. April: Arrigo Wittler, deutscher Maler († 2004)
- 09. April: Jørn Utzon, dänischer Architekt († 2008)
- 11. April: Guy Gale, britischer Automobilrennfahrer († 1992)
- 12. April: Gustav Lübbe, deutscher Verleger († 1995)
- 16. April: Juozas Kazickas, litauischer Unternehmer, Unternehmensberater, Milliardär, Philanthrop und Mäzen († 2014)
- 16. April: Vladimír Pachman, tschechischer Großmeister für Schachkomposition († 1984)

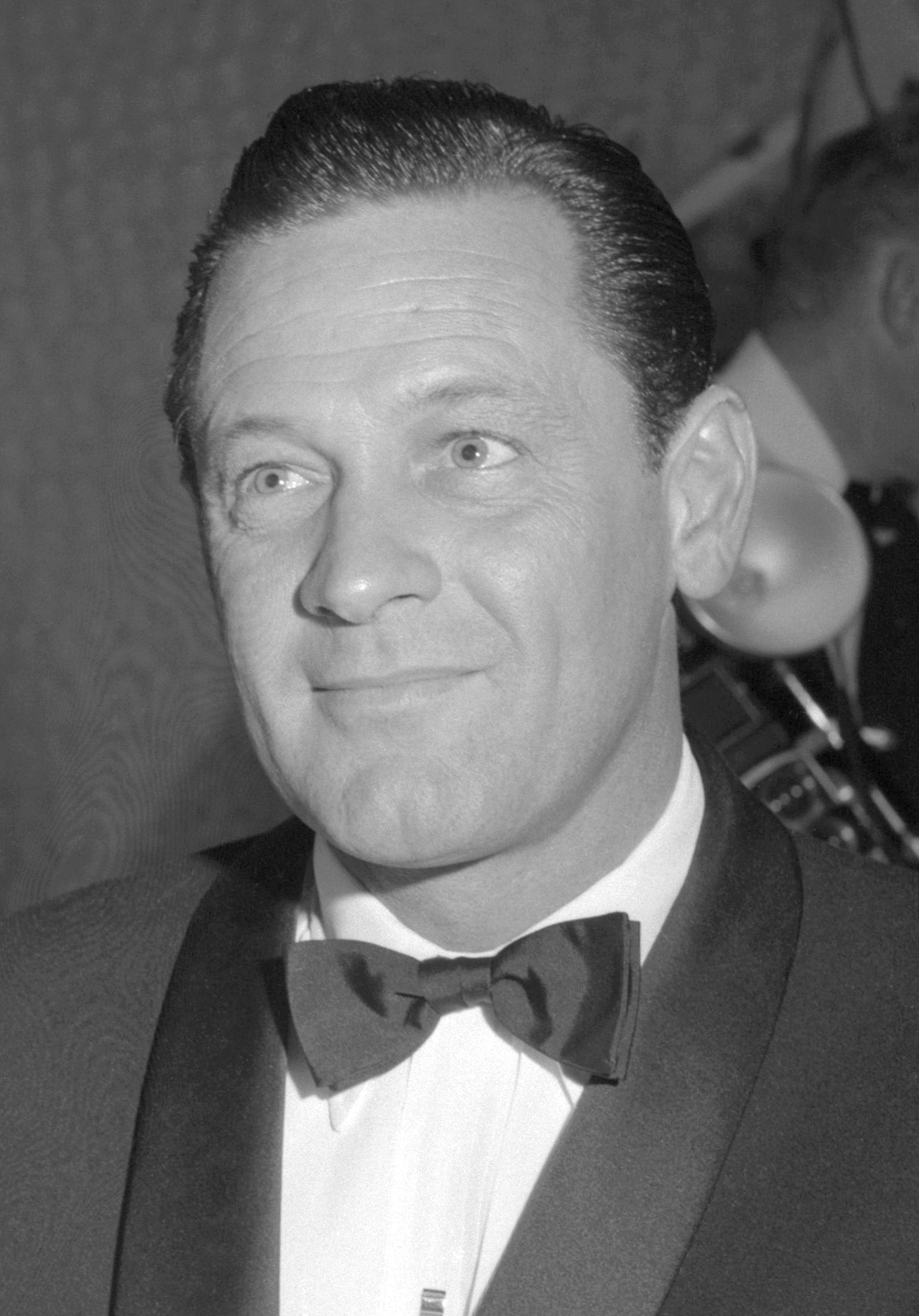
William Holden, 1955

- 17. April: William Holden, US-amerikanischer Filmschauspieler († 1981)
- 17. April: Carol Rama, italienische Malerin († 2015)
- 18. April: Morris Engel, US-amerikanischer Photograph, Kameramann, Drehbuchautor und Regisseur († 2005)
- 19. April: Lygia Fagundes Telles, brasilianische Schriftstellerin († 2022)
- 20. April: Lucian Pulvermacher, Gegenpapst und Oberhaupt der True Catholic Church († 2009)
- 20. April: Kai Manne Siegbahn, schwedischer Physiker († 2007)
- 21. April: Jack Brewer, US-amerikanischer Baseballspieler († 2003)
- 22. April: Solomon Aaron Berson, US-amerikanischer Mediziner († 1972)
- 23. April: Margaret Avison, kanadische Dichterin, Bibliothekarin und Sozialarbeiterin († 2007)
- 23. April: Maurice Druon, französischer Schriftsteller und Politiker († 2009)
- 23. April: Vytautas Kasiulis, litauischer Maler und Kunsthändler († 1995)
- 23. April: Otto Schubert, deutscher Offizier und Tribologe († 1978)
- 24. April: Elisabeth Mann Borgese, deutsch-kanadische Meeresrechtlerin und Ökologin († 2002)
- 25. April: Muhammed Said Abdulla, tansanischer Schriftsteller († 1991)
- 25. April: Alain Savary, französischer Bildungspolitiker und Résistant († 1988)
- 25. April: Gerard Henri de Vaucouleurs, französisch-amerikanischer Astronom († 1995)
- 26. April: Fanny Blankers-Koen, niederländische Leichtathletin und Olympiasiegerin († 2004)
- 27. April: Francisco María Aguilera González, mexikanischer Theologe und Weihbischof († 2010)
- 28. April: Anja Lundholm, deutsche Schriftstellerin († 2007)
- 28. April: Karl-Eduard von Schnitzler, deutscher Journalist und Fernsehmoderator († 2001)
- 30. April: Don McNeill, US-amerikanischer Tennisspieler († 1996)

### Mai
- 01. Mai: Jack Paar, US-amerikanischer Moderator († 2004)
- 04. Mai: Tanaka Kakuei, 64. und 65. Premierminister Japans († 1993)
- 05. Mai: Dino 7 Cordas, brasilianischer Gitarrist († 2006)
- 05. Mai: Marie Smith Jones, letzte Sprecherin der Eyak-Sprache († 2008)
- 06. Mai: Godfrey Ridout, kanadischer Komponist und Musikpädagoge († 1984)
- 07. Mai: Kurt Anclam, deutscher Politiker
- 07. Mai: Argeliers León, kubanischer Musikwissenschaftler und -pädagoge, Folklorist und Komponist († 1991)
- 09. Mai: Günter Ammon, deutscher Psychoanalytiker († 1995)
- 09. Mai: Orville Freeman, US-amerikanischer Politiker († 2003)
- 09. Mai: Mike Wallace, US-amerikanischer Journalist († 2012)
- 10. Mai: T. Berry Brazelton, US-amerikanischer Pädiater († 2018)
- 10. Mai: Peter Poreku Kardinal Dery, ghanaischer Erzbischof († 2008)

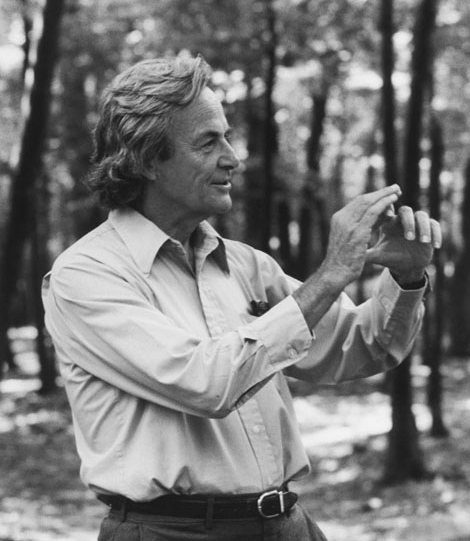
Richard Feynman, 1984

- 11. Mai: Richard Feynman, US-amerikanischer Physiker und Nobelpreisträger 1965 († 1988)
- 11. Mai: Eugen Seibold, deutscher Meeresgeologe († 2013)
- 12. Mai: Alfred Bickel, Schweizer Fußballspieler und -trainer († 1999)
- 15. Mai: Richard Edward Arnold, US-amerikanischer Country- und Pop-Sänger († 2008)
- 15. Mai: John Siegal, US-amerikanischer American-Football-Spieler († 2015)
- 15. Mai: Joseph Wiseman, kanadischer Schauspieler († 2009)
- 16. Mai: George Leonard Wallace, australischer Schauspieler und Komiker († 1968)

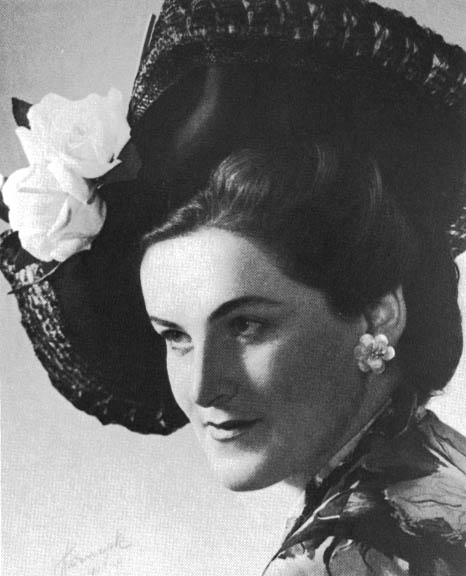
Birgit Nilsson, 1948

- 17. Mai: Birgit Nilsson, schwedische Opernsängerin († 2005)
- 18. Mai: Juanito Arteta, venezolanischer Trompeter und Arrangeur († 2008)
- 18. Mai: Rafael Colón, dominikanischer Sänger und Komponist († 1991)
- 18. Mai: Tom Bolack, US-amerikanischer Politiker († 1998)
- 19. Mai: Clara Auteri Pepe, italienische Schauspielerin († 2018)
- 19. Mai: Johnny Hicks, US-amerikanischer Country-Musiker und Moderator († 1997)
- 19. Mai: Abraham Pais, niederländischer Physiker († 2000)
- 20. Mai: Edward B. Lewis, US-amerikanischer Forscher († 2004)
- 23. Mai: Boogaloo Ames, US-amerikanischer Jazz-, Blues- und Boogie-Woogiepianist († 2002)
- 24. Mai: Peter J. Brennan, US-amerikanischer Gewerkschaftsfunktionär und Politiker († 1996)
- 24. Mai: Katharina Szelinski-Singer, deutsche Bildhauerin († 2010)
- 25. Mai: Claude Marion Akins, US-amerikanischer Schauspieler († 1994)
- 27. Mai: Nakasone Yasuhiro, japanischer Politiker († 2019)
- 28. Mai: Marie-Luise Jahn, Mitglied der Weißen Rose († 2010)
- 28. Mai: John McKeithen, US-amerikanischer Politiker († 1999)
- 29. Mai: Aksel Bonde, dänischer Ruderer († 1996)
- 29. Mai: Lazy Bill Lucas, US-amerikanischer Bluesmusiker († 1982)
- 31. Mai: Ricardo Echeverría, chilenischer Springreiter († 1988)
- 31. Mai: Alf Marholm, deutscher Schauspieler und Sprecher († 2006)

### Juni
- 01. Juni: Juan Alfredo Arzube Jaramillo, Weihbischof in Los Angeles († 2007)
- 01. Juni: Gavin Astor, britischer Adliger und Verleger († 1984)
- 01. Juni: Thomas Hicks, US-amerikanischer Bobfahrer († 1992)
- 01. Juni: Hans Merkle, deutscher Fußballtrainer († 1993)
- 01. Juni: Herbert A. Strauss, deutsch-US-amerikanischer Historiker († 2005)
- 02. Juni: Ruth Atkinson, kanadische Comicautorin und Comiczeichnerin († 1997)
- 03. Juni: Robert Swink, US-amerikanischer Filmeditor († 2000)
- 04. Juni: Marcelo Koc, argentinischer Komponist († 2006)
- 04. Juni: Jan van Dijk, niederländischer Komponist und Pianist († 2016)
- 05. Juni: Theodore Wilbur Anderson, US-amerikanischer Mathematiker († 2016)
- 05. Juni: Branimir Sakač, kroatischer Komponist († 1979)
- 06. Juni: Martin Esslin, britischer Theaterwissenschaftler († 2002)
- 06. Juni: Mariana Sansón Argüello, nicaraguanische Lyrikerin und Malerin († 2002)
- 08. Juni: Åke Gustav Andersson, schwedischer Eishockeyspieler († 1982)
- 08. Juni: Gunther Philipp, österreichischer Schauspieler († 2003)
- 08. Juni: Robert Preston, US-amerikanischer Schauspieler († 1987)
- 09. Juni: John Hospers, emeritierter US-amerikanischer Professor der Philosophie († 2011)
- 10. Juni: Barry Morse, britischer Schauspieler († 2008)
- 10. Juni: Patachou, französische Sängerin und Schauspielerin († 2015)
- 11. Juni: Ruth Hughes Aarons, US-amerikanische Tischtennisspielerin († 1980)
- 11. Juni: Marianne Laqueur, deutsche Informatikerin († 2006)
- 12. Juni: Samuel Z. Arkoff, US-amerikanischer Filmproduzent und Regisseur († 2001)
- 13. Juni: Helmut Lent, Flieger der deutschen Luftwaffe im Zweiten Weltkrieg († 1944)
- 15. Juni: François Tombalbaye, tschadischer Präsident († 1975)
- 15. Juni: Grete Winkels, auch Margarete Debus, deutsche Leichtathletin († 2017)
- 16. Juni: Fred Ihrt, deutscher Pressefotograf († 2005)
- 16. Juni: Josefa Kröger, deutsche Kanutin († 2011)
- 17. Juni: Ajahn Chah, buddhistischer Mönch († 1992)
- 17. Juni: Harry F. Bisel, US-amerikanischer Onkologe († 1994)
- 18. Juni: Pearl Chertok, US-amerikanische Harfenistin, Musikpädagogin und Komponistin († 1981)
- 18. Juni: Jerome Karle, US-amerikanischer Physikochemiker († 2013)
- 18. Juni: Franco Modigliani, italienischer Wirtschaftswissenschaftler und Nobelpreisträger († 2003)
- 19. Juni: Morris B. Abram, US-amerikanischer Jurist († 2000)
- 21. Juni: Tibor Szele, ungarischer Mathematiker und Hochschullehrer († 1955)
- 22. Juni: Cicely Saunders, englische Ärztin († 2005)
- 22. Juni: Hans Schaffert, Schweizer evangelischer Geistlicher († 2003)
- 23. Juni: Josef Friedrich Remberg, deutscher General († 1991)
- 24. Juni: Hans-Günther Assel, deutscher Politikwissenschaftler († 2002)
- 26. Juni: Ingeborg Weber-Kellermann, deutsche Volkskundlerin († 1993)
- 27. Juni: Christina Schultheiß, deutsche Bauingenieurin und Präsidentin der Thüringer Landessynode († 2016)
- 28. Juni: Friedrich Falch, österreichischer Politiker († 2002)
- 29. Juni: Christof Frommelt, liechtensteinischer Skilangläufer († 1987)
- 29. Juni: Ernst Leisi, Schweizer Anglistikprofessor und Autor († 2001)
- 29. Juni: Richard Edmund Lyng, US-amerikanischer Politiker († 2003)

### Juli
- 03. Juli: Ernest Vandiver, US-amerikanischer Politiker († 2005)
- 04. Juli: Alec Bedser, englischer Cricketspieler († 2010)
- 04. Juli: Paul Frank, deutscher Diplomat († 2011)
- 04. Juli: Charlotte Fritz, österreichische „Gerechte unter den Völkern“ († 2003)
- 04. Juli: Taufaʻahau Tupou IV., König von Tonga († 2006)
- 05. Juli: George Rochberg, US-amerikanischer Komponist († 2005)
- 07. Juli: Werner Peters, deutscher Theater-, Film- und Fernsehschauspieler († 1971)
- 08. Juli: Irwin Hasen, US-amerikanischer Comiczeichner († 2015)
- 09. Juli: John Heath-Stubbs, britischer Dichter und Übersetzer († 2006)
- 09. Juli: Nile Kinnick, US-amerikanischer American-Football-Spieler († 1943)
- 09. Juli: Hiroshi Ohguri, japanischer Komponist und Hornist († 1982)
- 10. Juli: James Aldridge, australischer Schriftsteller († 2015)
- 10. Juli: Johannes Oppenheimer, Vizepräsident des Bundesverwaltungsgerichtes († 2007)
- 10. Juli: Fred Wacker, US-amerikanischer Automobilrennfahrer († 1998)
- 11. Juli: Chucho Rodríguez, mexikanischer Komponist, Arrangeur, Pianist und Orchesterleiter († 1991)
- 13. Juli: Alberto Ascari, italienischer Automobilrennfahrer († 1955)
- 13. Juli: Marcia Brown, US-amerikanische Kinderbuchautorin und -Illustratorin († 2015)

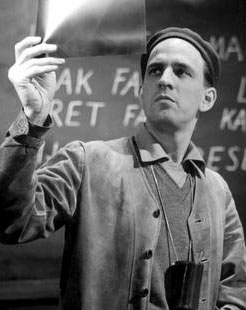
Ingmar Bergman

- 14. Juli: Ingmar Bergman, schwedischer Regisseur († 2007)
- 14. Juli: Jay W. Forrester, US-amerikanischer Informatiker († 2016)
- 15. Juli: Bertram Brockhouse, kanadischer Physiker († 2003)
- 17. Juli: Hotta Yoshie, japanischer Schriftsteller († 1998)
- 17. Juli: Carlos Arana Osorio, guatemaltekischer Politiker († 2003)
- 17. Juli: Gerhard Reischl, deutscher Politiker († 1998)
- 18. Juli: Oscar Paulino Arredondo de la Mata, kubanischer Paläontologe († 2001)
- 18. Juli: James Duesenberry, US-amerikanischer Ökonom († 2009)

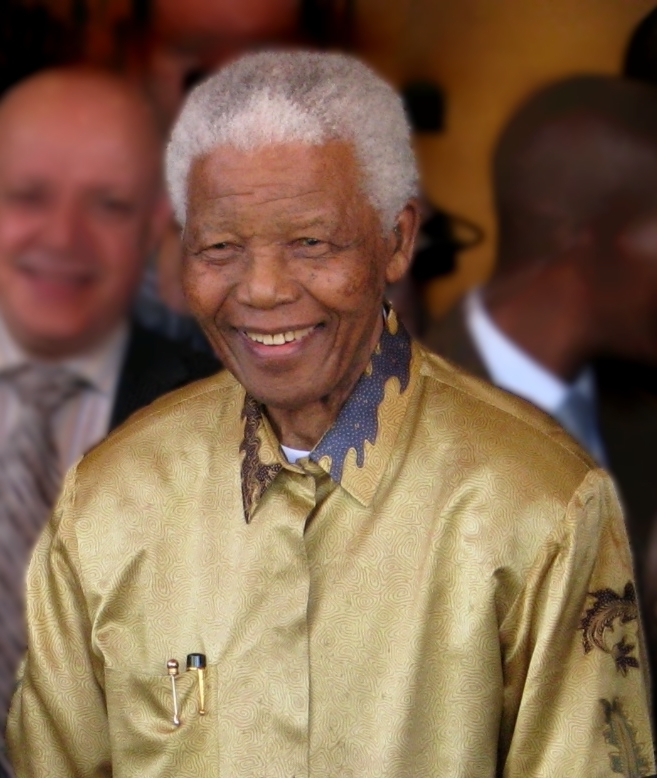
Nelson Mandela, 2008

- 18. Juli: Nelson Mandela, südafrikanischer Anti-Apartheid-Kämpfer, Politiker und Staatspräsident (1994–1999) († 2013)
- 20. Juli: Liselotte Funcke, deutsche Politikerin († 2012)
- 20. Juli: Fiona Gore, Countess of Arran, schottische Rennbootfahrerin († 2013)
- 20. Juli: Olga Ramos, spanische Chansonsängerin († 2005)
- 22. Juli: Howard Crossett, US-amerikanischer Bobfahrer († 1968)
- 23. Juli: Ann Ayars, US-amerikanische Schauspielerin und Opernsängerin (Sopran) († 1995)
- 24. Juli: Ruggiero Ricci, US-amerikanischer Violinist († 2012)
- 25. Juli: Annemarie Cordes, deutsche Schauspielerin († 1998)
- 25. Juli: Joseph Rovan, französischer Historiker deutscher Herkunft († 2004)
- 26. Juli: Marjorie Lord, US-amerikanische Schauspielerin († 2015)
- 27. Juli: Leonard Rose, US-amerikanischer Cellist († 1984)
- 28. Juli: Albert George Wilson, US-amerikanischer Astronom († 2012)
- 29. Juli: Don Ingalls, US-amerikanischer Drehbuchautor und Fernsehproduzent († 2014)
- 31. Juli: Paul Delos Boyer, US-amerikanischer Biochemiker († 2018)
- 31. Juli: Nils Nobach, deutscher Schlagerkomponist und -produzent († 1985)
- 31. Juli: Hank Jones, US-amerikanischer Jazzpianist († 2010)

### August
- 01. August: Artur Brauner, polnischstämmiger Filmproduzent († 2019) Artur Brauner, 1971

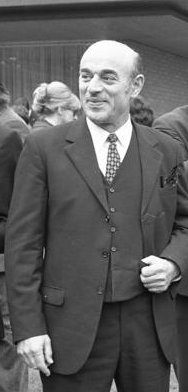
Artur Brauner, 1971

- 04. August: Hans Abich, deutscher Filmproduzent und Rundfunkpublizist († 2003)
- 04. August: Claus Holm, deutscher Schauspieler († 1996)
- 05. August: Tom Drake, US-amerikanischer Schauspieler († 1982)
- 06. August: Jacqueline Laurent, französische Schauspielerin († 2009)
- 07. August: Jane Adams, US-amerikanische Schauspielerin († 2014)
- 08. August: Ruth Glowa-Burkhardt, deutsche Sopranistin († 1971)
- 09. August: Robert Aldrich, US-amerikanischer Regisseur († 1983)
- 10. August: Arnett Cobb, US-amerikanischer Jazz-Saxophonist († 1989)
- 10. August: Philipp Rohr, deutscher Fußballspieler und -trainer († 2007)
- 11. August: Karl Heinz Jacoby, Weihbischof von Trier († 2005)
- 13. August: Frederick Sanger, britischer Biochemiker († 2013)
- 15. August: Anton Freiherr von Aretin, deutscher Politiker († 1981)
- 15. August: Raymond Gallois-Montbrun, französischer Violinist und Komponist († 1994)
- 15. August: Fay Honey Knopp, US-amerikanische Quäkerin, Abolitionistin, Feministin und Aktivistin († 1995)
- 15. August: Ernst Rudolph, deutscher Karambolagespieler († 1986) Ernst Rudolph

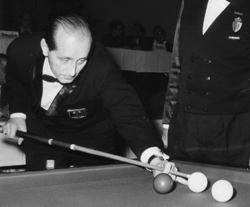
Ernst Rudolph

- 16. August: Jan van Beekum, niederländischer Komponist und Dirigent († 2001)
- 16. August: Richard Eberle, deutscher bildender Künstler und Kunstpädagoge († 2001)
- 17. August: Evelyn Ankers, britische Schauspielerin († 1985)
- 18. August: Antoine Joubeir, libanesischer Erzbischof († 1994)
- 19. August: Hans Pfohe, Gründer der Lucia Strickwarenfabrik († 2004)
- 19. August: Jimmy Rowles, US-amerikanischer Jazzpianist († 1996)
- 19. August: Shankar Dayal Sharma, indischer Politiker und Staatspräsident († 1999)
- 20. August: Luise Herklotz, deutsche Politikerin († 2009)
- 21. August: Jacques Monod, französischer Schauspieler († 1985)
- 22. August: Martin Pope, US-amerikanischer Chemiker († 2022)
- 23. August: Gustav Kaufmann, Liechtensteiner Sportschütze († 2015)
- 24. August: Avery Kardinal Dulles, US-amerikanischer Theologe († 2008)
- 25. August: Leonard Bernstein, US-amerikanischer Komponist und Dirigent († 1990) Leonard Bernstein, 1971

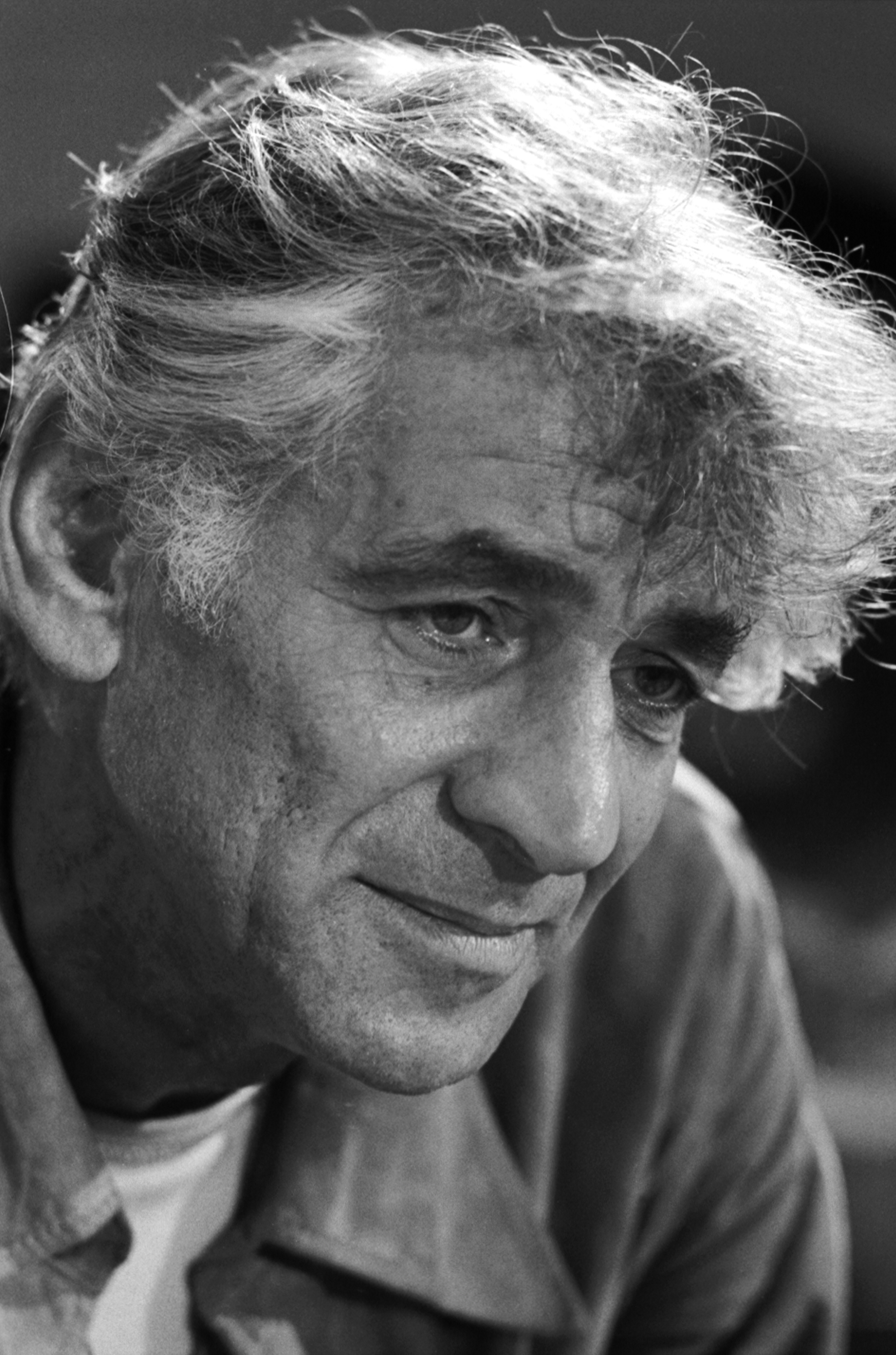
Leonard Bernstein, 1971

- 26. August: Ulrich Beiger, deutscher Schauspieler und Regisseur († 1996)
- 26. August: Paul Bouman, US-amerikanischer Kirchenmusiker und Komponist († 2019)
- 26. August: Katherine Johnson, US-amerikanische Mathematikerin († 2020)
- 27. August: Anneliese Uhlig, deutsch-amerikanische Schauspielerin († 2017)
- 28. August: Alejandro Agustín Lanusse Gelly, argentinischer Militär und Politiker († 1996)
- 31. August: Bill Homeier, US-amerikanischer Automobilrennfahrer († 2001)
- 31. August: Alan Jay Lerner, US-amerikanischer Autor und Liedtexter († 1986)

### September
- 01. September: James D. Martin, US-amerikanischer Politiker († 2017)
- 02. September: Georg Braun, deutscher Motorradrennfahrer († 1995)
- 02. September: Allen Drury, US-amerikanischer Journalist und Schriftsteller († 1998)
- 03. September: Susi Nicoletti, deutsch-österreichische Kammerschauspielerin († 2005)
- 04. September: James Butler Hare, US-amerikanischer Politiker († 1966)
- 04. September: Gerald Wilson, US-amerikanischer Jazzmusiker († 2014)
- 06. September: Karl-Heinz Wachsmuth, deutscher Brigadegeneral des Heeres der Bundeswehr († 1998)
- 07. September: Jorge E. Illueca Sibauste, Politiker, Diplomat, 38. Staatspräsident von Panama († 2012)
- 08. September: Josef Scheungraber, deutscher Offizier der Wehrmacht († 2015)
- 08. September: Manuel Valerio, dominikanischer Lyriker († 1978)
- 09. September: Oscar Luigi Scalfaro, italienischer Politiker († 2012)
- 11. September: Peter Palitzsch, deutscher Theaterregisseur († 2004)
- 13. September: Dick Haymes, Sänger argentinischer Herkunft († 1980)
- 13. September: Rosemary Kennedy, Angehörige des Kennedy-Clans († 2005)
- 14. September: Georges Berger, belgischer Automobilrennfahrer († 1967)
- 14. September: Malcolm Yelvington, US-amerikanischer Country- und Rockabilly-Musiker († 2001)
- 16. September: Władysław Kędra, polnischer Pianist und Musikpädagoge († 1968)
- 17. September: Chaim Herzog, Präsident von Israel († 1997)
- 18. September: Carl-Gustav Esseen, schwedischer Mathematiker († 2001)
- 18. September: Johnny Mantz, US-amerikanischer Automobilrennfahrer († 1972)
- 18. September: Wiktor Wassiljewitsch Talalichin, sowjetischer Pilot († 1941)
- 20. September: Herbert Wehnelt, deutscher Generalleutnant der Luftwaffe († 2007)
- 21. September: Juan José Arreola, mexikanischer Schriftsteller († 2001)
- 22. September: Hans Scholl, deutscher Widerstandskämpfer im Dritten Reich († 1943)
- 23. September: Karl Fischer, österreichischer trotzkistischer Politiker und Widerstandskämpfer († 1963)
- 23. September: Theodor Hopf, deutscher Brigadegeneral († 2008)
- 23. September: Salvatore Kardinal Pappalardo, Erzbischof von Palermo († 2006)
- 24. September: Emilio Q. Daddario, US-amerikanischer Politiker († 2010)
- 26. September: Ilse Maria Aschner, österreichische Journalistin († 2012)
- 26. September: Harold Gramatges, kubanischer Komponist († 2008)
- 27. September: Martin Ryle, britischer Radioastronom († 1984)
- 28. September: Willy Ritschard, Schweizer Politiker († 1983)
- 29. September: Harold L. Walters, US-amerikanischer Komponist († 1984)
- 30. September: Giovanni Kardinal Canestri, Erzbischof von Genua († 2015)
- 30. September: Aldo Parisot, US-amerikanischer Cellist und Musikpädagoge († 2018)

### Oktober
- 04. Oktober: Berti Capellmann, deutsche Tischtennisspielerin († 2012)
- 04. Oktober: Giovanni Kardinal Cheli, italienischer Kurienkardinal († 2013)
- 04. Oktober: Kenichi Fukui, japanischer Chemiker († 1998)
- 06. Oktober: Max de Terra, Schweizer Automobilrennfahrer († 1982)
- 07. Oktober: Mimmo Rotella, italienischer Künstler († 2006)
- 08. Oktober: Karin Andersson, schwedische Politikerin († 2012)
- 08. Oktober: Kurt Redel, deutscher Dirigent († 2013)
- 08. Oktober: Jens Christian Skou, dänischer Biophysiker und Mediziner († 2018)
- 09. Oktober: E. Howard Hunt, US-amerikanischer Geheimdienstmitarbeiter (CIA) († 2007)
- 09. Oktober: Liselotte von Rantzau-Essberger, deutsche Reederin († 1993)
- 09. Oktober: Bebo Valdés, kubanischer Jazz-Musiker († 2013)
- 10. Oktober: Jigal Allon, israelischer Politiker der Arbeitspartei († 1980)

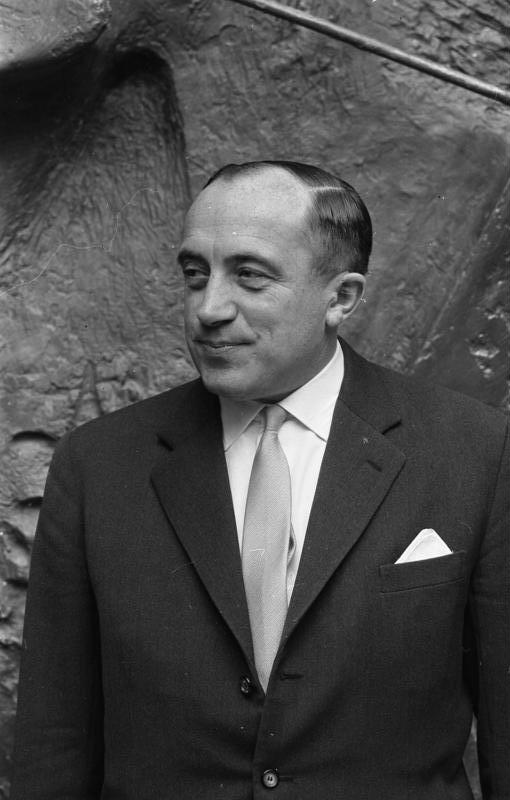
Werner Dollinger, 1963

- 10. Oktober: Werner Dollinger, deutscher Politiker († 2008)
- 10. Oktober: Erich Schwertner, deutscher Politiker († 1965)
- 12. Oktober: Frank Armi, US-amerikanischer Automobilrennfahrer († 1992)
- 12. Oktober: Sid Avery, US-amerikanischer Fotograf († 2002)
- 13. Oktober: Colin Pittendrigh, US-amerikanischer Biologe und Mitbegründer der Chronobiologie († 1996)
- 13. Oktober: Robert Walker, US-amerikanischer Schauspieler († 1951)
- 14. Oktober: Thelma Coyne Long, australische Tennisspielerin († 2015)
- 15. Oktober: Roger Crovetto, französischer Automobilrennfahrer († 1981)
- 15. Oktober: Joe Vetrano, US-amerikanischer American-Football-Spieler († 1995)
- 16. Oktober: Tony Rolt, britischer Automobilrennfahrer († 2008)
- 16. Oktober: Louis Althusser, französischer Philosoph († 1990)
- 16. Oktober: Henri Vernes, belgischer Schriftsteller und Comicautor († 2021)

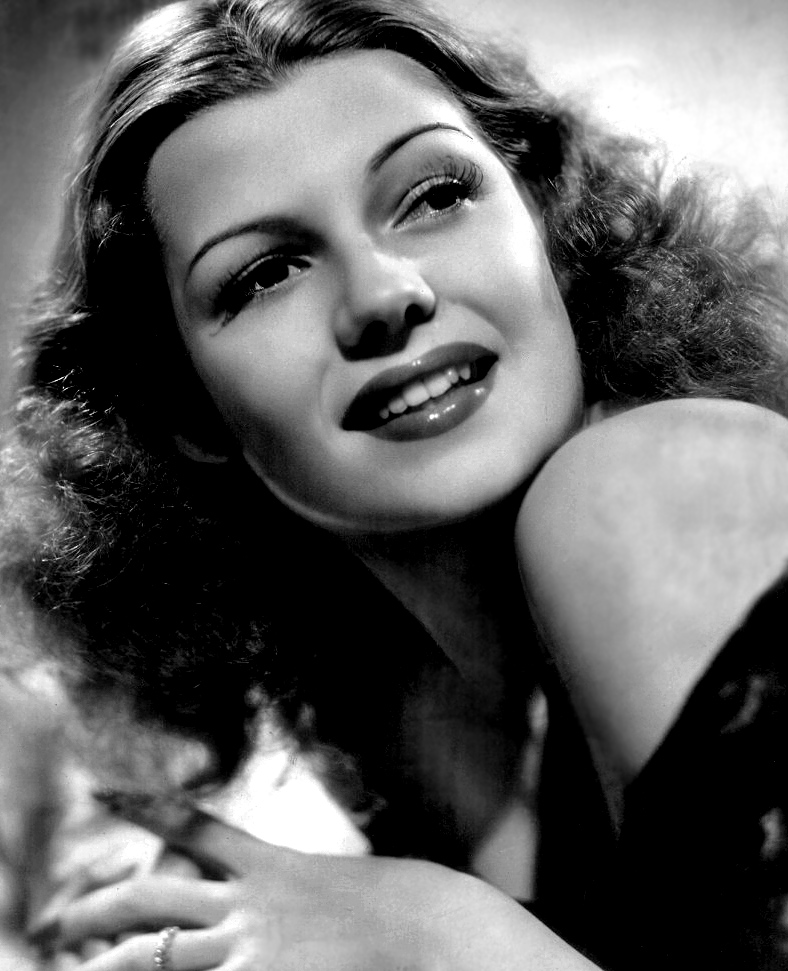
Rita Hayworth, 1940

- 17. Oktober: Rita Hayworth, US-amerikanische Schauspielerin († 1987)
- 20. Oktober: Roy Ash, US-amerikanischer Wirtschaftsmanager, Unternehmer und Regierungsbeamter, († 2011)
- 20. Oktober: Robert H. Lochner, US-amerikanischer Journalist und Übersetzer († 2003)
- 20. Oktober: Werner Maihofer, deutscher Jurist und Politiker († 2009)
- 21. Oktober: Hulett C. Smith, US-amerikanischer Politiker († 2012)
- 22. Oktober: Antonio Bevilacqua, italienischer Radrennfahrer († 1972)
- 22. Oktober: L. G. McKinley, US-amerikanischer Blues-Gitarrist († 1970)
- 22. Oktober: René de Obaldia, französischer Schriftsteller und Dramatiker († 2022)
- 22. Oktober: Paul Edwin Roth, deutscher Schauspieler († 1985)
- 24. Oktober: Bobby Gimby, kanadischer Bandleader, Trompeter und Songwriter († 1998)
- 25. Oktober: David Paul Ausubel, US-amerikanischer Pädagoge, Lerntheoretiker und Hochschullehrer († 2008)
- 25. Oktober: Chubby Jackson, US-amerikanischer Jazzbassist († 2003)
- 26. Oktober: Eric Ericson, schwedischer Chorleiter und Dirigent († 2013)
- 27. Oktober: Gordon Delamont, kanadischer Komponist, Trompeter und Musikpädagoge († 1981)
- 27. Oktober: Edgar Herschler, US-amerikanischer Politiker († 1990)
- 27. Oktober: Teresa Wright, US-amerikanische Schauspielerin († 2005)
- 28. Oktober: Carroll Glenn, US-amerikanische Violinistin († 1983)
- 28. Oktober: Christian Fahrenholz, deutscher Politiker († 1986)
- 29. Oktober: Baby Peggy, US-amerikanische Filmschauspielerin († 2020)
- 31. Oktober: Albert Hetterle, deutscher Schauspieler, Regisseur und Theaterleiter († 2006)

### November
- 01. November: Barry S. Brook, US-amerikanischer Musikwissenschaftler und Hochschullehrer († 1997)
- 01. November: Ken Miles, britischer Automobilrennfahrer († 1966)
- 02. November: Werner Behrend, deutscher Politiker (DDR) († 1987)
- 03. November: Raimon Panikkar, spanischer Philosoph und Theologe († 2010)
- 04. November: Art Carney, US-amerikanischer Filmkomiker und Schauspieler († 2003)
- 05. November: Gisela Arendt, deutsche Schwimmerin († 1969)
- 07. November: Paul Aussaresses, französischer General († 2013)
- 07. November: Billy Graham, US-amerikanischer Baptistenpastor und Evangelist († 2018)
- 08. November: Hermann Zapf, deutscher Typograf, Kalligraf, Autor und Lehrer († 2015)
- 09. November: Spiro Agnew, US-amerikanischer Politiker, Vizepräsident unter Richard Nixon († 1996)
- 09. November: Choi Hong Hi, südkoreanischer General und Entwickler der Kampfsportart Taekwondo († 2002)
- 10. November: Ernst Otto Fischer, deutscher Chemiker († 2007)
- 11. November: Jürg Baur, deutscher Komponist († 2010)
- 13. November: Janine Andrade, französische Geigerin († 1997)
- 13. November: Karl Werner Aspenström, schwedischer Lyriker und Essayist († 1997)
- 14. November: John Bromwich, australischer Tennisspieler († 1999)
- 15. November: Kurt Kohl, Psychologe († 2002)
- 15. November: Adolfo Pedernera, argentinischer Fußballspieler und -trainer († 1995)
- 16. November: Joe Appiah, ghanaischer Juristen, Diplomaten und Politiker († 1990)
- 18. November: Rudolph Schulze, Minister für Post- und Fernmeldewesen der DDR († 1996)
- 19. November: Dutch Elston, US-amerikanischer American-Football-Spieler († 1989)
- 19. November: Hendrik Christoffel van de Hulst, niederländischer Astrophysiker († 2000)
- 20. November: Juku Pent, deutscher Skilangläufer († 1991)
- 20. November: Dora Ratjen, deutscher Leichtathlet († 2008)
- 21. November: Claire Austin, US-amerikanische Blues- und Jazzsängerin († 1994)
- 21. November: Dieter Mauritz, deutscher Tischtennisspieler († 1988)
- 25. November: Giuseppe Grezar, italienischer Fußballspieler († 1949)
- 25. November: Kurt Wafner, deutscher Lektor, Autor, Antimilitarist († 2007)
- 26. November: Patricio Aylwin, chilenischer Politiker († 2016)
- 26. November: Leopold Kozłowski-Kleinman, polnischer Pianist, Komponist und Dirigent († 2019)
- 26. November: Huber Matos, kubanischer Guerillaführer († 2014)
- 27. November: Paul Eggenberg, Schweizer Lehrer, Manager und Mundart-Schriftsteller († 2004)
- 27. November: Gerhard Ribbeheger, deutscher Politiker († 2007)
- 28. November: Doris Shadbolt, kanadische Kunsthistorikerin († 2003)
- 29. November: Friedrich Adrario, österreichischer Offizier der Wehrmacht und des österreichischen Bundesheeres († 2011)
- 29. November: Otto Glück, österreichischer Mediziner und Politiker († 2003)
- 29. November: Madeleine L’Engle, US-amerikanische Schriftstellerin († 2007)
- 30. November: Efrem Zimbalist, Jr., US-amerikanischer Schauspieler († 2014)

### Dezember
- 03. Dezember: Hans Paul Bahrdt, deutscher Soziologe († 1994)
- 03. Dezember: Lester Koenig, US-amerikanischer Musikproduzent († 1977)
- 05. Dezember: Waldemar Grzimek, deutscher Bildhauer († 1984)
- 07. Dezember: Randy Atcher, US-amerikanischer Country-Sänger und -Musiker († 2002)
- 07. Dezember: Max Merkel, österreichischer Fußballspieler und Trainer († 2006)
- 08. Dezember: Fritz Steinmeyer, deutscher Orgelbauer († 2008)
- 09. Dezember: Hanns-Heinz Bielefeld, deutscher Politiker († 2018)
- 09. Dezember: Joyce Redman, irische Schauspielerin († 2012)
- 09. Dezember: Max H. Rehbein, deutscher Dokumentarfilmer und Fernsehjournalist († 2015)
- 10. Dezember: Anatoli Wladimirowitsch Tarassow, sowjetischer Eishockeyspieler und -trainer († 1995)
- 11. Dezember: Remigius Bäumer, deutscher katholischer Theologe († 1998)
- 11. Dezember: Alexander Solschenizyn, russischer Schriftsteller, Nobelpreisträger († 2008)
- 12. Dezember: Harry Igor Ansoff, US-amerikanischer Mathematiker und Wirtschaftswissenschaftler († 2002)
- 13. Dezember: Liviu Comes, rumänischer Komponist († 2004)
- 13. Dezember: Inge Donnepp, deutsche Politikerin († 2002)
- 13. Dezember: Bill Vukovich, US-amerikanischer Automobilrennfahrer († 1955)
- 14. Dezember: B. K. S. Iyengar, indischer Yoga-Lehrer († 2014)
- 15. Dezember: Jeff Chandler, US-amerikanischer Filmschauspieler († 1961)
- 16. Dezember: Pierre Delanoë, französischer Chansontexter († 2006)
- 16. Dezember: George Doughty, britischer Komponist
- 19. Dezember: Professor Longhair, US-amerikanischer Sänger und Pianist († 1980)
- 20. Dezember: Achiel Buysse, belgischer Radrennfahrer († 1984)
- 20. Dezember: Rudolf Ducke, deutscher Unternehmer († 2012)

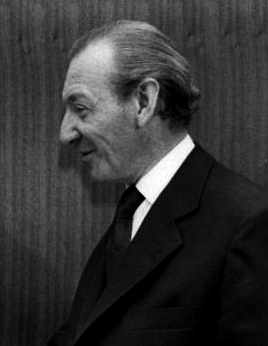
Kurt Waldheim, 1973

- 21. Dezember: Kurt Waldheim, österreichischer Politiker, Bundespräsident von Österreich (1986–1992) († 2007)
- 23. Dezember: Iván Mándy, ungarischer Schriftsteller († 1995)

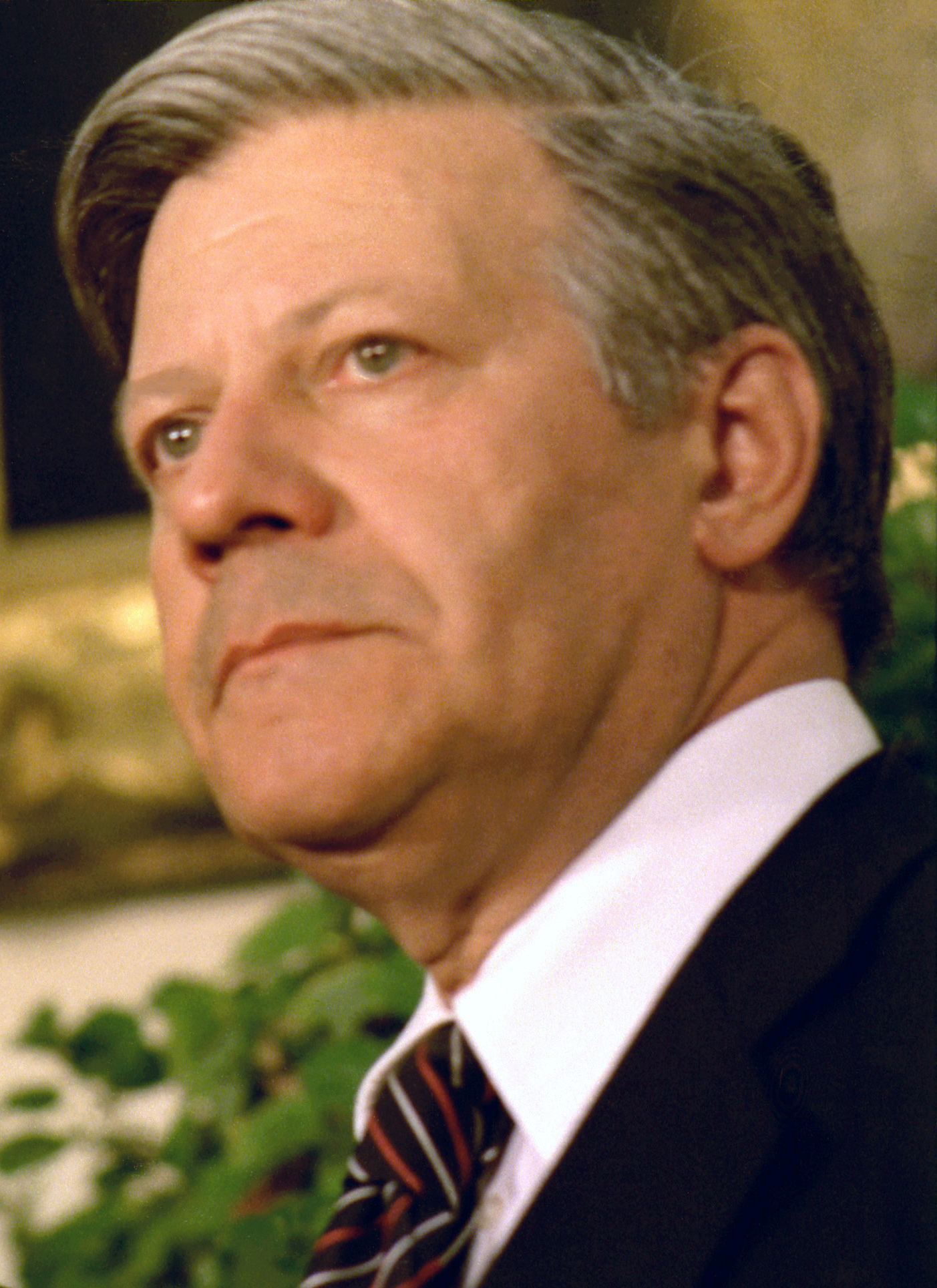
Helmut Schmidt, 1977

- 23. Dezember: Helmut Schmidt, deutscher Politiker, Bundeskanzler der BRD († 2015)
- 24. Dezember: Dave Bartholomew, US-amerikanischer Musiker († 2019)

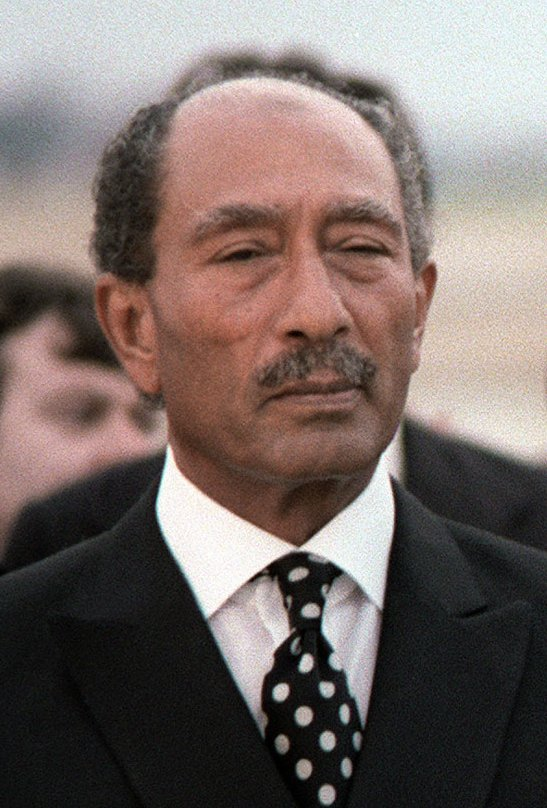
Anwar as-Sadat

- 25. Dezember: Anwar as-Sadat, ägyptischer Staatsmann († 1981)
- 26. Dezember: Ntsu Mokhehle, lesothischer Politiker († 1999)
- 28. Dezember: Hans Schaufuß, deutscher Schauspieler († 1941)
- 30. Dezember: W. Eugene Smith, US-amerikanischer Fotograf († 1978)
- 31. Dezember: Gunder Hägg, schwedischer Leichtathlet († 2004)

### Genaues Geburtsdatum unbekannt
- Bob Acri, US-amerikanischer Jazzpianist († 2013)
- Amir-Chosrou Afschar-Ghasemlu, persischer Außenminister und Botschafter († 1999)
- Haşmet Akal, türkischer Kunstmaler († 1960)
- Manuel Anglada i Ferran, andorranischer Schriftsteller und Autor († 1998)
- Abelardo Arias, argentinischer Schriftsteller († 1991)
- Orhon Murat Arıburnu, türkischer Autor († 1989)
- Celal Atik, türkischer Ringer († 1979)
- Gholam Hossein Bigjekhani, iranischer Tarspieler († 1987)
- Omar del Carlo, argentinischer Dramatiker († 1975)
- Andrés Holguín, kolumbianischer Lyriker, Übersetzer und Literaturkritiker († 1989)
- Mamduh Muhammad Salim, ägyptischer Politiker, General und Premierminister († 1988)
- Romas Viesulas, litauisch-amerikanischer Druckgraphiker († 1986)
- Ursula Vogel, deutsche Schauspielerin und Synchronsprecherin († 2006)

## Gestorben

### Januar/Februar
- 01. Januar: William Wilfred Campbell, kanadischer Schriftsteller (* 1858 oder 1860)
- 03. Januar: Wilhelm von Auer, preußischer Generalmajor (* 1864)

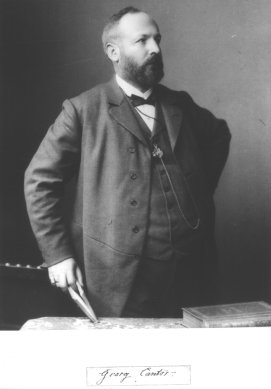
Georg Cantor

- 06. Januar: Georg Cantor, deutscher Mathematiker (* 1845)
- 08. Januar: Heinrich von Buz, deutscher Techniker und Industrieller (* 1833)
- 10. Januar: Konstantin Jireček, tschechischer Politiker, Diplomat, Historiker und Slawist (* 1854)
- 10. Januar: August Oetker, Erfinder des gebrauchsfähigen Backpulvers (* 1862)
- 12. Januar: Ottmar Ritter von Angerer, deutscher Chirurg (* 1850)
- 15. Januar: Georg Bötticher, deutscher Grafiker und Schriftsteller (* 1849)
- 15. Januar: Wojciech Kętrzyński, polnischer Historiker (* 1838)
- 16. Januar: Hyacinth Holland, deutscher Kunst- und Literaturhistoriker (* 1827)
- 16. Januar: Ethel Sargant, britische Botanikerin (* 1863)
- 16. Januar: Luis Weiler, deutscher Eisenbahn-Bauingenieur (* 1863)
- 17. Januar: Louise Héritte-Viardot, französische Komponistin, Pianistin und Sängerin (* 1841)
- 18. Januar: Alfred Altherr, Schweizer evangelisch-reformatorischer Geistlicher und Schriftsteller (* 1843)
- 18. Januar: Caroline Barbey-Boissier, Schweizer Botanikerin und Schriftstellerin (* 1847)
- 18. Januar: Bohuslav Jeremiáš, tschechischer Komponist, Organist, Dirigent und Musikpädagoge (* 1859)
- 18. Januar: Amalie Materna, österreichische Opernsängerin (* 1844)
- 21. Januar: Jan Drozdowski, polnischer Pianist und Musikpädagoge (* 1857)
- 21. Januar: Anna Maria Petersen, deutsche Malerin (* 1858)
- 23. Januar: Johannes Justus Rein, deutscher Geograph (* 1835)
- 26. Januar: Ludwig Edinger, deutscher Neurologe (* 1855)
- 27. Januar: Charles William Fulton, US-amerikanischer Politiker (* 1853)
- 28. Januar: Eugène de Dietrich, Elsässer Industrieller und Mitglied des Deutschen Reichstages (* 1844)
- 28. Januar: John McCrae, kanadischer Dichter, Schriftsteller und Mediziner (* 1872)
- 30. Januar: William Hughes, US-amerikanischer Politiker (* 1872)
- 30. Januar: Franz Löhr, deutscher Bildhauer (* 1874)
- 31. Januar: Johann Puluj, ukrainischer Physiker (* 1845)
- 02. Februar: Giovanni Lurati, Schweizer Jurist und Politiker (* 1858)
- 05. Februar: Augustin Warlo, deutscher Landmesser und Mitglied des Reichstags (* 1858)

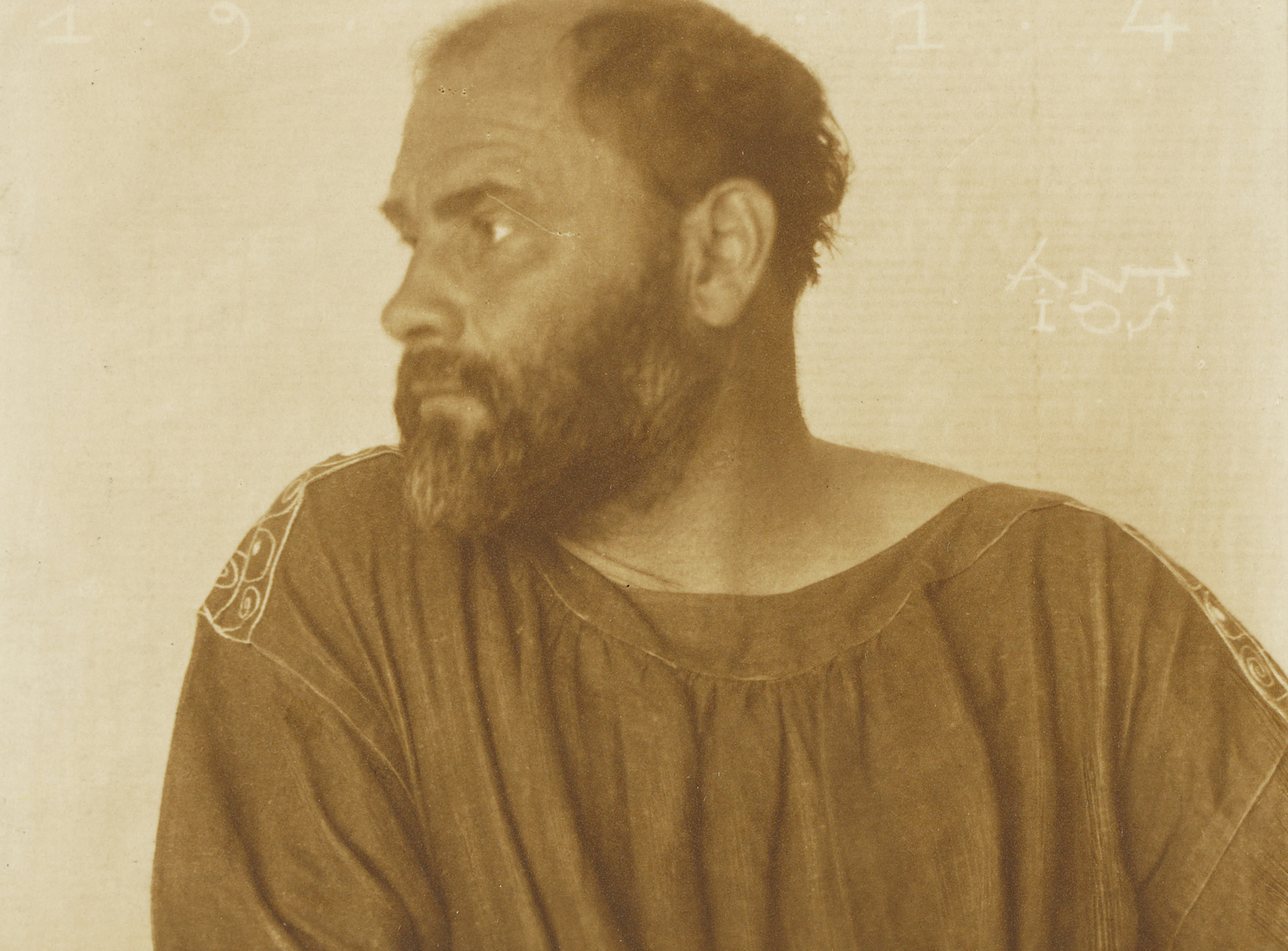
Gustav Klimt, 1913

- 06. Februar: Gustav Klimt, österreichischer Maler (* 1862)
- 08. Februar: Charles de Wuilleret, Schweizer Jurist, Politiker und Verbandsfunktionär (* 1853)

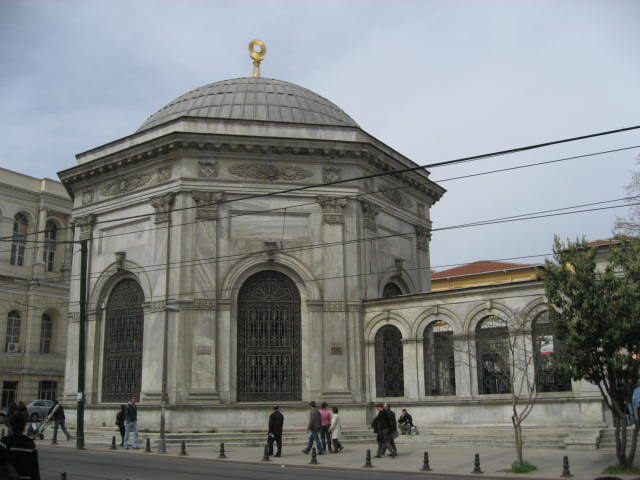
Grabmal von Abdülhamid II.

- 10. Februar: Abdülhamid II., Sultan des Osmanischen Reiches (* 1842)
- 11. Februar: Taytu Betul, Kaiserin von Äthiopien (* um 1851)
- 15. Februar: Alois Lutz, österreichischer Eiskunstläufer (* 1898)
- 15. Februar: Alwin Vater, deutscher Bahnradsportler und Eisschnellläufer (* 1869)
- 19. Februar: Jakob Koch, Ringerweltmeister aus Neuss (* 1870)
- 21. Februar: Heinrich Leonhard Adolphi, deutsch-baltischer Geistlicher, Schachspieler, evangelischer Märtyrer (* 1852)
- 21. Februar: Ludwig Johannes Tschischko, lettischer Geistlicher und evangelischer Märtyrer (* 1858)
- 23. Februar: Leopold von Auersperg, österreichischer Politiker (* 1855)
- 24. Februar: Adam Jende, lettischer Geistlicher und evangelischer Märtyrer (* 1861)
- 24. Februar: Adolf Friedrich VI., Großherzog von Mecklenburg-Strelitz (* 1882)
- Februar: Enrique Lobos, chilenischer Maler (* 1887)

### März/April
- 01. März: Harlan Carey Brewster, kanadischer Politiker (* 1870)
- 08. März: Charles Follen Adams, US-amerikanischer Dichter (* 1842)
- 08. März: Georg Langerhans, deutscher Bürgermeister (* 1870)
- 09. März: George von Lengerke Meyer, US-amerikanischer Politiker (* 1858)

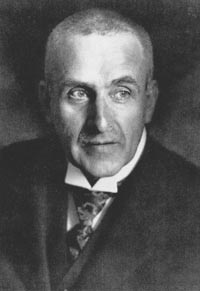
Frank Wedekind

- 09. März: Frank Wedekind, deutscher Schriftsteller und Schauspieler (* 1864)
- 10. März: Leonhard Atzberger, deutscher Geistlicher und Dogmatiker (* 1854)
- 10. März: Ernst Friedel, deutscher Kommunalpolitiker sowie Geschichts- und Heimatforscher (* 1837)
- 10. März: Eugen von Zimmerer, deutscher Gouverneur von Kamerun (* 1843)
- 11. März: Reinhold Steig, deutscher Literaturhistoriker (* 1857)
- 15. März: José White Lafitte, kubanischer Geiger und Komponist (* 1836)
- 18. März: Joseph Deniker, französischer Anthropologe (* 1852)
- 21. März: Warner Miller, US-amerikanischer Politiker (* 1838)
- 23. März: Paul Laband, deutscher Staatsrechtslehrer (* 1838)

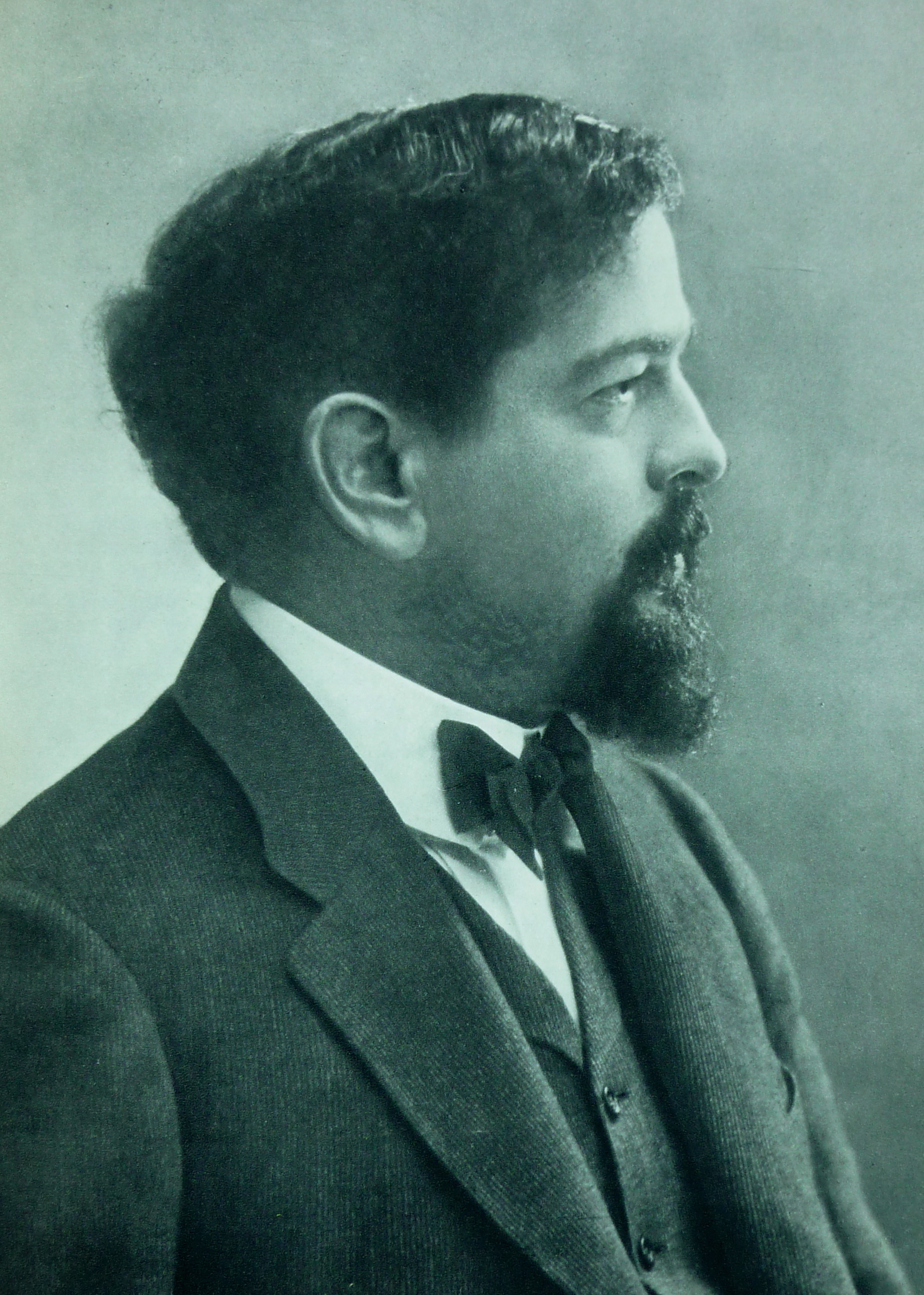
Claude Debussy, etwa 1908

- 25. März: Claude Debussy, französischer Komponist (* 1862)
- 27. März: Martin Sheridan, US-amerikanischer Leichtathlet (* 1881)
- 29. März: Timm Kröger, deutscher Schriftsteller (* 1844)
- 31. März: Richard Mandl, österreichischer Komponist (* 1859)
- 02. April: Carl Grunert, deutscher Schriftsteller (* 1865)
- 03. April: André Laporte, französischer Komponist (* um 1886)
- 04. April: Hanns von Zobeltitz, deutscher Journalist und Schriftsteller (* 1853)
- 06. April: Sawwa Mamontow, russischer Industrieller und Mäzen (* 1841)
- 09. April: Niko Pirosmani, georgischer Maler (* 1862)
- 11. April: Otto Wagner, österreichischer Architekt (* 1841)
- 11. April: William C. McDonald, US-amerikanischer Politiker (* 1858)
- 12. April: Rudolph Blankenburg, US-amerikanischer Geschäftsmann und Politiker (* 1843)
- 12. April: Robert F. Broussard, US-amerikanischer Politiker (* 1864)
- 14. April: William J. Stone, US-amerikanischer Politiker (* 1848)
- 16. April: Jules Fournier, kanadischer Journalist, Zeitungsverleger, Übersetzer und Essayist (* 1884)
- 17. April: Friedrich Karl Johannes Thiele, deutscher Chemiker (* 1865)
- 18. April: Wilhelm Kolb, deutscher sozialdemokratischer Politiker (* 1870)

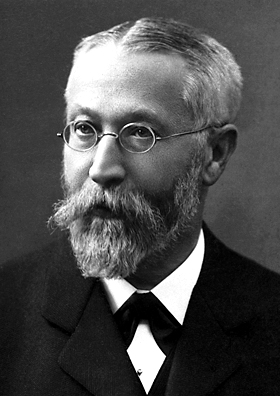
Ferdinand Braun, 1909

- 20. April: Ferdinand Braun, deutscher Physiker (* 1850)
- 20. April: Alexander Girardi, österreichischer Schauspieler (* 1850)
- 20. April: Hans Breuer, Vertreter der Wandervogelbewegung (* 1883)
- 21. April: Adolfo Baci, italienischer Komponist (* 1834)

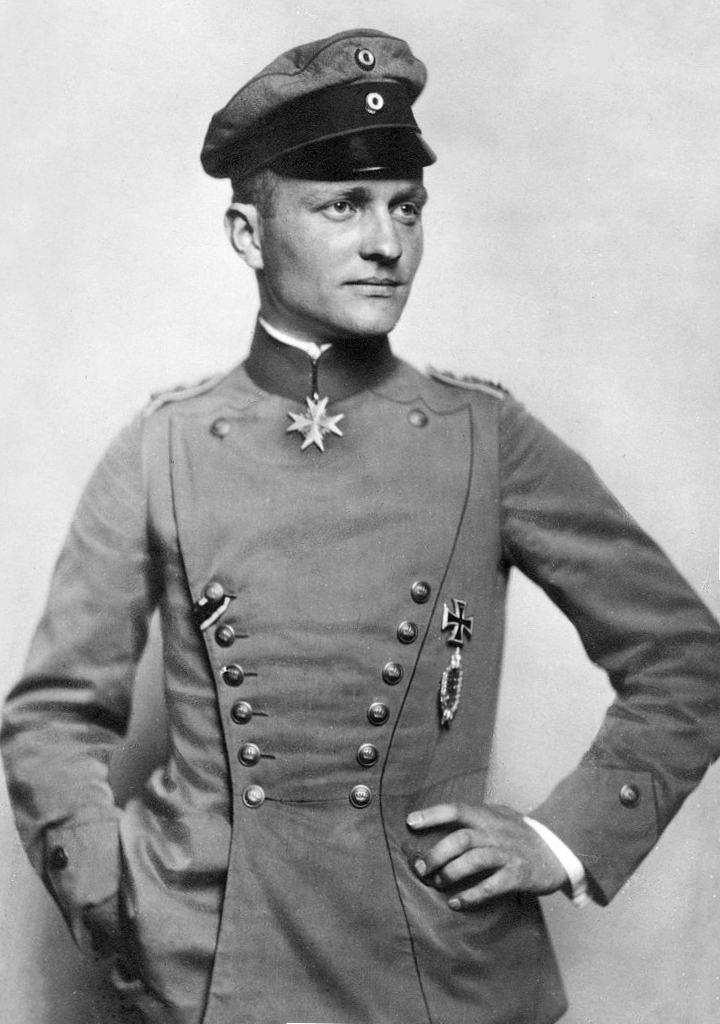
Manfred von Richthofen, 1917

- 21. April: Manfred von Richthofen, deutscher Jagdflieger (* 1892)
- 22. April: Carl Reuß, deutscher Forstmann (* 1844)
- 23. April: William E. Fuller, US-amerikanischer Politiker (* 1846)
- 24. April: Jewno Fischelewitsch Asef, russischer Terrorist und Polizeispitzel (* 1869)
- 27. April: Oscar Troplowitz, deutscher Apotheker und Unternehmer (* 1863)
- 28. April: Gavrilo Princip, bosnisch-serbischer Nationalist (* 1894)
- 29. April: Richard Kandt, deutscher Arzt und Afrikaforscher (* 1867)
- 30. April: Hermann Winnefeld, deutscher Archäologe (* 1862)

### Mai/Juni
- 02. Mai: Guido von Gillhaußen, deutscher Offizier und Kriegspoet (* 1870)
- 05. Mai: Adolf Philippi, deutscher klassischer Philologe und Kunsthistoriker (* 1843)
- 14. Mai: Joaquim Pimenta de Castro, portugiesischer General, Putschist und Regierungschef (* 1846)
- 17. Mai: Ernst von Hesse-Wartegg, österreichischer Diplomat und Reiseschriftsteller (* 1851)
- 19. Mai: Ferdinand Hodler, Schweizer Maler (* 1853)
- 20. Mai: Richard Andersson, schwedischer Komponist, Pianist und Musikpädagoge (* 1851)
- 23. Mai: Max Bösenberg, deutscher Architekt (* 1847)
- 25. Mai: Carl Berner, norwegischer Politiker (* 1841)
- 25. Mai: Henry Schradieck, deutscher Komponist, Geiger und Musikpädagoge (* 1846)
- 28. Mai: Richard Aßmann, deutscher Meteorologe (* 1845)
- 29. Mai: René Vierne, französischer Organist und Komponist (* 1878)
- 30. Mai: Bertram Tracy Clayton, US-amerikanischer Offizier und Politiker (* 1862)
- 30. Mai: Georgi Plechanow, russischer, menschewistischer Politiker (* 1856)
- 30. Mai: Robert Warschauer junior, deutscher Privatbankier (* 1860)
- 31. Mai: Alexander Mitscherlich, deutscher Chemiker (* 1836)
- 000Mai: Ali Aaltonen, finnischer Leutnant in der Armee des Russischen Reichs, Journalist und Kommunistenführer (* 1884)
- 01. Juni: Richard Faltin, finnischer Komponist, Musikprofessor (* 1835)
- 03. Juni: Bruno Adam, deutscher Architekt und Baumeister (* 1846)
- 03. Juni: Ramón Maximiliano Valdés, panamaischer Staatspräsident (* 1867)
- 08. Juni: Franz Fischer, deutscher Dirigent und Cellist (* 1849)
- 09. Juni: Xaver Henselmann, deutscher Architekt (* 1881)
- 10. Juni: Arrigo Boito, italienischer Schriftsteller und Komponist (* 1842)
- 10. Juni: Richard Voß, deutscher Schriftsteller (* 1851)
- 11. Juni: Elise Prehn, deutsche Blumenmalerin (* 1848)
- 13. Juni: Michail Alexandrowitsch Romanow, russischer Großfürst (* 1878)
- 14. Juni: John Harper Long, US-amerikanischer Chemiker (* 1856)
- 19. Juni: Francesco Baracca, italienischer Jagdflieger (* 1888)
- 19. Juni: William Kennedy, US-amerikanischer Politiker (* 1854)
- 20. Juni: Sape Talma, niederländischer Mediziner (* 1847)
- 21. Juni: Edward Józef Abramowski, polnischer Philosoph, Psychologe, Soziologe und Anarchist (* 1868)
- 21. Juni: Hermann Essig, deutscher Dramatiker, Erzähler und Lyriker (* 1878)
- 23. Juni: Mohammad Ali Khan Ala al-Saltaneh, iranischer Premierminister (* 1829)

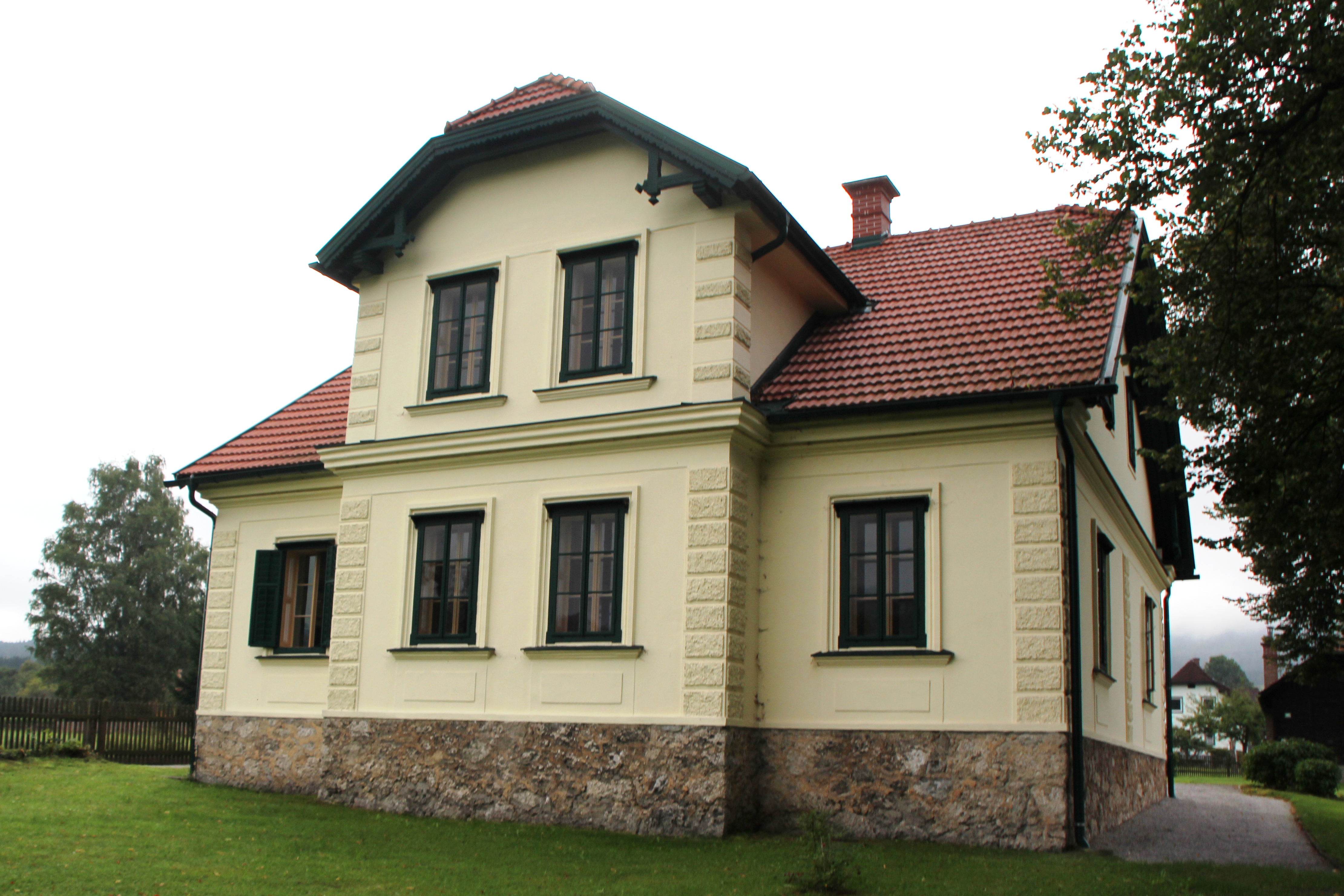
Peter Roseggers Wohn- und Sterbehaus in Krieglach

- 26. Juni: Peter Rosegger, österreichischer Schriftsteller (* 1843)
- 29. Juni: Adrien Lachenal, Schweizer Politiker (* 1849)
- Juni: Knud Christian Andersen, dänischer Zoologe (* 1867)

### Juli/August
- 02. Juli: Georg von Schuh, deutscher Jurist und Politiker (* 1846)
- 02. Juli: Zell os-Soltan, Prinz aus der Kadscharendynastie in Persien (* 1850)

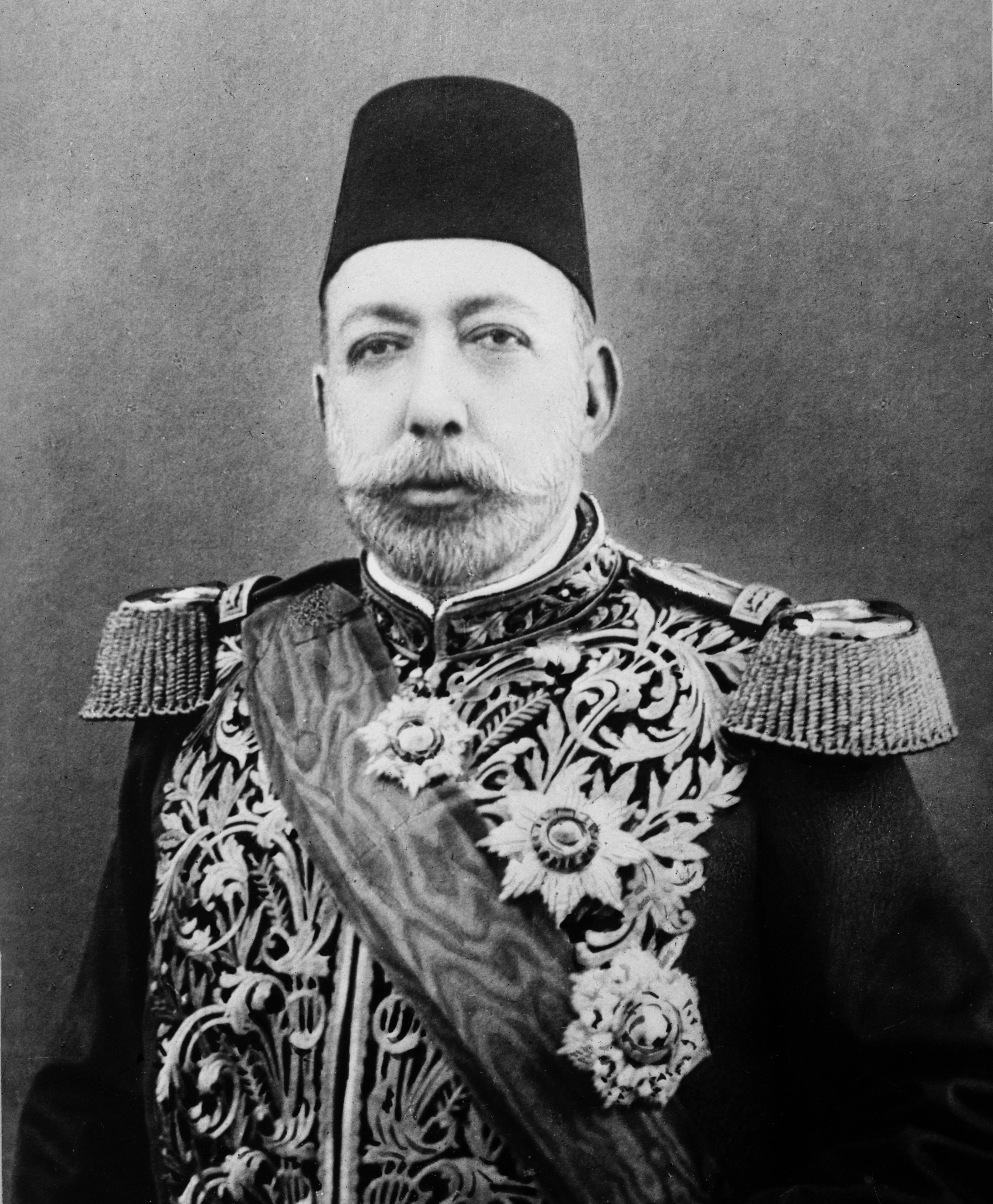
Mehmed V. (1913)

- 03. Juli: Mehmed V., Sultan des Osmanischen Reiches (* 1844)
- 07. Juli: Nikolai Samuilowitsch Abelman, russischer Revolutionär und Teilnehmer an der Oktoberrevolution (* 1887)
- 08. Juli: Antonio Fagnano, italienischer Automobilrennfahrer (* 1882 oder 1883)

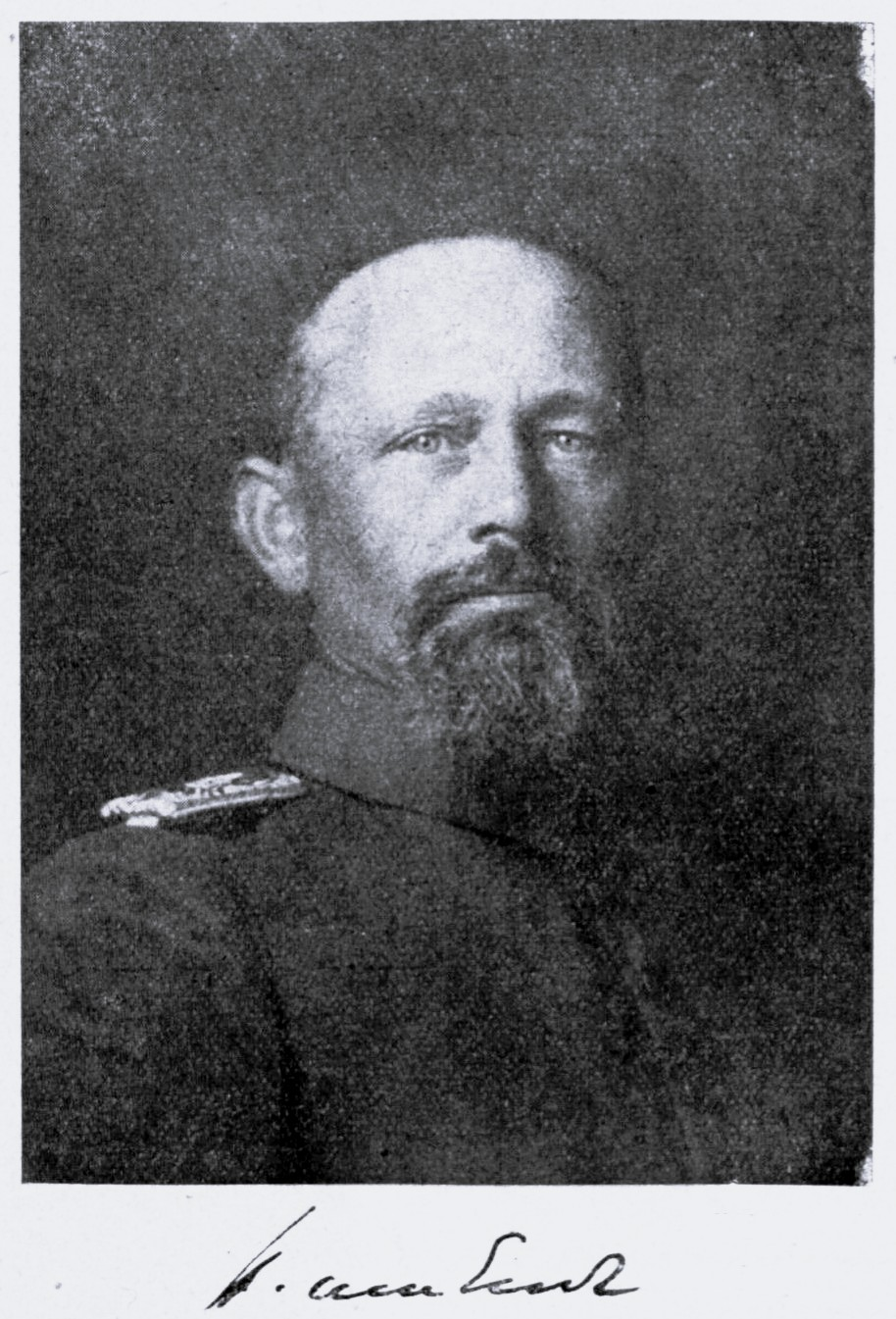
Hans am Ende

- 09. Juli: Hans am Ende, deutscher Maler (* 1864)
- 12. Juli: Thorleif Auerdahl, norwegischer Lyriker (* 1895)
- 13. Juli: Gilles van Overbeek de Meijer, niederländischer Mediziner (* 1831)
- 14. Juli: Paul Cinquevalli, deutscher Jongleur (* 1859)
- 17. Juli: Nikolaus II. von Russland, Zar von Russland (1894–1917) (* 1868)
- 17. Juli: Alexandra Fjodorowna, Ehefrau von Zar Nikolaus II. (* 1872)
- 17. Juli: Olga Nikolajewna Romanowa, Tochter von Zar Nikolaus II. (* 1895)
- 17. Juli: Tatjana Nikolajewna Romanowa, Tochter von Zar Nikolaus II. (* 1897)
- 17. Juli: Maria Nikolajewna Romanowa, Tochter von Zar Nikolaus II. (* 1899)
- 17. Juli: Anastasia Nikolajewna Romanowa, Tochter von Zar Nikolaus II. (* 1901)
- 17. Juli: Alexei Nikolajewitsch Romanow, Sohn von Zar Nikolaus II., Zarewitsch von Russland (* 1904)
- 20. Juli: Hermann Mutschmann, deutscher Altphilologe (* 1882)
- 25. Juli: Walter Rauschenbusch, Deutsch-US-amerikanischer baptistischer Theologe und Begründer des Social Gospel (* 1861)
- 26. Juli: Franziska zu Reventlow, deutsche Schriftstellerin (* 1871)
- 29. Juli: İbrahim Hakkı Pascha, Großwesir des Osmanischen Reiches (* 1863)
- 09. August: František Plesnivý, böhmischer Architekt (* 1845)
- 10. August: William P. Kellogg, US-amerikanischer Politiker (* 1830)
- 14. August: Edward H. Gillette, US-amerikanischer Politiker (* 1840)
- 15. August: Heinrich Köselitz, deutscher Schriftsteller und Komponist (* 1854)
- 17. August: Hugo Andresen, deutscher Romanist und Mediävist (* 1844)
- 18. August: George H. Prouty, US-amerikanischer Politiker (* 1862)

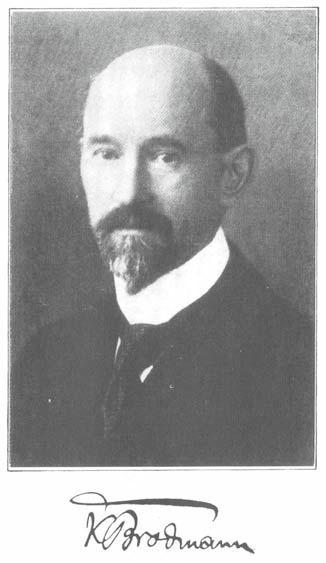
Korbinian Brodmann

- 22. August: Korbinian Brodmann, deutscher Mediziner (* 1868)
- 27. August: Hermann Hitzig, Schweizer Altphilologe (* 1843)
- 28. August: Ollie M. James, US-amerikanischer Politiker (* 1871)
- 29. August: Max Dauthendey, deutscher Maler und Dichter (* 1867)

### September/Oktober
- 03. September: Fanny Kaplan, russische Anarchistin und Sozialrevolutionärin (* 1890)
- 04. September: Hans Droysen, deutscher Altphilologe und Historiker (* 1851)

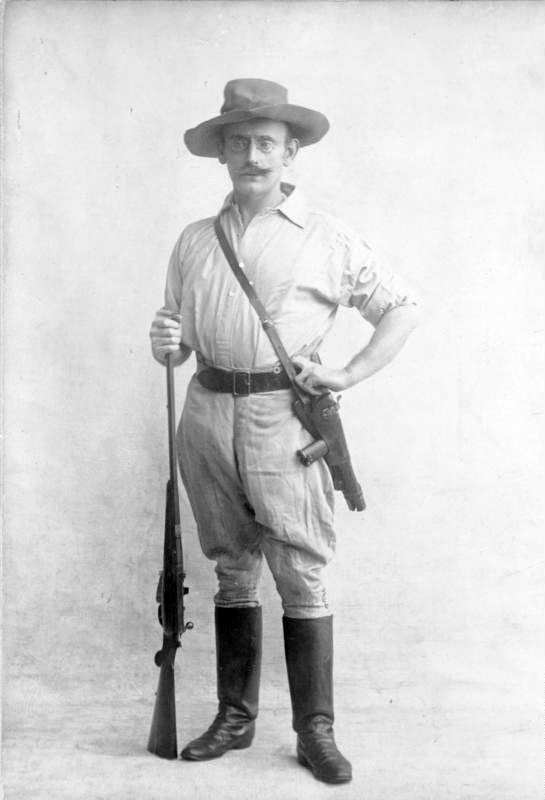
Carl Peters

- 10. September: Carl Peters, deutscher Kolonialpolitiker (* 1856)
- 12. September: Joseph Clay Stiles Blackburn, US-amerikanischer Politiker (* 1838)
- 12. September: Sir George Houstoun Reid, australischer Politiker (* 1845)
- 18. September: Ernest Bristow Farrar, englischer Komponist und Organist (* 1885)
- 18. September: Wladimir Alexejewitsch Senilow, russischer Komponist (* 1875)
- 19. September: Liza Lehmann, englische Komponistin, Sängerin und Pianistin (* 1862)
- 20. September: Meschadi Asisbekow, aserbaidschanischer Politiker (* 1876)
- 20. September: Stepan Schahumjan, sowjetisch-armenischer Politiker (* 1878)
- 22. September: Wilhelm Viëtor, deutscher Sprachwissenschaftler und Neuphilologe (* 1850)
- 26. September: Georg Simmel, deutscher Soziologe und Kulturphilosoph (* 1858)
- 28. September: Eduard von Keyserling, deutscher Schriftsteller und Dramatiker (* 1855)
- 000September: Louis Abel-Truchet, französischer Maler (* 1857)
- 000September: Kurt Beitzen, deutscher Marineoffizier (* 1885)
- 01. Oktober: Gaston Milhaud, französischer Wissenschaftstheoretiker und Wissenschaftshistoriker (* 1858)
- 02. Oktober: Christian Otto Mohr, deutscher Ingenieur und Baurat (* 1835)
- 08. Oktober: Károly Aggházy, ungarischer Klaviervirtuose und Komponist (* 1855)
- 09. Oktober: Hanns Braun, deutscher Leichtathlet (* 1886)
- 10. Oktober: Elisabeth Bürstenbinder, deutsche Schriftstellerin (* 1838)
- 12. Oktober: Pierre Gailhard, französischer Opernbassist (* 1848)
- 12. Oktober: William F. Hooley, US-amerikanischer Sänger (* 1861)
- 13. Oktober: Adam Abt, deutscher Klassischer Philologe (* 1885)
- 13. Oktober: Gerrit Engelke, deutscher Arbeiterdichter (* 1890)
- 15. Oktober: Johnny Aitken, US-amerikanischer Automobilrennfahrer (* 1885)
- 15. Oktober: Antonio Cotogni, italienischer Opernsänger (* 1831)
- 17. Oktober: Allen C. Beach, US-amerikanischer Politiker (* 1825)
- 17. Oktober: Malak Hifnī Nāsif, ägyptische Frauenrechtlerin (* 1886)
- 18. Oktober: Thomas Kearns, US-amerikanischer Politiker (* 1862)

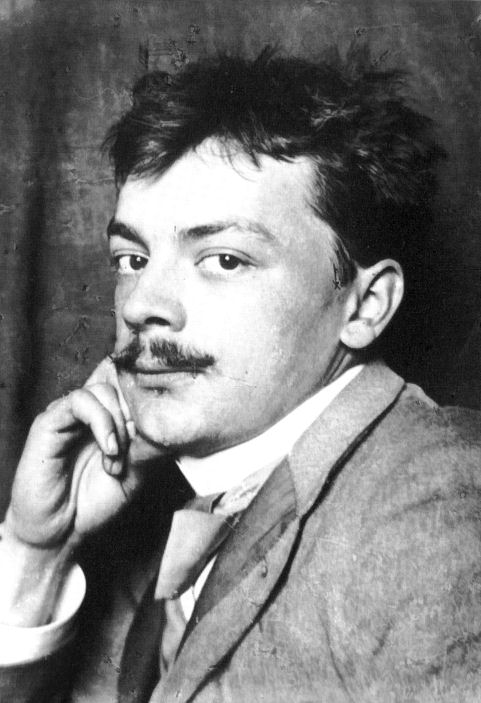
Koloman Moser, 1905

- 18. Oktober: Koloman Moser, österreichischer Maler, Grafiker und Kunsthandwerker (* 1868)
- 19. Oktober: Harold Lockwood, amerikanischer Schauspieler (* 1887)
- 20. Oktober: Roger Boucher, französischer Organist und Komponist (* 1885)
- 20. Oktober: Joseph Boulnois, französischer Komponist und Organist (* 1884)
- 22. Oktober: Oreste Mazzia, italienischer Fußballspieler und Mediziner (* 1883)
- 24. Oktober: Daniel Burley Woolfall, britischer Präsident der FIFA (* 1852)
- 24. Oktober: Hans Conzett, Schweizer Buchdrucker und Politiker (* 1886)
- 27. Oktober: Eugene Hale, US-amerikanischer Politiker (* 1836)
- 27. Oktober: Alexander Pomeranzew, russischer Architekt (* 1849)
- 27. Oktober: Alois Steinhauser, Schweizer Jurist und Politiker (* 1871)
- 29. Oktober: Maria Gugelberg von Moos, Schweizer Botanikerin (* 1836)
- 29. Oktober: Rudolf Tobias, estnischer Komponist und Organist (* 1873)

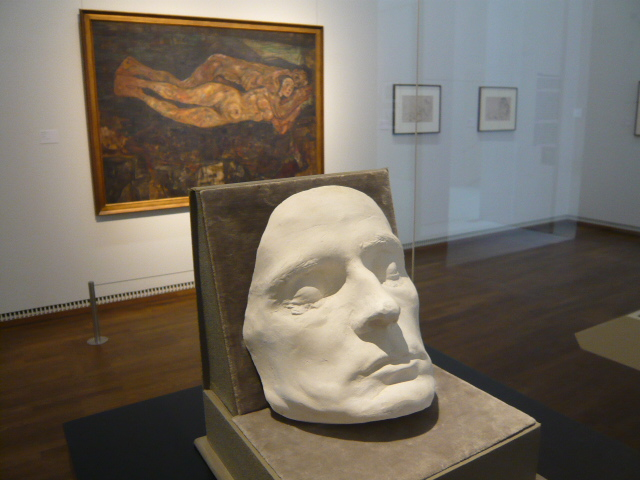
Schieles Totenmaske

- 31. Oktober: Egon Schiele, österreichischer Maler (* 1890)
- 31. Oktober: István Tisza, österreichisch-ungarischer Politiker und Ministerpräsident Ungarns (* 1861)

### November/Dezember
- 04. November: František Balej, tschechischer Jurist, Übersetzer und humanistischer Philosoph (* 1873)
- 05. November: Shimamura Hōgetsu, japanischer Schriftsteller, Literaturkritiker und -wissenschaftler (* 1871)
- 09. November: Guillaume Apollinaire, französischer Dichter, Schriftsteller und Kritiker (* 1880)

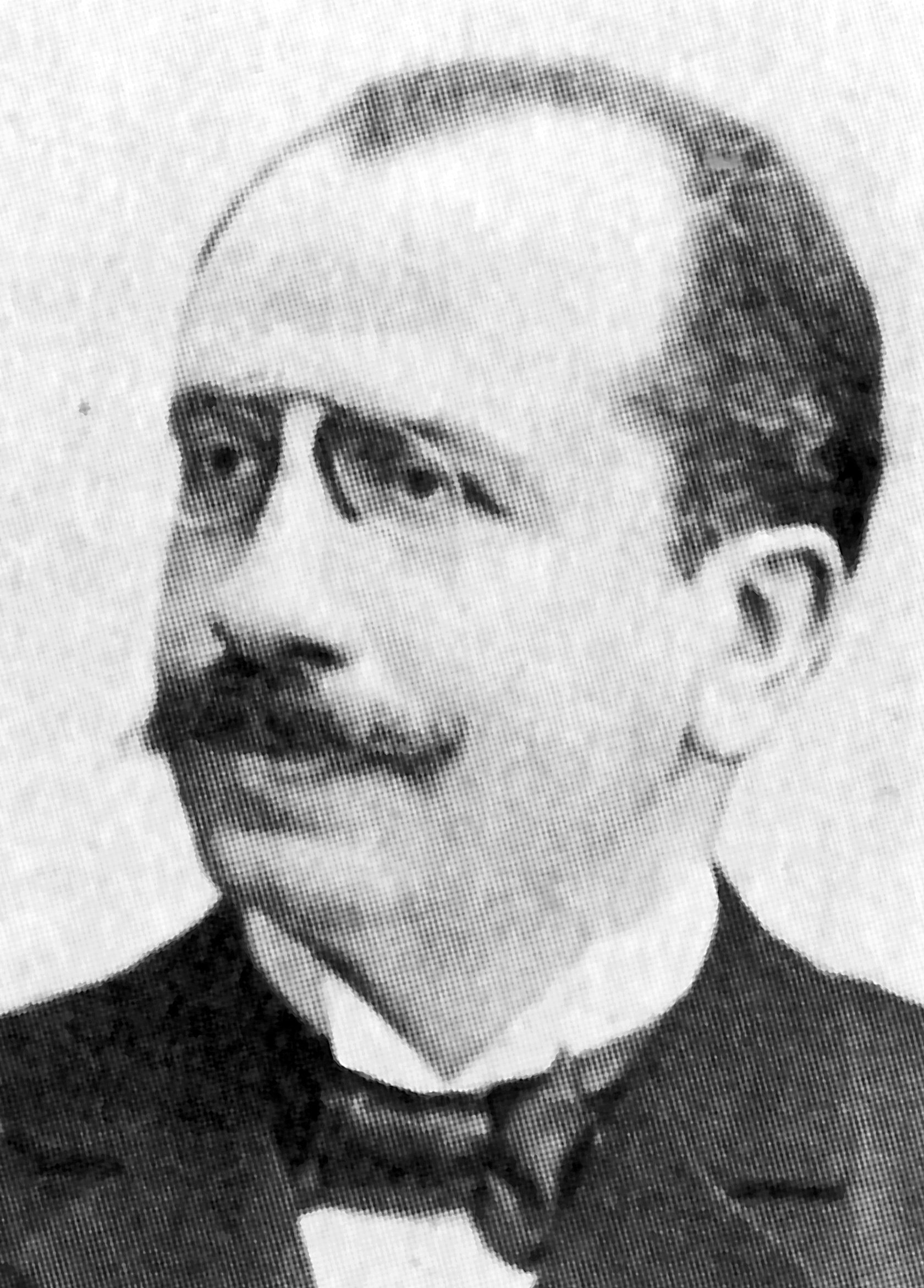
Albert Ballin

- 09. November: Albert Ballin, deutscher Reeder (* 1857)

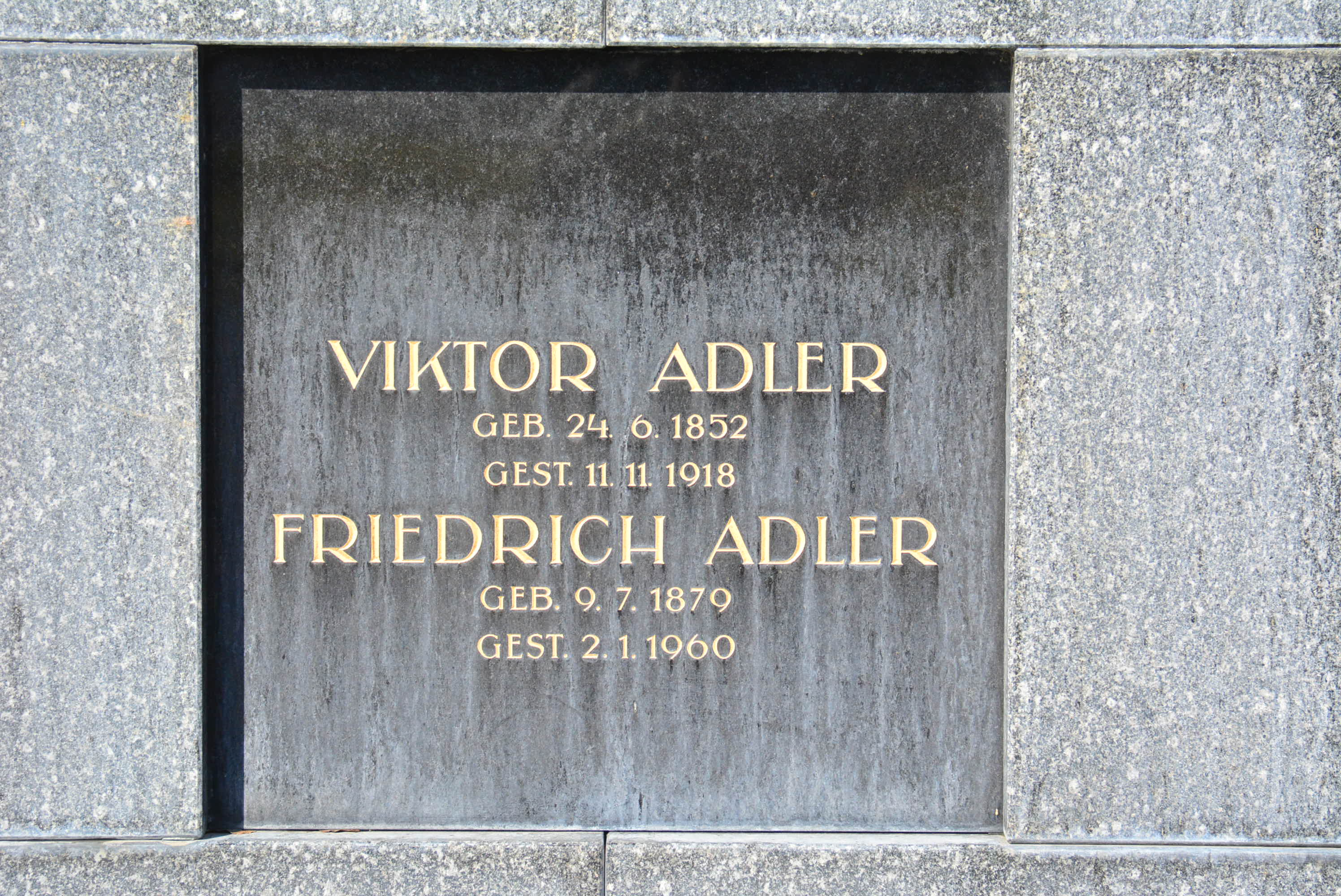
Das Grab von Viktor Adler am Wiener Zentralfriedhof

- 11. November: Victor Adler, österreichischer Politiker (* 1852)
- 11. November: Hermann Gladenbeck, deutscher Bildgießer (* 1827)
- 11. November: Joseph Henry Sweney, US-amerikanischer Politiker (* 1845)
- 13. November: Tadeusz Nalepiński, polnischer Lyriker und Schriftsteller (* 1885)
- 14. November: Seumas O’Kelly, irischer Journalist und Schriftsteller (* 1875/1881)
- 14. November: Paul Wieczorek, erster Kommandeur der Volksmarinedivision (* 1885)
- 15. November: Robert Anderson, britischer Polizist (* 1841)
- 16. November: Mathieu Frans Daniëls, niederländischer Mathematiker (* 1860)
- 19. November: Malachia Ormanian, armenischer Erzbischof und Patriarch von Konstantinopel der Armenischen Apostolischen Kirche (* 1841)
- 19. November: Ludwig Stieda, deutsch-baltischer Anatom (* 1837)
- 22. November: William D. Hoard, US-amerikanischer Politiker (* 1836)
- 22. November: Jakob Hillier, rumäniendeutscher Komponist, Kirchenmusiker und Musikpädagoge (* 1848)
- 24. November: Alexander Schnütgen, deutscher Theologe und Kunstsammler (* 1843)
- 27. November: Bohumil Kubišta, tschechischer Maler (* 1884)
- 28. November: Alexis Contant, kanadischer Komponist, Organist und Musikpädagoge (* 1858)
- 02. Dezember: Edmond Rostand, französischer Dramatiker (* 1868)
- 04. Dezember: Marie Bonnevial, französische Feministin (* 1841)
- 05. Dezember: Martin Boelitz, deutscher Schriftsteller (* 1874)
- 06. Dezember: Hendrik Enno Boeke, niederländischer Mineraloge (* 1881)
- 06. Dezember: William Wolfensberger, Schweizer Dichterpfarrer (* 1889)
- 07. Dezember: Nicanor Plaza, chilenischer Bildhauer (* 1844)
- 11. Dezember: Ottilie Schwahn, deutsche Erzählerin (* 1849)
- 13. Dezember: Hermann Erler, deutscher Musikverleger, Komponist und Schriftsteller (* 1844)
- 14. Dezember: Walter Kern, deutscher Architekt und Regierungsbaumeister (* 1860)
- 14. Dezember: Sidónio Pais, portugiesischer Putschist, später Präsident (* 1872)
- 18. Dezember: Carl Immanuel Philipp Hesse, deutsch-baltischer Pastor, evangelischer Märtyrer in Estland (* 1875)
- 18. Dezember: Henryk Jarecki, polnischer Komponist, Dirigent und Musikpädagoge (* 1846)
- 20. Dezember: Ali ibn Hammud, Sultan von Sansibar (* 1884)
- 21. Dezember: Walter Hines Page, US-amerikanischer Journalist, Verleger und Diplomat (* 1855)
- 25. Dezember: John Wilbur Chapman, US-amerikanischer presbyterianischer Pfarrer, Autor, Evangelist und Kirchenführer (* 1859)
- 26. Dezember: Wassili Wassiljewitsch Andrejew, russischer Balalaikavirtuose, Orchesterleiter und Komponist (* 1861)
- 26. Dezember: Alfonso Chicherio-Sereni, Schweizer Bankier und Politiker (* 1859)
- 26. Dezember: Karl Elsener, Schweizer Messerschmied, Unternehmer und Politiker (* 1860)
- 27. Dezember: Birt Acres, britischer Fotograf und Filmpionier (* 1854)
- 27. Dezember: Carl Schlechter, österreichischer Schachspieler (* 1874)
- 29. Dezember: Otto Crusius, deutscher Altphilologe (* 1857)
- 31. Dezember: Friedrich von Röth, deutscher Jagdflieger im Ersten Weltkrieg (* 1893)

### Genaues Todesdatum unbekannt
- Rasim Haşmet Akal, türkischer Dichter, Schriftsteller und Verleger (* 1888)
- Josep Amargós i Samaranch, spanischer Architekt (* 1849)
- Julio Bertrand Vidal, chilenischer Architekt, Fotograf und Zeichner (* 1888)
- Aurel Eisenkolb, rumäniendeutscher Komponist (* 1849)
- John Forrest, australischer Entdecker und Politiker (* 1847)
- Tadeusz Miciński, polnischer Schriftsteller (* 1873)